# Liste der Biografien/Hub
Liste der Biografien |
Portal Biografien |
Personensuche
# |
A |
B |
C |
D |
E |
F |
G |
H |
I |
J |
K |
L |
M |
N |
O |
P |
Q |
R |
S |
T |
U |
V |
W |
X |
Y |
Z |
?
 
Ha |
Hd |
He |
Hi |
Hj |
Hk |
Hl |
Hm |
Hn |
Ho |
Hr |
Hs |
Ht |
Hu |
Hv |
Hw |
Hy
 
Hua |
Hub |
Huc |
Hud |
Hue |
Huf |
Hug |
Huh |
Hui |
Huj |
Huk |
Hul |
Hum |
Hun |
Huo |
Hup |
Huq |
Hur |
Hus |
Hut |
Huu |
Huv |
Huw |
Hux |
Huy |
Huz
Die Liste der Biografien führt alle Personen auf, die in der deutschsprachigen Wikipedia einen Artikel haben. Dieses ist eine Teilliste mit 1093 Einträgen von Personen, deren Namen mit den Buchstaben „Hub“ beginnt.

## Hub
- Hub, Conrad (1872–1932), deutscher Redakteur
- Hub, Emil (1876–1954), deutscher Bildhauer
- Hub, Friedrich (1890–1985), deutscher Heimatforscher, Ehrenbürger von Sinsheim
- Hub, Heinrich, jr. (1902–1962), deutscher Theaterschauspieler
- Hub, Ignaz (1810–1880), deutscher Dichter, Redakteur und Herausgeber
- Hub, Karl, österreichischer Bergsteiger
- Hub, Ludwig († 1867), deutscher Dichter und Schriftsetzer
- Hub, Ulrich (* 1963), deutscher Schriftsteller und Regisseur

### Huba
- Huba, ungarischer Stammesführer
- Huba, Karl-Heinz (1930–2020), deutscher Sportjournalist
- Huba, Martin (* 1943), slowakischer Schauspieler
- Huba, Mikuláš (1919–1986), slowakischer Schauspieler
- Huba, Peter (* 1986), slowakischer Eishockeyspieler
- Hubac, Sylvie (* 1956), französische Politikfunktionärin
- Hubač, Zbyněk (* 1940), tschechoslowakischer Skispringer
- Hubáček, David (* 1977), tschechischer Fußballspieler
- Hubáček, Karel (1924–2011), tschechischer Architekt
- Hubáček, Petr (* 1979), tschechischer Eishockeyspieler
- Hubach, Hannes (* 1962), deutscher Kameramann
- Hubach, Nikolaus (1825–1886), Bürgermeister, Mitglied des Kurhessischen Kommunallandtages
- Hubacher, Annemarie (1921–2012), Schweizer Architektin
- Hubacher, Edy (* 1940), Schweizer Bobfahrer und LeichtathletEdy Hubacher (* 1940)

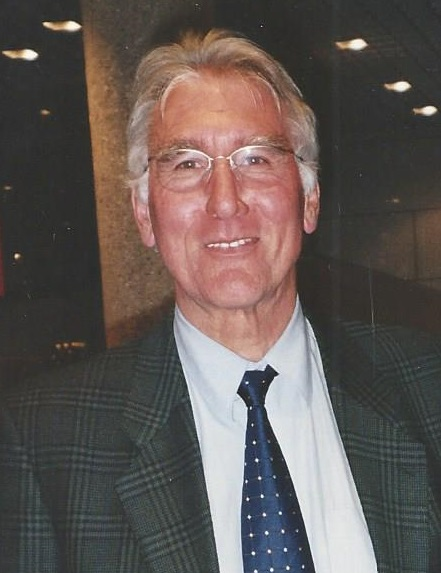
Edy Hubacher (* 1940)

- Hubacher, Hans (1916–2009), Schweizer Architekt
- Hubacher, Helmut (1926–2020), Schweizer Politiker (SP), Autor und Kolumnist
- Hubacher, Hermann (1885–1976), Schweizer Bildhauer und Plastiker
- Hubacher, Max (* 1993), schweizerischer Schauspieler
- Hubacher, Rahel (* 1975), Schweizer Schauspielerin
- Hubacher, Remo (* 1979), deutscher Unihockeynationaltrainer
- Hubáčková, Anna (* 1957), tschechische Politikerin der christdemokratischen Partei KDU–ČSL
- Hubail, A'ala (* 1982), bahrainischer Fußballspieler
- Hubail, Mohamed (* 1983), bahrainischer Fußballspieler
- Hubal, Abdallah al- (1955–1998), jemenitischer Serienmörder
- Hubala, Erich (1920–1994), deutscher Kunsthistoriker
- Hubaldus aus Pisa, erzbischöflicher Notar
- Hubalek, Claus (1926–1995), deutscher Schriftsteller, Dramaturg und Drehbuchautor
- Hubálek, Jiří (* 1982), tschechischer Basketballspieler
- Hubard, Edmund W. (1806–1878), US-amerikanischer Politiker
- Hubarenko, Witalij (1934–2000), sowjetischer bzw. ukrainischer Komponist
- Hubarjew, Pawlo (* 1983), ukrainischer Politiker
- Hubarjewa, Kateryna (* 1983), ukrainische Informatikerin, Malerin und Politikerin
- Hubatius-Himmelstjerna, Ingeborg von (1889–1964), deutsche Schriftstellerin
- Hubatsch, Sepp (1873–1935), österreichischer Architekt
- Hubatsch, Walther (1915–1984), deutscher HistorikerWalther Hubatsch (1915–1984)

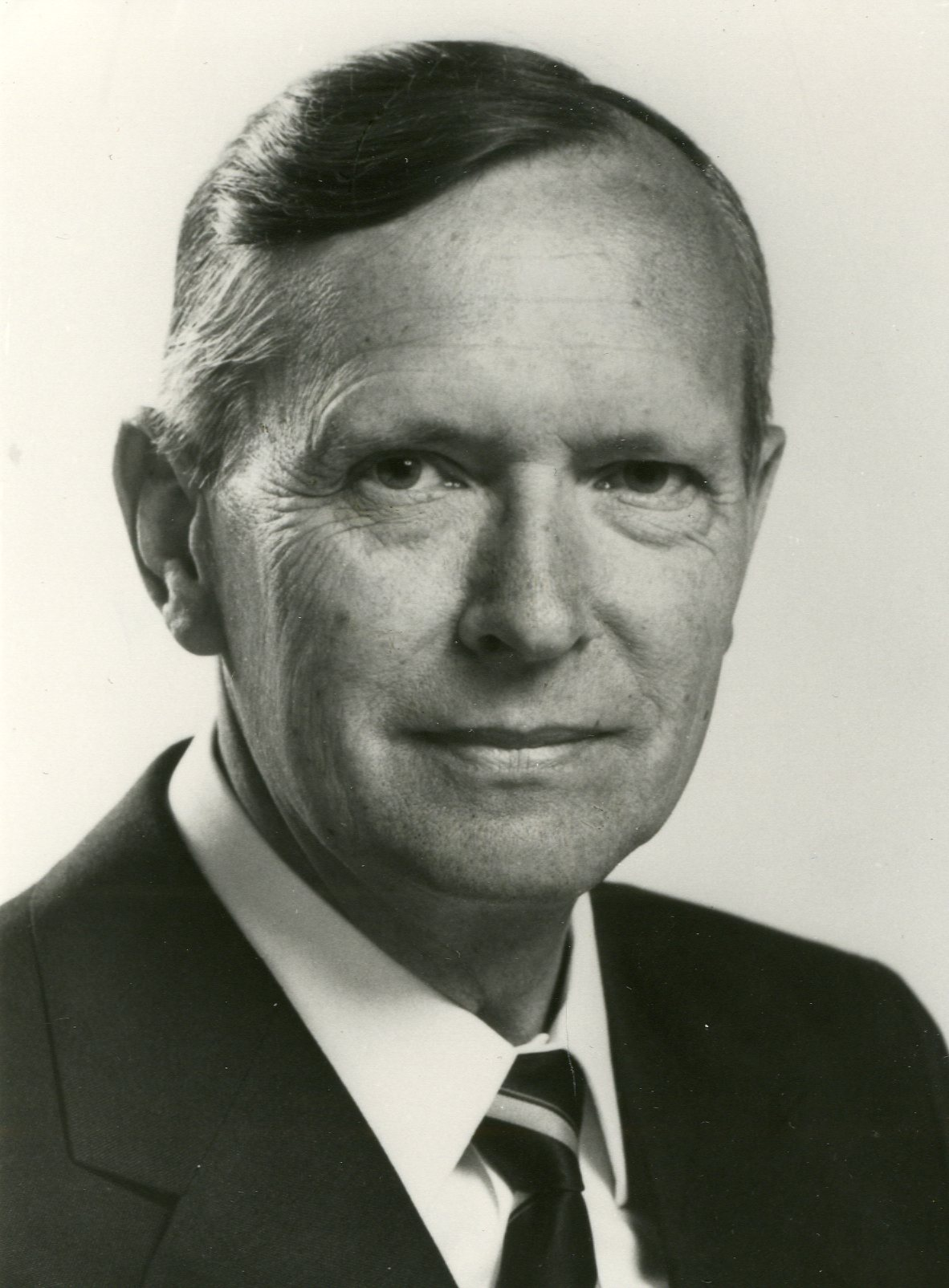
Walther Hubatsch (1915–1984)

- Hubatschek, Erika (1917–2010), österreichische Fotografin, Geografin und Volkskundlerin
- Hubatschek, Josef (1910–2004), sudetendeutscher Architekt und Vertriebenenfunktionär
- Hubay, Ilona (1902–1982), ungarische Bibliothekarin und Inkunabel-Expertin
- Hubay, Jenő (1858–1937), ungarischer Violinist und KomponistJenő Hubay (1858–1937)

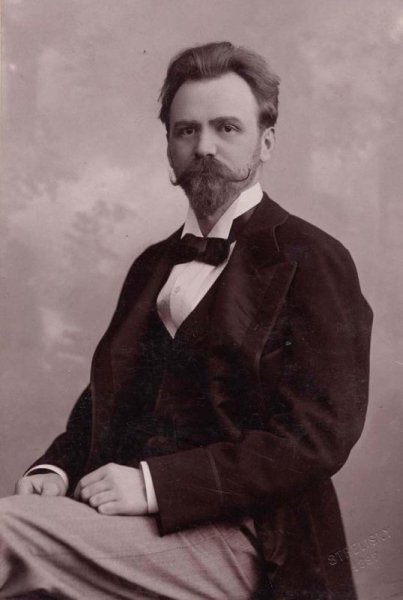
Jenő Hubay (1858–1937)

### Hubb
- Hubbard Urrea, Enrique (* 1945), mexikanischer Botschafter
- Hubbard, Adolphus († 1832), US-amerikanischer Politiker
- Hubbard, Al (1901–1982), US-amerikanischer Fürsprecher des LSD
- Hubbard, Alice Moore (1861–1915), US-amerikanische Frauenrechtsaktivistin und Schriftstellerin
- Hubbard, Asahel W. (1819–1879), US-amerikanischer Politiker
- Hubbard, Barbara Marx (1929–2019), US-amerikanische Futuristin, Autorin und Rednerin
- Hubbard, Bernard (1888–1962), US-amerikanischer Jesuitenpriester und Naturforscher
- Hubbard, Bert (* 1927), US-amerikanischer Synchronschwimmer
- Hubbard, Cal (1900–1977), US-amerikanischer American-Football-Spieler und -Trainer, Baseballschiedsrichter
- Hubbard, Carroll (1937–2022), US-amerikanischer Politiker
- Hubbard, Charles (1849–1923), US-amerikanischer Bogenschütze
- Hubbard, Charlotte Moton (1911–1994), US-amerikanische Regierungsbeamtin und Hochschullehrerin
- Hubbard, Chester D. (1814–1891), US-amerikanischer Politiker
- Hubbard, Dave († 2016), US-amerikanischer Jazzmusiker
- Hubbard, David (1792–1874), US-amerikanischer Rechtsanwalt und Politiker (Demokratische Partei)
- Hubbard, DeHart (1903–1976), US-amerikanischer Weitspringer und Olympiasieger
- Hubbard, Demas junior (1806–1873), US-amerikanischer Jurist und Politiker
- Hubbard, Dominic, 6. Baron Addington (* 1963), britischer Life Peer und Politiker (Liberal Democrats)
- Hubbard, Elbert (1856–1915), amerikanischer Schriftsteller, Essayist, Philosoph und Verleger
- Hubbard, Elbert H. (1849–1912), US-amerikanischer Politiker
- Hubbard, Elizabeth (1933–2023), US-amerikanische Schauspielerin
- Hubbard, Erica (* 1979), US-amerikanische Schauspielerin
- Hubbard, Freddie (1938–2008), US-amerikanischer Jazz-TrompeterFreddie Hubbard (1938–2008)

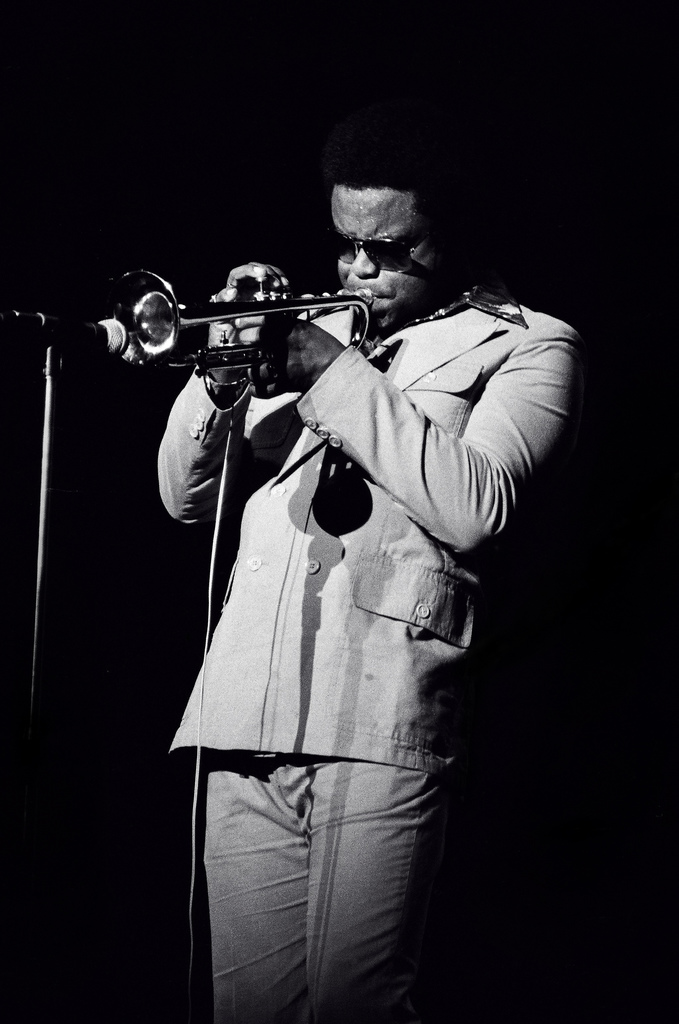
Freddie Hubbard (1938–2008)

- Hubbard, Gardiner Greene (1822–1897), US-amerikanischer Rechtsanwalt und Unternehmer
- Hubbard, Glenn (* 1957), US-amerikanischer Baseballspieler
- Hubbard, Glenn (* 1958), US-amerikanischer Wirtschaftswissenschaftler, Hochschullehrer und Manager
- Hubbard, Henry (1784–1857), US-amerikanischer Politiker
- Hubbard, Howard James (1938–2023), US-amerikanischer Geistlicher, römisch-katholischer Bischof von Albany
- Hubbard, Jaime (* 1968), US-amerikanische Schauspielerin und Psychotherapeutin
- Hubbard, Joel Douglas (1860–1919), US-amerikanischer Politiker
- Hubbard, John (1794–1869), US-amerikanischer Politiker und Gouverneur von Maine (1850–1853)
- Hubbard, John (1931–1980), britischer Physiker
- Hubbard, John Hamal (* 1945), US-amerikanischer Mathematiker
- Hubbard, John Henry (1804–1872), US-amerikanischer Politiker
- Hubbard, Johnny (1930–2018), südafrikanischer Fußballspieler
- Hubbard, Jonathan Hatch (1768–1849), US-amerikanischer Jurist und Politiker
- Hubbard, Jordan, US-amerikanischer Schauspieler
- Hubbard, Jordan K. (* 1963), US-amerikanischer Informatiker
- Hubbard, Kendra (* 1989), australische Sprinterin
- Hubbard, Kin (1868–1930), US-amerikanischer Cartoonist, Humorist und Journalist
- Hubbard, L. Ron (1911–1986), US-amerikanischer Gründer von ScientologyL. Ron Hubbard (1911–1986)

L. Ron Hubbard (1911–1986)

- Hubbard, Laurel (* 1978), neuseeländische Gewichtheberin
- Hubbard, Levi (1762–1836), US-amerikanischer Politiker
- Hubbard, Lucien (1888–1971), US-amerikanischer Drehbuchautor, Filmproduzent und Filmregisseur
- Hubbard, Lucius Frederick (1836–1913), US-amerikanischer Politiker
- Hubbard, Margaret (1924–2011), britische Klassische Philologin
- Hubbard, Nicolas Gustave (1828–1888), französischer Nationalökonom und Historiker
- Hubbard, Orangie Ray (1933–2011), US-amerikanischer Country- und Rockabilly-Musiker
- Hubbard, Quentin (1954–1976), US-amerikanischer Sohn des Gründers von Scientology
- Hubbard, Ray Wylie (* 1946), US-amerikanischer Country-Musiker
- Hubbard, Richard B. (1832–1901), US-amerikanischer Diplomat und 17. Gouverneur von Texas
- Hubbard, Richard D. (1818–1884), Anwalt, Politiker und Gouverneur von Connecticut
- Hubbard, Rob (* 1955), britischer Computerspiel-MusikerRob Hubbard (* 1955)

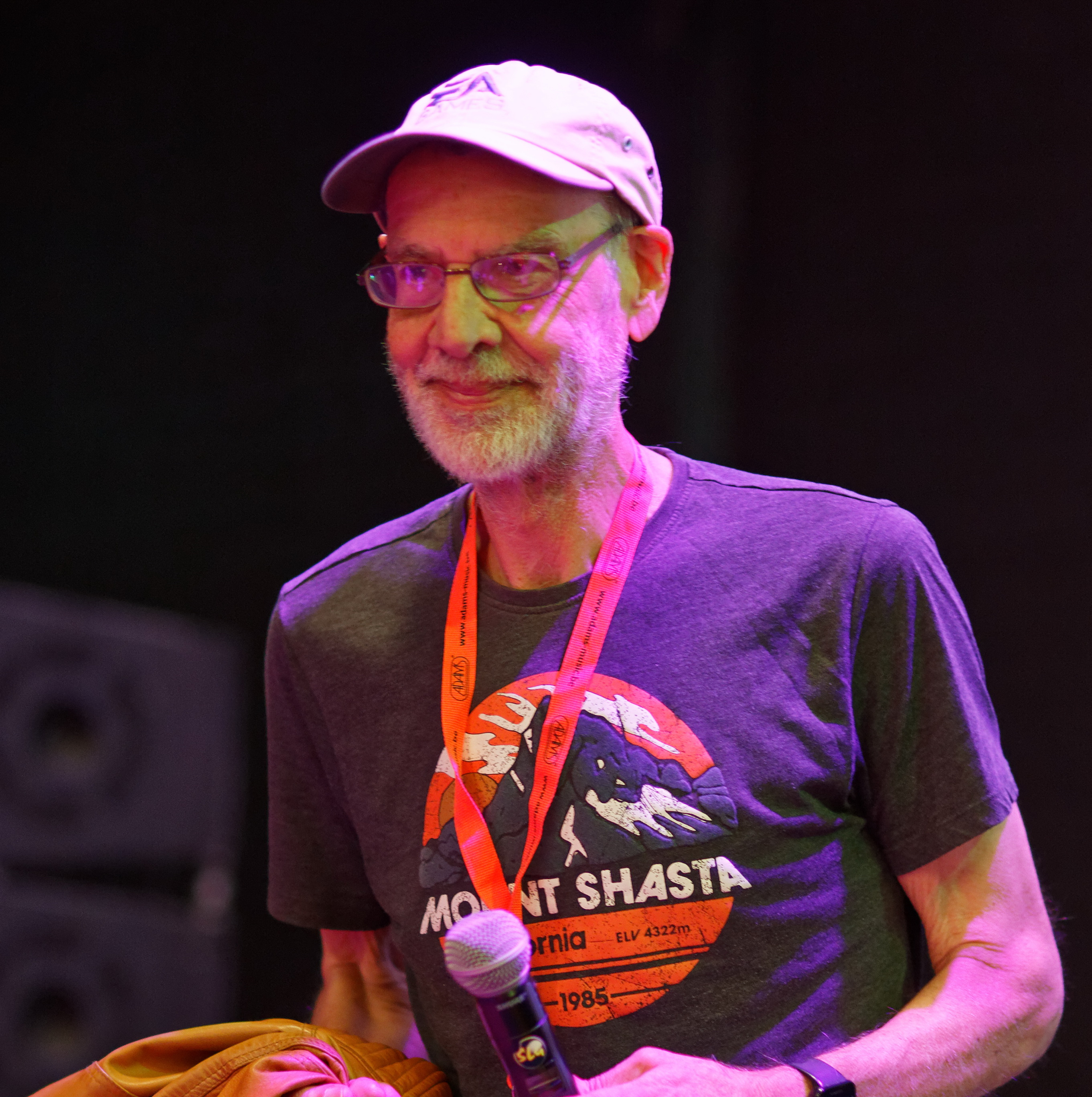
Rob Hubbard (* 1955)

- Hubbard, Rosealee (* 1980), australische Bahnradsportlerin
- Hubbard, Ruth (1924–2016), amerikanische Biochemikerin österreichischer Herkunft
- Hubbard, Sam (* 1995), US-amerikanischer American-Football-Spieler
- Hubbard, Samuel D. (1799–1855), US-amerikanischer Politiker
- Hubbard, Teresa (* 1965), irisch-australische Künstlerin
- Hubbard, Thomas H. (1781–1857), US-amerikanischer Politiker
- Hubbard, Thomas K. (* 1956), US-amerikanischer Altphilologe
- Hubbard, William P. (1843–1921), US-amerikanischer Politiker
- Hubbard, Winfield (1893–1976), US-amerikanischer Techniker
- Hubbauer, Martina (* 1977), deutsche Biathletin
- Hubbauer, Matt (* 1982), kanadischer Eishockeyspieler
- Hübbe, Andreas (1865–1941), Kaufmann und Sprachforscher
- Hübbe, Anton Cornelius (1872–1942), deutscher Bankier
- Hubbe, Christoph Wilhelm Otto (1842–1904), deutscher Unternehmer
- Hübbe, Heinrich (1803–1871), deutscher Wasserbauingenieur und Baubeamter
- Hübbe, Hermann Victor Hugo (1901–1972), deutscher Bankier
- Hübbe, Karl Johann Heinrich (1764–1830), deutscher lutherischer Geistlicher und Schriftsteller
- Hubbe, Phil (* 1966), deutscher Cartoonzeichner
- Hübbe-Haunert, Felicitas (1925–2006), deutsche Lehrerin
- Hübbe-Schleiden, Wilhelm (1846–1916), deutscher kolonialpolitischer Schriftsteller und Theosoph
- Hübbecker, Claudia, deutsche Schauspielerin
- Hubbell, Edwin N. (* 1815), US-amerikanischer Politiker
- Hubbell, Henry Salem (1870–1949), US-amerikanischer Maler
- Hubbell, James Randolph (1824–1890), US-amerikanischer Politiker
- Hubbell, Jay Abel (1829–1900), US-amerikanischer Politiker
- Hubbell, Madison (* 1991), US-amerikanische Eiskunstläuferin
- Hubbell, William Spring (1801–1873), US-amerikanischer Politiker
- Hübbenet, Adolf von (1858–1903), deutscher Opernsänger (Tenor)
- Hübbenet, Hannah von (* 1981), deutsche Musikerin und Filmkomponistin
- Hübbers, Horst (* 1940), deutscher Eishockeyspieler
- Hubbert, Jürgen (1939–2021), deutscher Manager, Vorstandsmitglied der DaimlerChrysler AG
- Hubbert, Marion King (1903–1989), US-amerikanischer Geologe und Geophysiker
- Hubberten, Hans (1929–1988), deutscher Drehbuchautor
- Hubberten, Susanne (1922–1990), deutsche Kommunalpolitikerin
- Hubble, Adam (* 1986), australischer Tennisspieler
- Hubble, Eddie (* 1928), US-amerikanischer Jazzposaunist
- Hubble, Edwin (1889–1953), US-amerikanischer Astronom
- Hubble, Philip (* 1960), britischer Schwimmer
- Hubbs, Carl Leavitt (1894–1979), US-amerikanischer Ichthyologe
- Hubbs, Orlando (1840–1930), US-amerikanischer Politiker
- Hubbs, Wayne (1891–1965), US-amerikanischer Politiker
- Hubbuch, Hilde (1905–1971), deutsch-amerikanische Fotografin
- Hubbuch, Karl (1891–1979), deutscher Maler, Lithograf und Kunstprofessor

### Hubc
- Hübchen, Henry (* 1947), deutscher Schauspieler, Hörspielsprecher, Regisseur und Musiker
- Hübchen, Theresa (* 1971), deutsche Schauspielerin

### Hube
- Hübe, Alexander (* 1983), deutscher Handballtorwart
- Hube, Carl August (1809–1893), deutscher Lithograf und Zeichenlehrer
- Hube, Fritz (1902–1955), deutscher Schauspieler
- Hube, Hans-Jürgen (1933–2011), deutscher Germanist, Skandinavist und Hochschullehrer
- Hube, Hans-Valentin (1890–1944), deutscher Generaloberst im Zweiten Weltkrieg
- Hube, Jörg (1943–2009), deutscher Schauspieler, Regisseur und KabarettistJörg Hube (1943–2009)

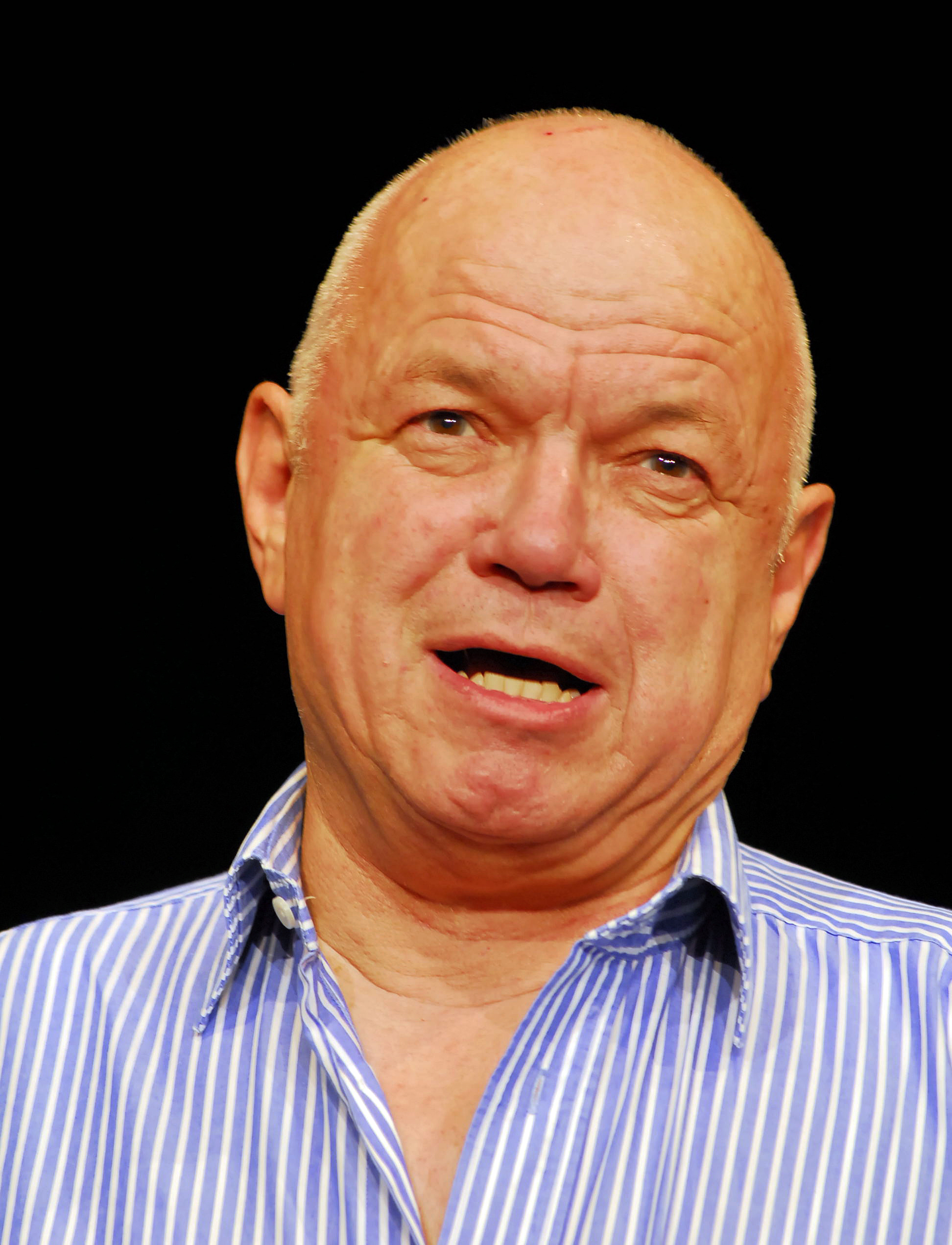
Jörg Hube (1943–2009)

- Hube, Romuald (1803–1890), polnischer Jurist und Rechtsgelehrter

#### Hubea
- Hubeau, Jean (1917–1992), französischer Komponist

#### Hubel
- Hubel, Achim (* 1945), deutscher Kunsthistoriker und Denkmalpfleger
- Hübel, Adi (* 1939), deutsche Schriftstellerin
- Hübel, Benno (1876–1926), deutscher Architekt oder Baumeister
- Hubel, David (1926–2013), kanadischer Neurobiologe, Nobelpreisträger für Medizin 1981
- Hübel, Eduard Moritz von (1834–1899), sächsischer Generalmajor
- Hübel, Felix (1874–1922), deutscher Unternehmer, Verleger, Schriftsteller, Übersetzer und Sammler
- Hübel, Herbert (* 1958), österreichischer Sportfunktionär
- Hübel, Leopold von (1862–1920), deutscher Verwaltungsjurist und Verleger
- Hübel, Maximilian von (1860–1930), deutscher Verwaltungsjurist
- Hübel, Steffie (* 1923), deutsch-österreichische Schauspielerin mit kurzer Filmkarriere in den 1940er Jahren
- Hubele, Manfred (1940–2011), deutscher Sportreporter

#### Huben
- Huben, Lubentius († 1740), kurpfälzischer Regierungsrat, Mäzen
- Hübenbecker, Marko (* 1986), deutscher Bobfahrer
- Hübener, Erhard (1881–1958), deutscher Politiker (DDP, LDPD), MdVErhard Hübener (1881–1958)

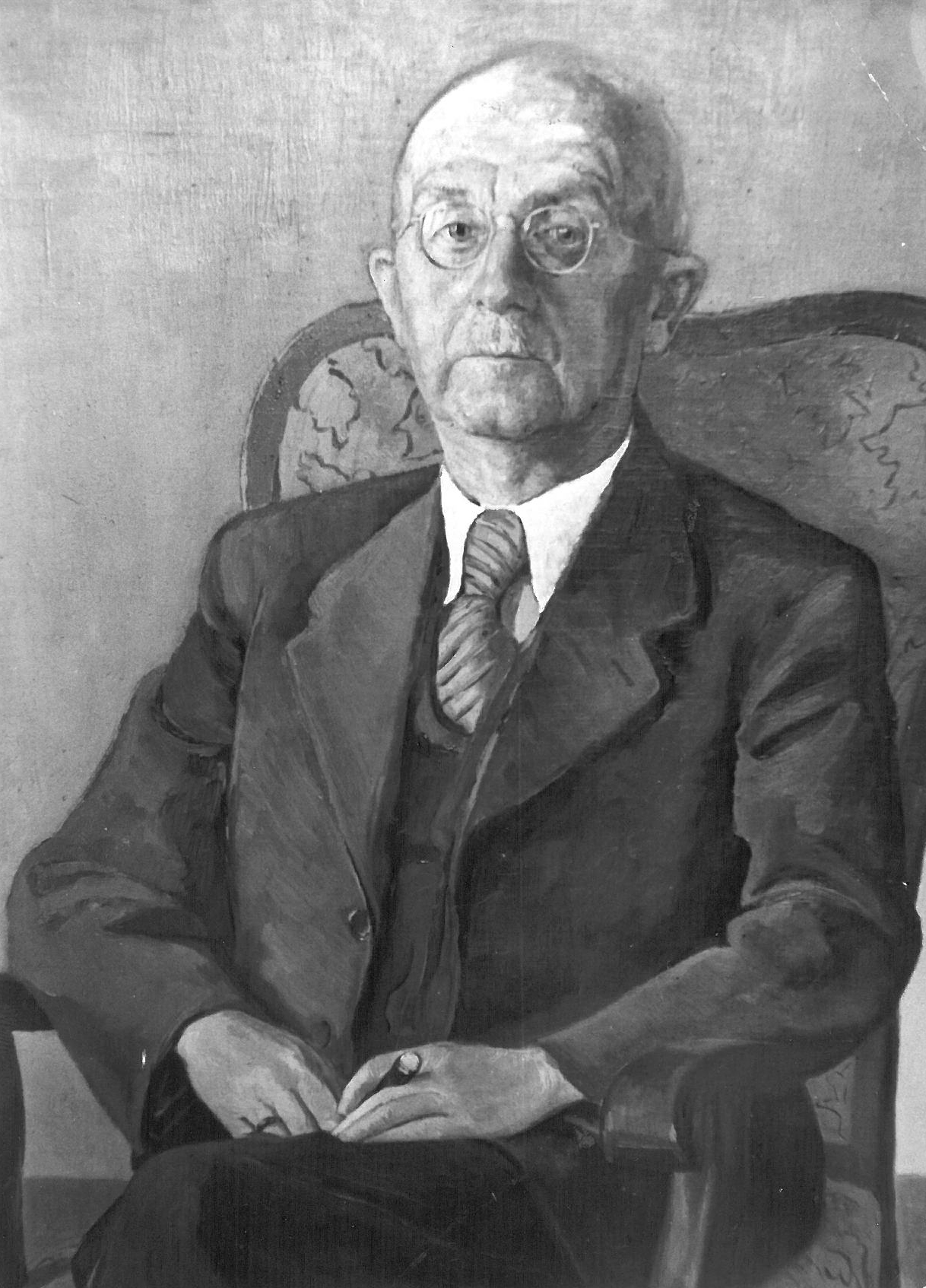
Erhard Hübener (1881–1958)

- Hübener, Erich (1870–1938), deutscher Mediziner und Toxikologe
- Hübener, Friedrich (1882–1966), deutscher Hochschullehrer für Maschinenbau und Rektor der TH Darmstadt im NS-Regime
- Hübener, Georg Albert (1865–1925), deutscher Theaterschauspieler und Theaterintendant
- Hübener, Helene (1843–1918), deutsche Schriftstellerin
- Hübener, Helmuth (1925–1942), deutscher Widerstandskämpfer gegen den Nationalsozialismus
- Hübener, Hermann Albert (1804–1876), deutscher Kaufmann und Hamburger Senator
- Hübener, Ilse (* 1920), deutsche Sopranistin
- Hübener, Isabelle (* 1998), deutsche Ruderin
- Hübener, Johann Wilhelm Peter (1807–1847), deutscher Botaniker
- Hübener, Kristina (* 1956), deutsche Historikerin
- Hübener, Otto (1891–1945), deutscher Versicherungskaufmann und Widerstandskämpfer gegen den Nationalsozialismus
- Hübener, Rudolf (1898–1963), deutscher Künstler
- Hübener, Thomas (* 1982), deutscher Fußballspieler
- Hübener, Wolfgang (1924–2015), deutscher Prähistoriker
- Hübener, Wolfgang (1934–2007), deutscher Philosophiehistoriker
- Hübener, Zacharias, Holzschnitzer und Steinbildhauer
- Hübens, Jakob (1654–1731), Kaufmann, Ratsherr und Lübecker Bürgermeister
- Hubensteiner, Benno (1924–1985), deutscher Historiker
- Hübenthal, Kurt (1918–2007), deutscher Sänger (Bassbariton), Regisseur und Musikpädagoge
- Hübenthal, Walter (1927–2017), deutscher Politiker (SPD), MdBB
- Hubeny, Josef (* 1922), deutscher Fußballspieler

#### Huber

##### Huber V
- Huber von Gleichenstein, Viktor (1909–1994), deutscher Verwaltungsjurist und Landrat

##### Huber, A – Huber, W

###### Huber, A
- Huber, Achilles (1776–1860), Schweizer Architekt
- Huber, Adam (* 1987), US-amerikanischer Schauspieler
- Huber, Adolf (1872–1946), deutscher Musiker, Pädagoge und Komponist
- Huber, Adolf (1923–1994), österreichischer Fußballspieler
- Huber, Adolf (1939–2015), österreichischer Alpinist und Politiker (SPÖ)
- Huber, Ahmed (1927–2008), Schweizer Bankmanager und JournalistAhmed Huber (1927–2008)

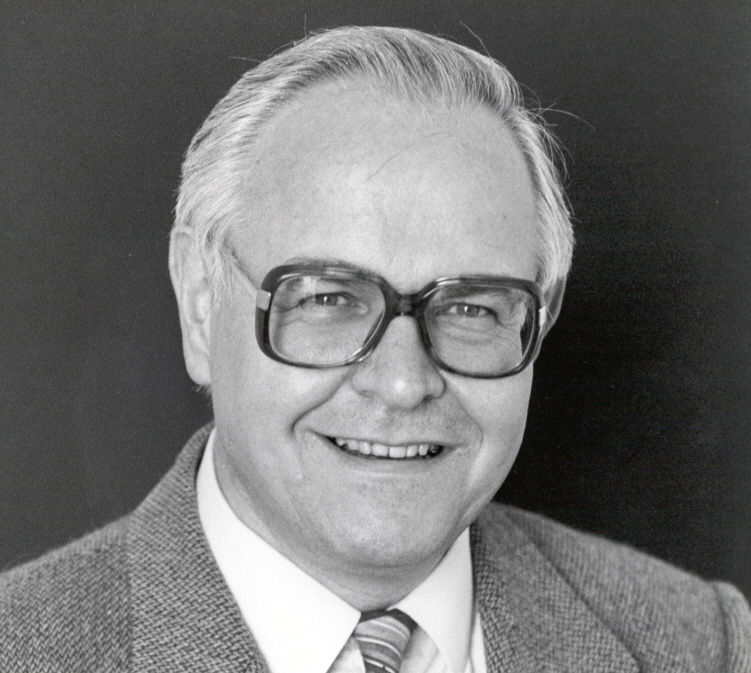
Ahmed Huber (1927–2008)

- Huber, Albert (1847–1917), Schweizer Apotheker, Rechtsanwalt, Gerichtspräsident und Politiker
- Huber, Albert (1897–1959), Schweizer Diplomat
- Huber, Alex (* 1982), Schweizer Jazzmusiker (Schlagzeug)
- Huber, Alexander (* 1968), deutscher BergsteigerAlexander Huber (* 1968)

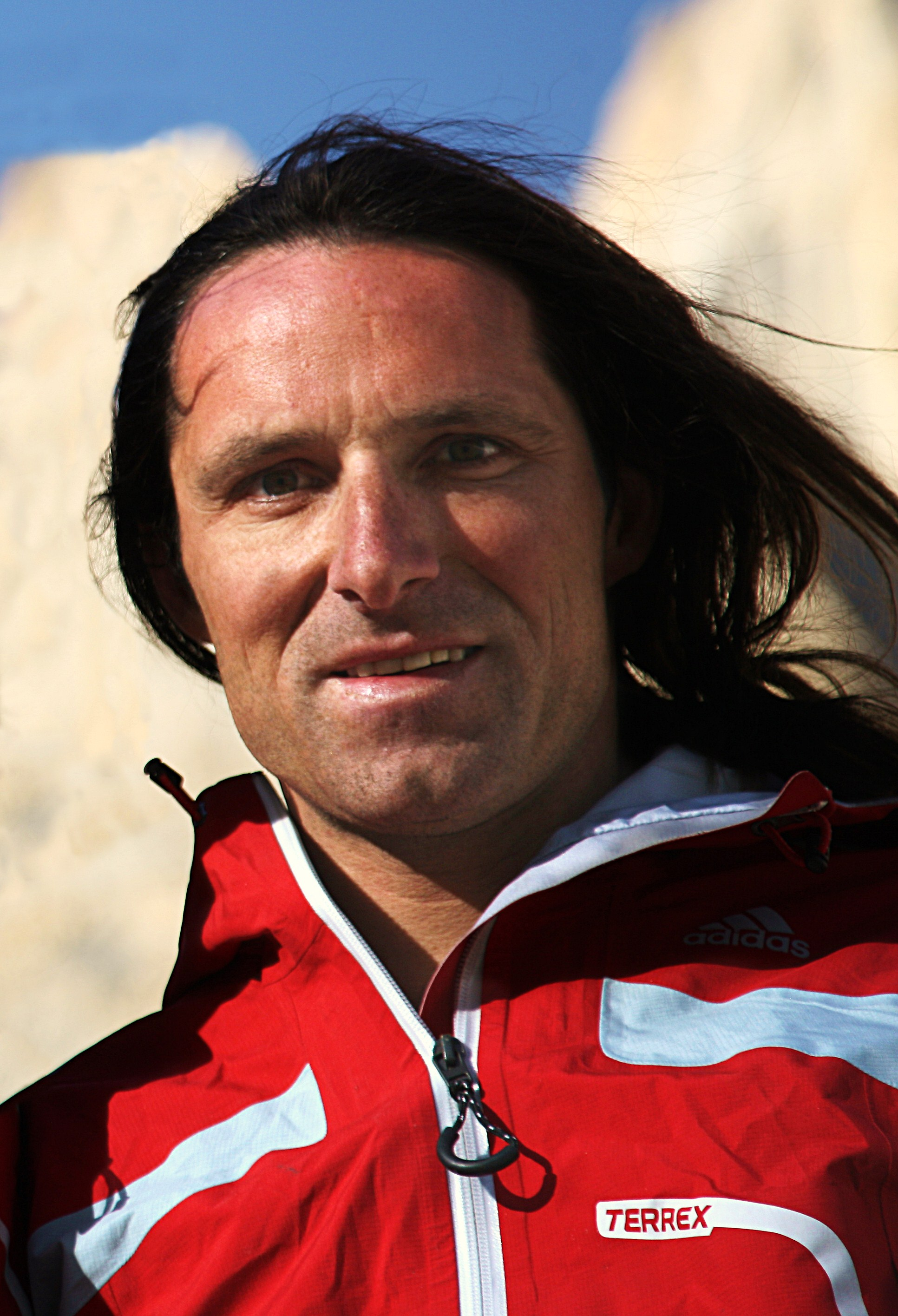
Alexander Huber (* 1968)

- Huber, Alexander (* 1974), deutscher Theater- und Fernsehschauspieler
- Huber, Alexander (* 1979), deutscher Koch
- Huber, Alexander (* 1985), tadschikisch-deutscher Fußballspieler
- Huber, Alexander (* 1985), österreichischer Volleyball- und Beachvolleyballspieler
- Huber, Alexander (* 1999), österreichischer Fußballspieler
- Huber, Alfons (1834–1898), österreichischer Historiker
- Huber, Alfons (* 1944), deutscher Gymnasiallehrer (Altphilologe) und Historiker
- Huber, Alfred (1908–1982), Schweizer Bildhauer
- Huber, Alfred (1910–1986), deutscher Fußballspieler
- Huber, Alfred (1930–1972), österreichischer Eishockeytorwart und Tennisspieler
- Huber, Alfred (* 1962), österreichischer Komponist
- Huber, Alois (1929–2007), österreichischer Landwirt und Politiker (FPÖ), Abgeordneter zum Nationalrat
- Huber, Alois (* 1942), österreichischer Alpinist und Museumsgründer
- Huber, Alois (1958–2013), österreichischer Mörder
- Huber, Alois (* 1962), Schweizer Politiker (SVP)
- Huber, Andrea (* 1975), Schweizer Skilangläuferin
- Huber, Andreas (* 1969), deutscher ehemaliger Poolbillard-Spieler und Poolbillard-Trainer
- Huber, Andreas (* 1997), österreichischer Eishockeyspieler
- Huber, Andrin (* 2004), Schweizer Leichtathlet
- Huber, Anke (* 1974), deutsche TennisspielerinAnke Huber (* 1974)

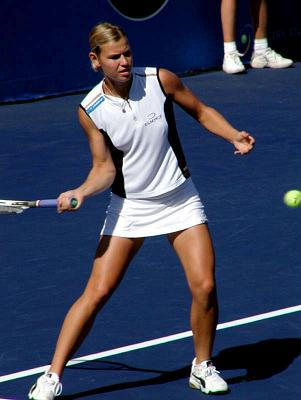
Anke Huber (* 1974)

- Huber, Anna (1857–1938), österreichische Lehrerin, Gouvernante, Redakteurin, Schriftstellerin und Musikalienhändlerin
- Huber, Anna (* 1867), deutsche Malerin
- Huber, Anna (* 1948), österreichische Angestellte und Politikerin (SPÖ), Abgeordnete zum Nationalrat
- Huber, Anna (* 1965), Schweizer Tänzerin und Choreografin
- Huber, Antje (1924–2015), deutsche Politikerin (SPD), MdB
- Huber, Anton, deutscher Regattasegler
- Huber, Anton (1818–1874), österreichischer Stadtbaumeister und Kommunalpolitiker
- Huber, Anton (1870–1961), deutscher Radrennfahrer
- Huber, Anton (1873–1939), deutscher Architekt, Innenarchitekt und Designer
- Huber, Anton (1881–1944), österreichischer Landwirt und Politiker (CS), MdL (Burgenland)
- Huber, Anton (1888–1966), deutscher Violinist und Hochschullehrer
- Huber, Anton (1897–1975), österreichischer Mathematiker und Professor für Mathematik
- Huber, Anton (1905–1998), deutscher Volkswirt und Politiker (CDU), MdL
- Huber, Anton (* 1916), deutscher Fußballtorhüter
- Huber, Anton, deutscher Fußballspieler
- Huber, Anton (1933–2015), Schweizer Auswanderer, Genossenschafter und Stadtmitgründer in Brasilien
- Huber, Anton Maximilian (1927–1999), deutscher Unternehmer, Vulkaniseur und Erfinder
- Huber, Armin Otto (1904–1977), deutscher Schriftsteller
- Huber, Arne (* 1977), deutscher Jazzmusiker (Kontrabass)
- Huber, Arnold (* 1967), italienischer Rennrodler und Bobfahrer (Südtirol)
- Hüber, August (1782–1832), Jurist und badischer Beamter
- Huber, August (1868–1936), Staatsarchivar des Kantons Basel
- Huber, Axel (1942–2019), österreichischer Chronist, Heimatforscher und Taucher

###### Huber, B
- Huber, Balthasar (* 1993), österreichischer Handballspieler
- Huber, Barnabas (1778–1851), deutscher Benediktiner-Abt
- Huber, Benedikt (1928–2019), Schweizer Architekt
- Huber, Benedikt (* 1989), deutscher Leichtathlet
- Huber, Benjamin (* 1985), deutscher Fußballtorhüter
- Huber, Bernadette (* 1962), österreichische Künstlerin und Medienkünstlerin
- Huber, Bernd (* 1960), deutscher Ökonom und Hochschullehrer, Präsident der Universität München
- Huber, Berni (* 1967), deutscher Skirennläufer
- Huber, Berthold (* 1950), deutscher Gewerkschafter
- Huber, Berthold (* 1963), deutscher Eisenbahnmanager
- Huber, Bertold, deutscher Jurist und Richter
- Huber, Blanche (1900–1940), maltesische Ärztin, erste Ärztn auf Malta
- Huber, Brigitte (* 1964), deutsche Journalistin und Sachbuchautorin
- Huber, Bruno (1899–1969), österreichischer Botaniker und Hochschulprofessor
- Huber, Büne (* 1962), Schweizer MusikerBüne Huber (* 1962)

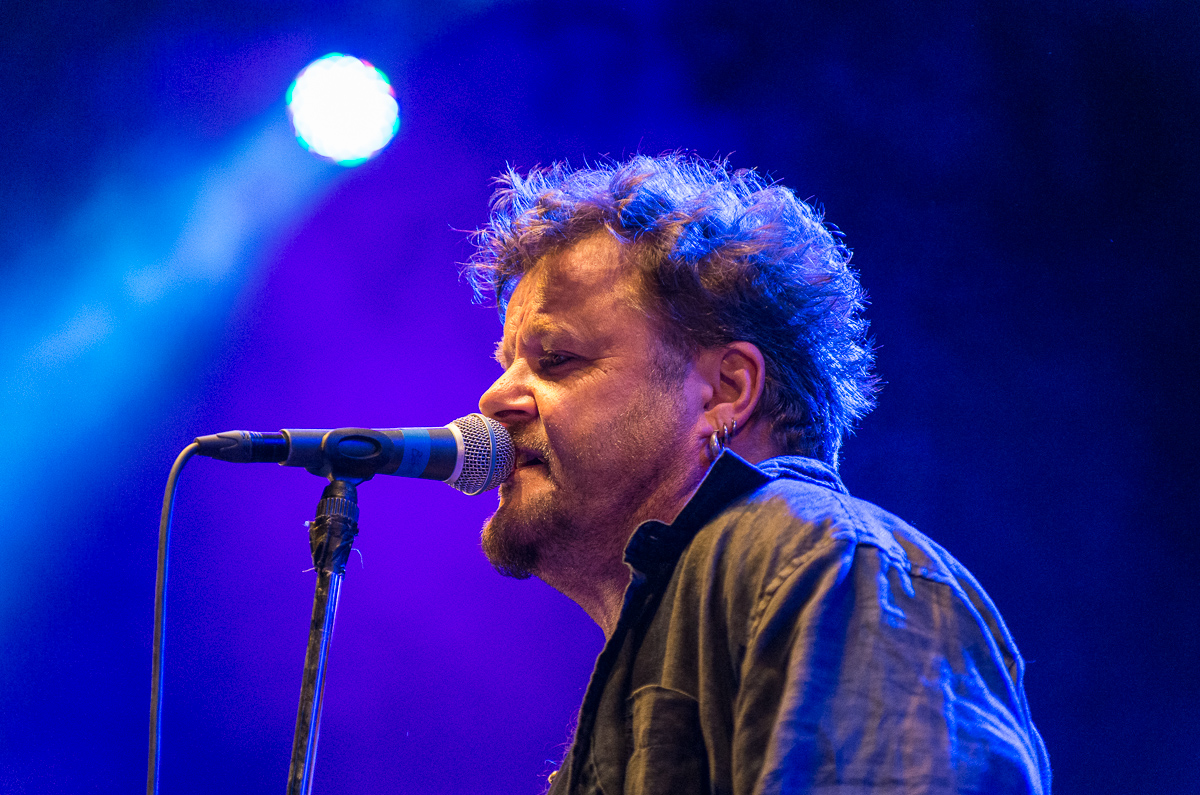
Büne Huber (* 1962)

###### Huber, C
- Huber, Candid (1747–1813), deutscher Benediktinermönch und Forstbotaniker
- Huber, Carl Rudolf (1839–1896), österreichischer Maler und Graphiker
- Huber, Carlo (1931–2007), deutscher Philosoph und Jesuit
- Huber, Casimir (1915–1974), Schweizer Politiker
- Huber, Charles (1847–1884), französischer Arabienreisender
- Huber, Charles M. (* 1956), deutscher Schauspieler, Autor und Politiker (CDU), MdBCharles M. Huber (* 1956)

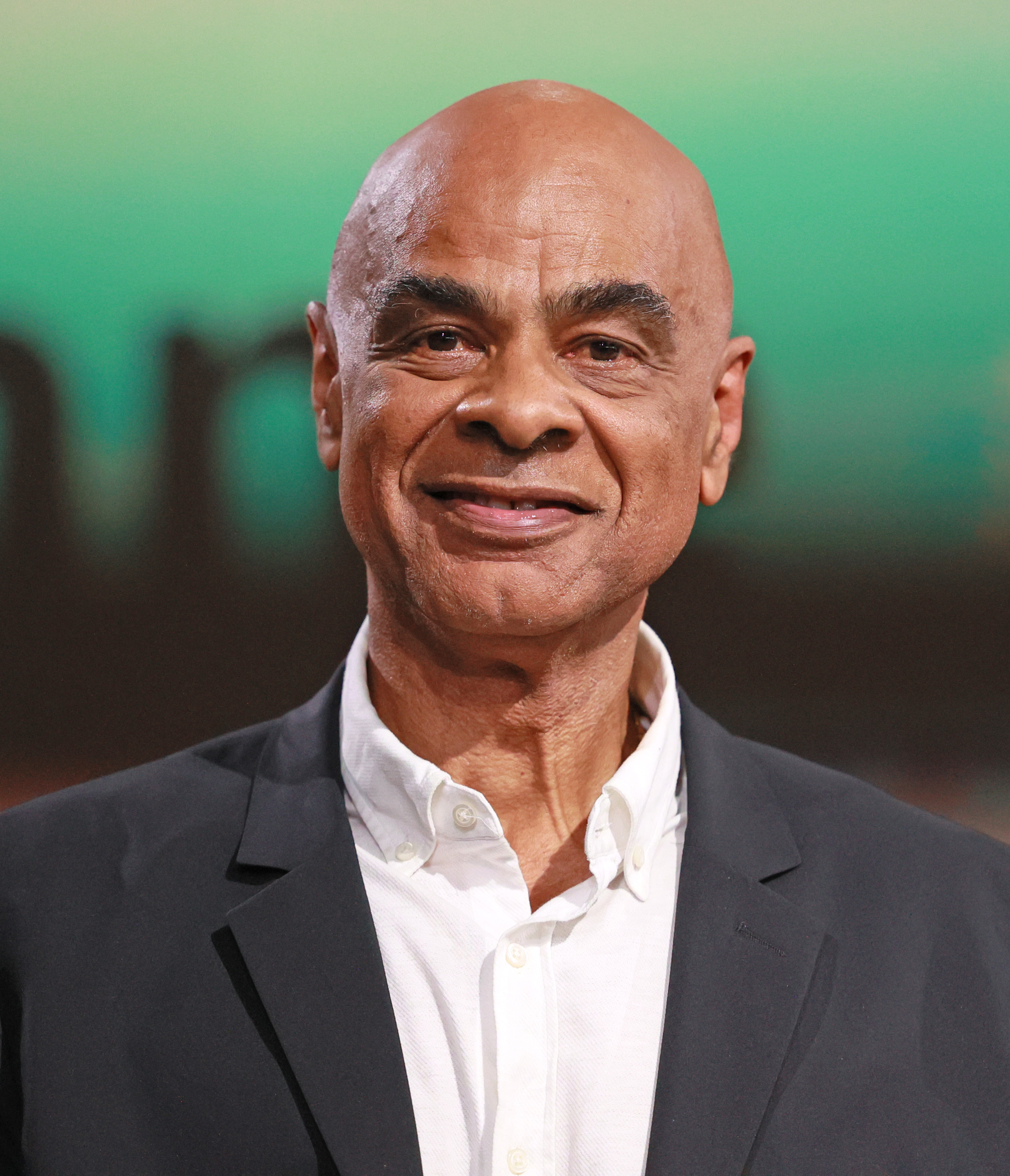
Charles M. Huber (* 1956)

- Huber, Charlie (* 1988), deutsch-neuseeländischer Eishockeyspieler
- Huber, Christian (* 1944), Schweizer Politiker (SVP)
- Huber, Christian (* 1955), österreichischer Rechtswissenschaftler
- Huber, Christian (* 1984), deutscher Autor, Komponist und Musikproduzent
- Huber, Christine (* 1963), österreichische Schriftstellerin
- Huber, Christoph (* 1944), deutscher germanistischer Mediävist und Hochschullehrer
- Huber, Christoph (* 1944), österreichischer Hämatologe, Onkologe und Immunologe
- Huber, Christoph (* 1967), deutscher römisch-katholischer Priester
- Huber, Christoph (* 1975), deutscher Brigadegeneral des Heeres der Bundeswehr
- Huber, Clarisa (* 1984), argentinisch-österreichische Fußball- und Futsalspielerin
- Huber, Corinna (* 2002), österreichische Eiskunstläuferin
- Huber, Corinne Nora (* 1986), Schweizer Musikerin (Gesang, Cello, Piano, Gitarre, Bass).
- Huber, Cristopher, deutscher Curler

###### Huber, D
- Huber, Daniel (1768–1829), Schweizer Mathematiker und Astronom an der Universität Basel, Rektor 1804
- Huber, Daniel (* 1985), deutscher Eishockeytorwart
- Huber, Daniel (* 1993), österreichischer SkispringerDaniel Huber (* 1993)

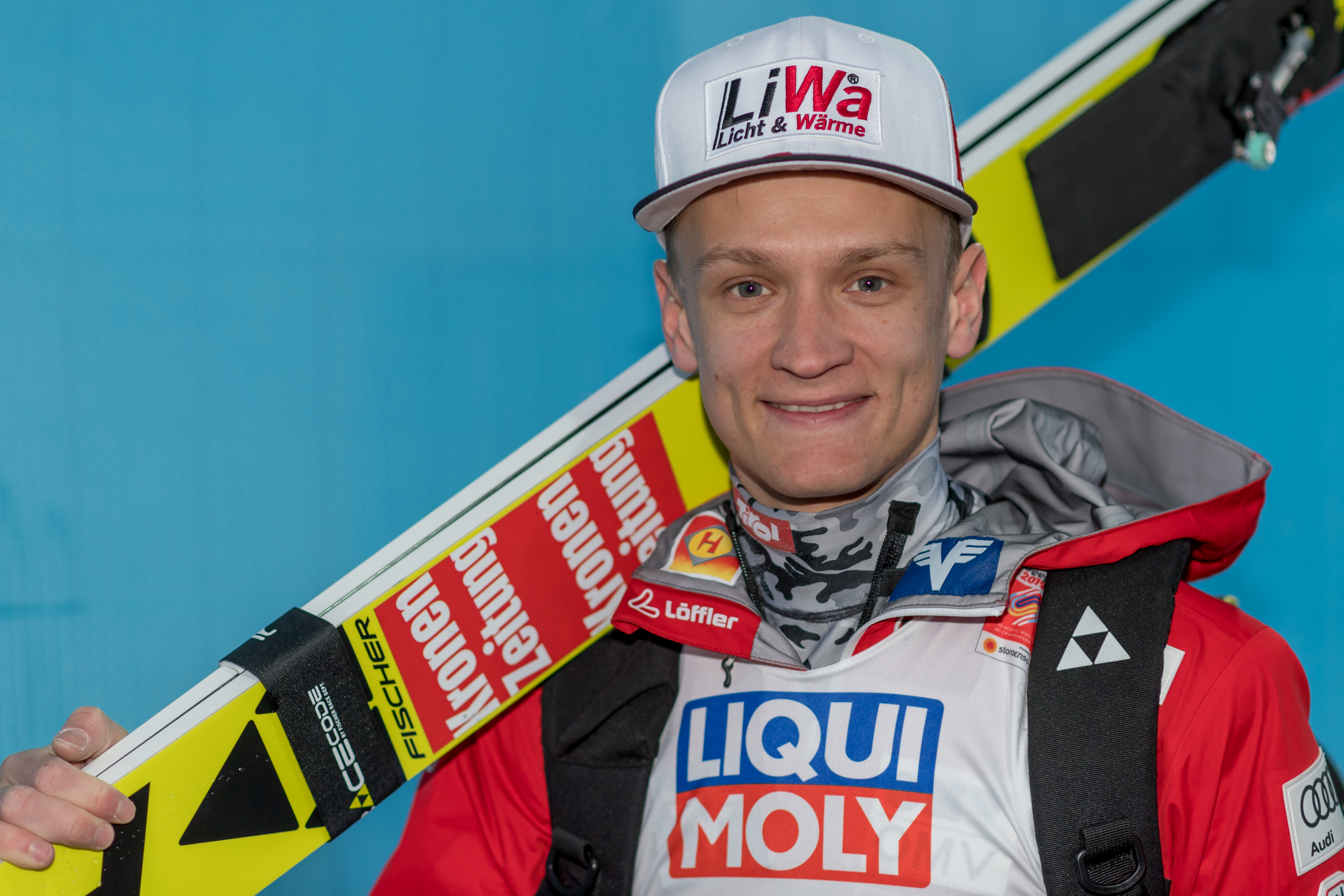
Daniel Huber (* 1993)

- Huber, David Christoph (1777–1836), Schweizer evangelischer Geistlicher und Pädagoge
- Huber, Dieter (* 1962), österreichischer Künstler
- Huber, Dorothea (* 1980), deutsche Illustratorin

###### Huber, E
- Huber, Eckhard, deutscher Redakteur
- Huber, Edi (1927–2016), Schweizer Schauspieler und Regisseur
- Huber, Edouard (1879–1914), Schweizer Sprachengelehrter, Sinologe und Indochinaforscher
- Huber, Eduard (1818–1893), Schweizer Politiker (Radikale Partei)
- Huber, Egon (1907–1986), deutscher Romanist, Literaturwissenschaftler und Hochschullehrer
- Huber, Elias (* 1999), deutscher Snowboarder
- Huber, Elias (* 2002), deutscher HandballspielerElias Huber (* 2002)

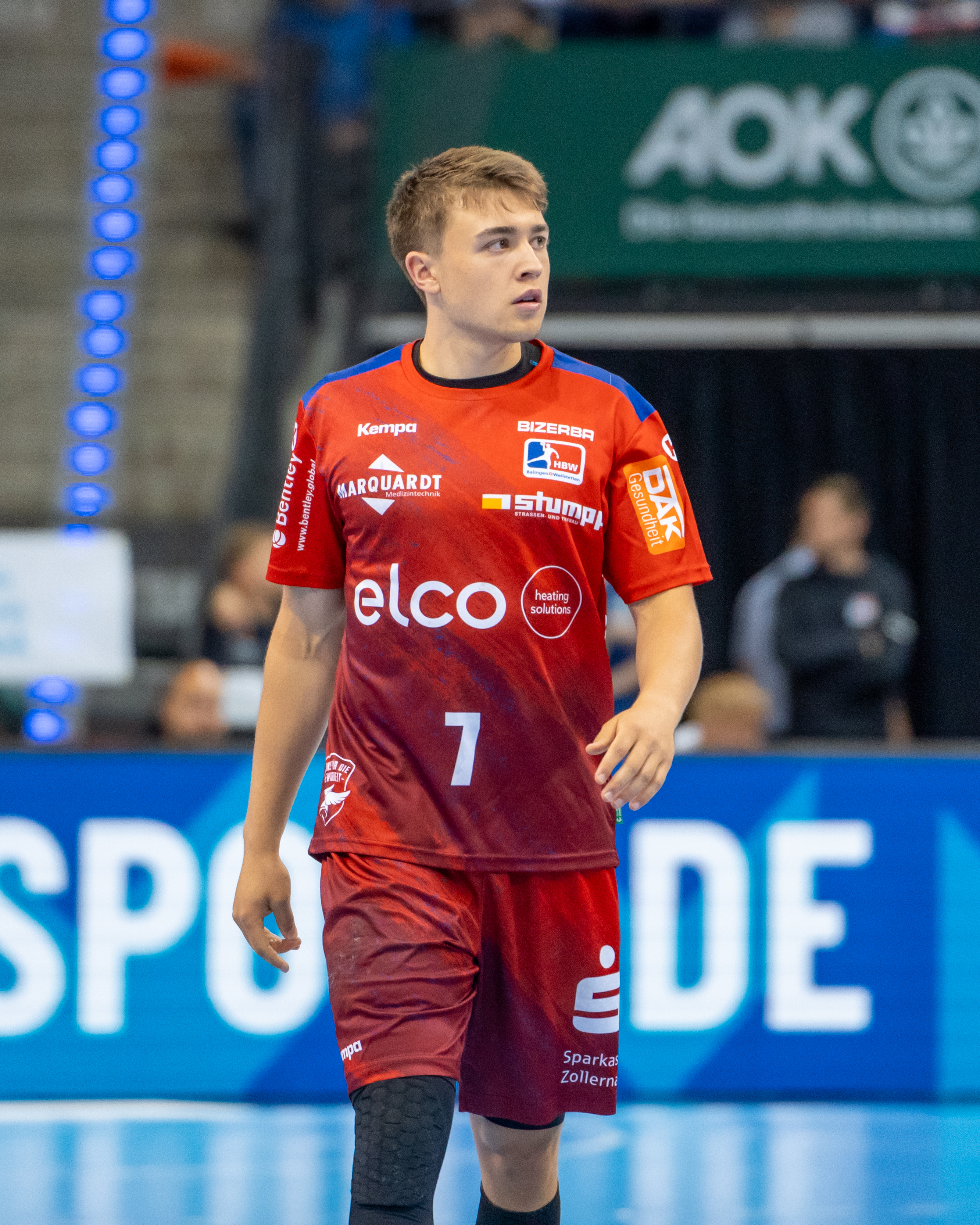
Elias Huber (* 2002)

- Huber, Elisabeth (* 1990), österreichische Politikerin (ÖVP), Landtagsabgeordnete
- Huber, Elissa (* 1987), deutsche Opernsängerin
- Huber, Ellis (* 1949), deutscher Arzt und Gesundheitspolitiker
- Huber, Else (1883–1950), Kunstgewerblerin
- Huber, Emmerich (1903–1979), deutscher Werbezeichner, Illustrator und Karikaturist
- Huber, Erich, deutscher Fußballspieler
- Huber, Erich (1916–1996), österreichischer Künstler und Pädagoge
- Huber, Erna (1910–1991), deutsche Bibliothekarin
- Huber, Ernst (1895–1960), österreichischer Maler
- Huber, Ernst (1902–1982), deutscher Politiker (NSDAP), MdR
- Huber, Ernst (1916–2003), Schweizer Topograph
- Huber, Ernst (1916–2008), Schweizer Vermessungsingenieur
- Huber, Ernst Peter (1900–1959), Kunstmaler
- Huber, Ernst Rudolf (1903–1990), deutscher Staatsrechtler
- Huber, Erwin (1907–2003), deutscher Leichtathlet
- Huber, Erwin (1929–2006), österreichischer Bildhauer
- Huber, Erwin (* 1946), deutscher Politiker (CSU), MdLErwin Huber (* 1946)

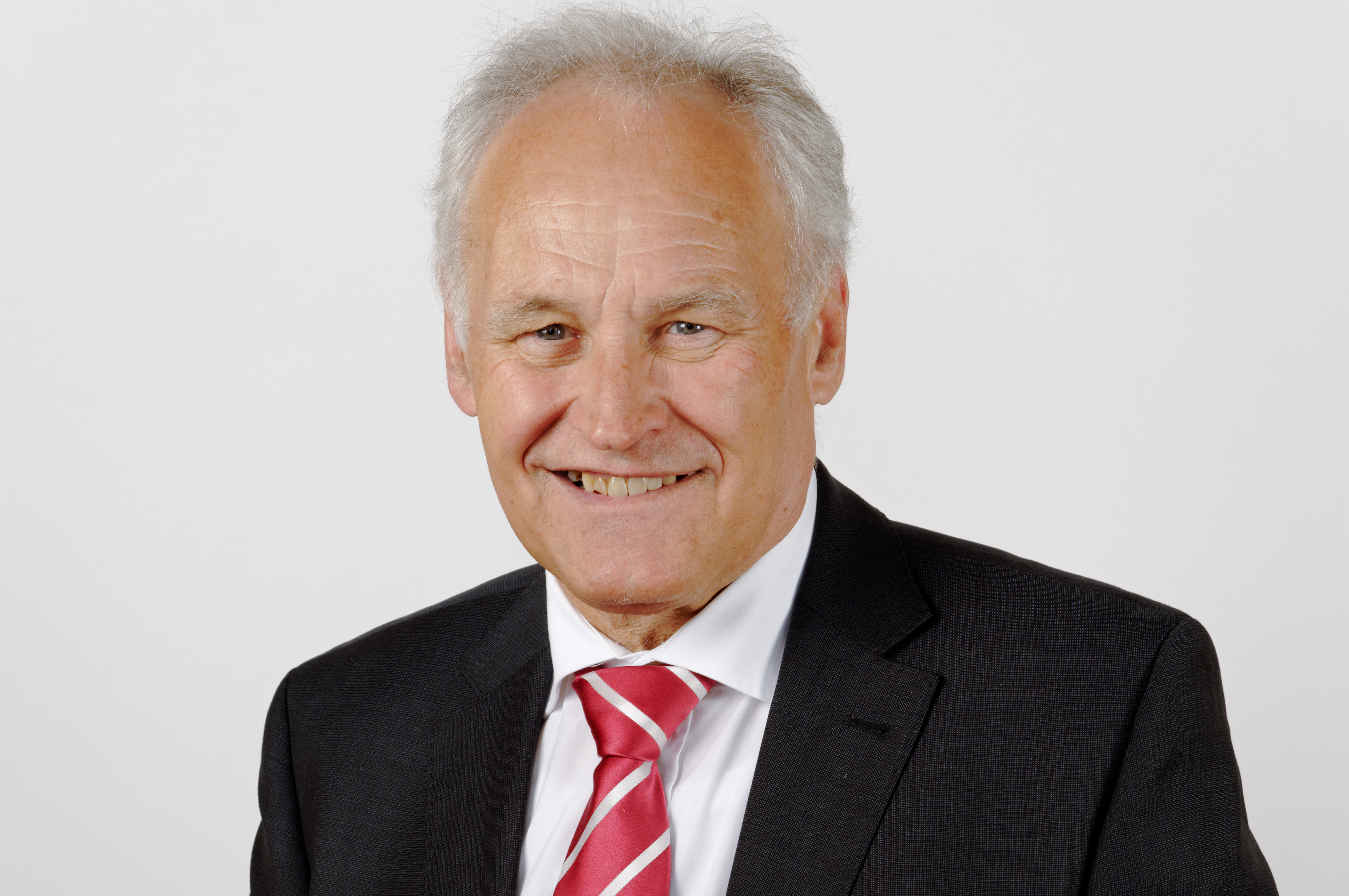
Erwin Huber (* 1946)

- Huber, Eugen (1849–1923), Schweizer Jurist
- Huber, Eva, deutsche Journalistin
- Huber, Evelyn (* 1970), deutsche Harfenistin
- Huber, Evelyne (* 1950), US-amerikanische Politikwissenschaftlerin Schweizer Herkunft

###### Huber, F
- Huber, Felix (* 1952), Schweizer Komponist und Jazzmusiker
- Huber, Felix (* 1957), deutscher Bauingenieur, Verkehrsplaner und Hochschullehrer
- Huber, Felix Stephan (* 1957), Schweizer Multimedia-Künstler
- Huber, Ferdinand (1791–1863), Schweizer Komponist
- Huber, Florian (* 1967), deutscher Historiker und Fernsehredakteur
- Huber, Florian (* 1975), deutscher Unterwasserarchäologe, Forschungstaucher und Sachbuchautor
- Huber, Fortunat (1896–1984), Schweizer Unternehmer, Verleger und Schriftsteller
- Huber, François (1750–1831), Schweizer Naturforscher
- Huber, Franz (1846–1919), österreichischer Politiker (CS), Landwirt und Ziegeleibesitzer
- Huber, Franz (1856–1920), österreichischer Wirt und Politiker
- Huber, Franz (1857–1953), österreichischer Politiker (CS) und Gutsbesitzer
- Huber, Franz (1875–1940), österreichischer Landwirt und Politiker (CS), Landtagsabgeordneter
- Huber, Franz (1887–1979), deutscher Hochschullehrer
- Huber, Franz (* 1912), deutscher SS-Offizier
- Huber, Franz (1925–2017), deutscher Verhaltensforscher und Neurobiologe
- Huber, Franz (* 1935), österreichischer Alpinist und ehemaliger Kommunalpolitiker
- Huber, Franz Josef (1894–1955), deutscher Politiker (SPD), MdL
- Huber, Franz Josef (1902–1975), deutscher Gestapo-Chef in Wien und SS-Brigadeführer
- Huber, Franz Josef (* 1926), österreichischer Techniker, Erfinder, Buchautor, Burgenforscher und Heimatkundler
- Huber, Franz Xaver (1755–1814), österreichischer Journalist, Satiriker und Librettist
- Huber, Franz Xaver (* 1755), österreichischer Publizist und Historiker
- Huber, Franz Xaver (1769–1842), deutscher Forstmann
- Huber, Franz Xaver (1819–1888), deutscher römisch-katholischer Priester und Karmelit
- Huber, Franz Xaver (* 1949), bayerischer Volksschauspieler
- Huber, Franz-Peter (* 1963), deutscher Dirigent, Bariton und Domkapellmeister am Hohen Dom zu Fulda
- Huber, Franziska (* 1972), österreichische Bäcker- und Konditormeisterin und Politikerin (ÖVP), Landtagsabgeordnete
- Huber, Fridolin (1763–1841), deutscher Geistlicher und Theologe
- Huber, Fridolin (1809–1886), Schweizer Unternehmer und liberaler Politiker
- Huber, Friedo (1929–2021), deutscher Chemiker und Hochschullehrer
- Huber, Friedrich (1913–2010), österreichischer Unternehmer und Autorennfahrer
- Huber, Fritz (1881–1942), deutscher Traktorenkonstrukteur
- Huber, Fritz (1931–2017), österreichischer Skirennläufer
- Huber, Fritz (* 1942), österreichischer Schriftsteller
- Huber, Fritz (* 1949), deutscher Ringer

###### Huber, G
- Huber, Gabi (* 1956), Schweizer Anwältin, Managerin und Politikerin (FDP), Landammann von Uri
- Huber, Gaby (* 1980), Schweizer Squashspielerin
- Huber, Georg (1557–1642), Schweizer Politiker und Bürgermeister von St. Gallen
- Huber, Georg (* 1950), deutscher Politiker (CSU), Landrat des Landkreises Mühldorf am Inn
- Huber, Georg (* 1961), deutscher Maler, Airbrushkünstler, Autor, Dozent und Verleger
- Huber, Georg (* 1982), deutscher Autor und Verleger
- Huber, Gerald (* 1962), deutscher Journalist, Historiker und SchriftstellerGerald Huber (* 1962)

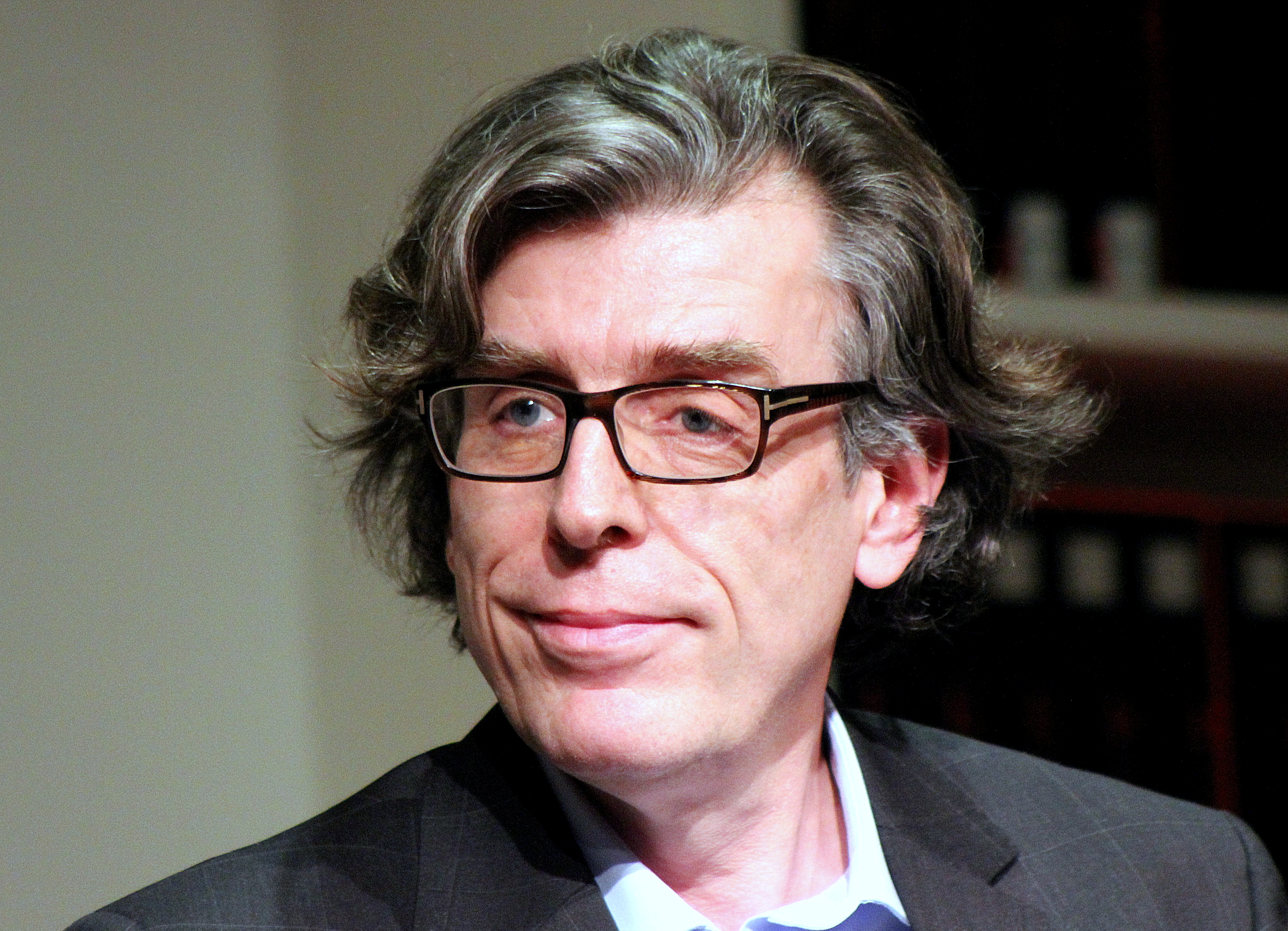
Gerald Huber (* 1962)

- Huber, Gerd (1921–2012), deutscher Psychiater
- Huber, Gerhard (1923–2007), Schweizer Philosoph
- Huber, Gerhard (* 1965), österreichischer Unternehmer und Politiker (BZÖ), Abgeordneter zum Nationalrat
- Huber, Gernot (1929–2021), deutscher Designer, Maler und Bildhauer
- Huber, Gerold (* 1969), deutscher Pianist
- Huber, Gertrud (* 1963), deutsche Zitherspielerin und Musikpädagogin
- Huber, Ginger (* 1974), US-amerikanische Wasserspringerin
- Huber, Gottlieb von (1817–1882), deutscher Jurist und Politiker (DP), MdR
- Huber, Gregor (1879–1941), österreichischer Landwirt und Politiker
- Huber, Grischa (1944–2021), deutsche Schauspielerin
- Huber, Guido (1881–1953), deutscher Parapsychologe
- Huber, Günter (* 1947), deutscher Physiker
- Huber, Günther (* 1942), österreichischer Autorennfahrer
- Huber, Günther (1951–2005), österreichischer Dramaturg und Theaterregisseur
- Huber, Günther (* 1965), italienischer Bobfahrer
- Huber, Gusti (1914–1993), österreichische Theater- und Filmschauspielerin

###### Huber, H
- Huber, Hannelore (1945–2017), österreichische Psychologin und Verhaltenstherapeutin
- Huber, Hannes (* 2000), österreichischer Fußballspieler
- Huber, Hans (1852–1921), Schweizer Komponist
- Huber, Hans (1884–1973), Schweizer Verleger
- Huber, Hans (1889–1949), österreichischer Politiker (CS), Landtagsabgeordneter
- Huber, Hans (1901–1987), Schweizer Rechtswissenschaftler und Bundesrichter
- Huber, Hans (1905–1972), deutscher Fußballfunktionär
- Huber, Hans (1927–2023), deutscher Kapellmeister, Komponist und Jazz-Pianist
- Huber, Hans (1927–2018), Schweizer Unternehmer
- Huber, Hans (1929–2014), deutscher Eishockeyspieler und -trainer
- Huber, Hans (1934–2024), deutscher Boxer
- Huber, Hans (* 1944), österreichischer FernsehkommentatorHans Huber (* 1944)

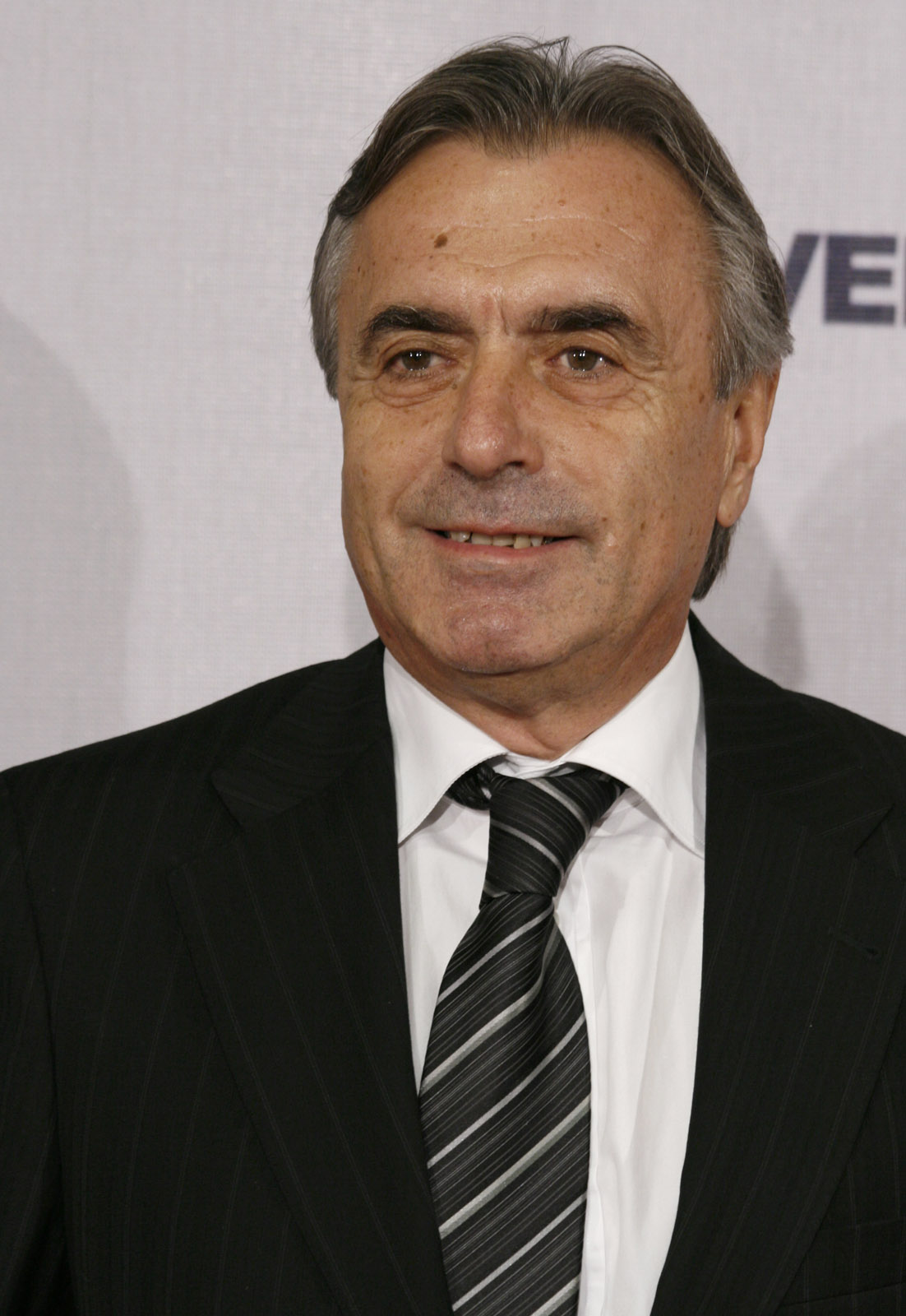
Hans Huber (* 1944)

- Huber, Hans A. (1909–2007), Schweizer Generalstabsoffizier und Verleger der „Thurgauer Zeitung“
- Huber, Hans Dieter (* 1953), deutscher Kunstwissenschaftler, Künstler und Autor
- Huber, Hans Georg (1942–2014), deutscher Verfahrenstechniker und Unternehmer
- Huber, Hans Jörg (1932–2008), Schweizer Politiker (CVP)
- Huber, Hans-Georg (* 1952), deutscher Führungskräfte-Trainer, Prozessbegleiter und Autor
- Huber, Hansjörg (* 1960), deutscher Jurist, Hochschullehrer seit stellvertretendes Mitglied der G-10-Kommission
- Huber, Harald (1912–1998), Schweizer Politiker (SP) und Bundesrichter
- Huber, Harald (* 1954), österreichischer Musikwissenschaftler, Komponist und Pianist
- Huber, Harold († 1959), US-amerikanischer Schauspieler
- Huber, Heino (* 1962), österreichischer Koch
- Huber, Heinrich (1879–1916), deutscher Komponist
- Huber, Heinz (1884–1957), deutscher Theaterintendant und Hörspielautor
- Huber, Heinz (1922–1968), deutscher Schriftsteller und Fernsehredakteur
- Huber, Heinz (1926–2000), Schweizer Mathematiker
- Huber, Helmut (1940–2016), deutscher Journalist
- Huber, Henry (1869–1933), US-amerikanischer Politiker
- Huber, Herbert (1907–1977), deutscher Gynäkologe, Geburtshelfer und Hochschullehrer
- Huber, Herbert (1930–1997), deutscher Jurist und Politiker (CSU), MdL
- Huber, Herbert (1931–2005), deutscher Botaniker
- Huber, Herbert (1935–2016), deutscher Wirtschaftswissenschaftler und Politiker (CSU), MdL
- Huber, Herbert (1944–1970), österreichischer Skirennläufer
- Huber, Hermann, deutscher Richter
- Huber, Hermann (1863–1915), Schweizer Politiker
- Huber, Hermann (1888–1967), Schweizer Maler
- Huber, Hermann (1930–2018), deutscher Jurist und Diplomat
- Huber, Hermann (1930–2022), deutscher Bergsportler und Unternehmer
- Huber, Hermann (* 1953), österreichischer Spieleautor
- Huber, Hermann (* 1961), deutscher Volksmusikant
- Huber, Hermann J. (1954–2009), deutscher Journalist und AutorHermann J. Huber (1954–2009)

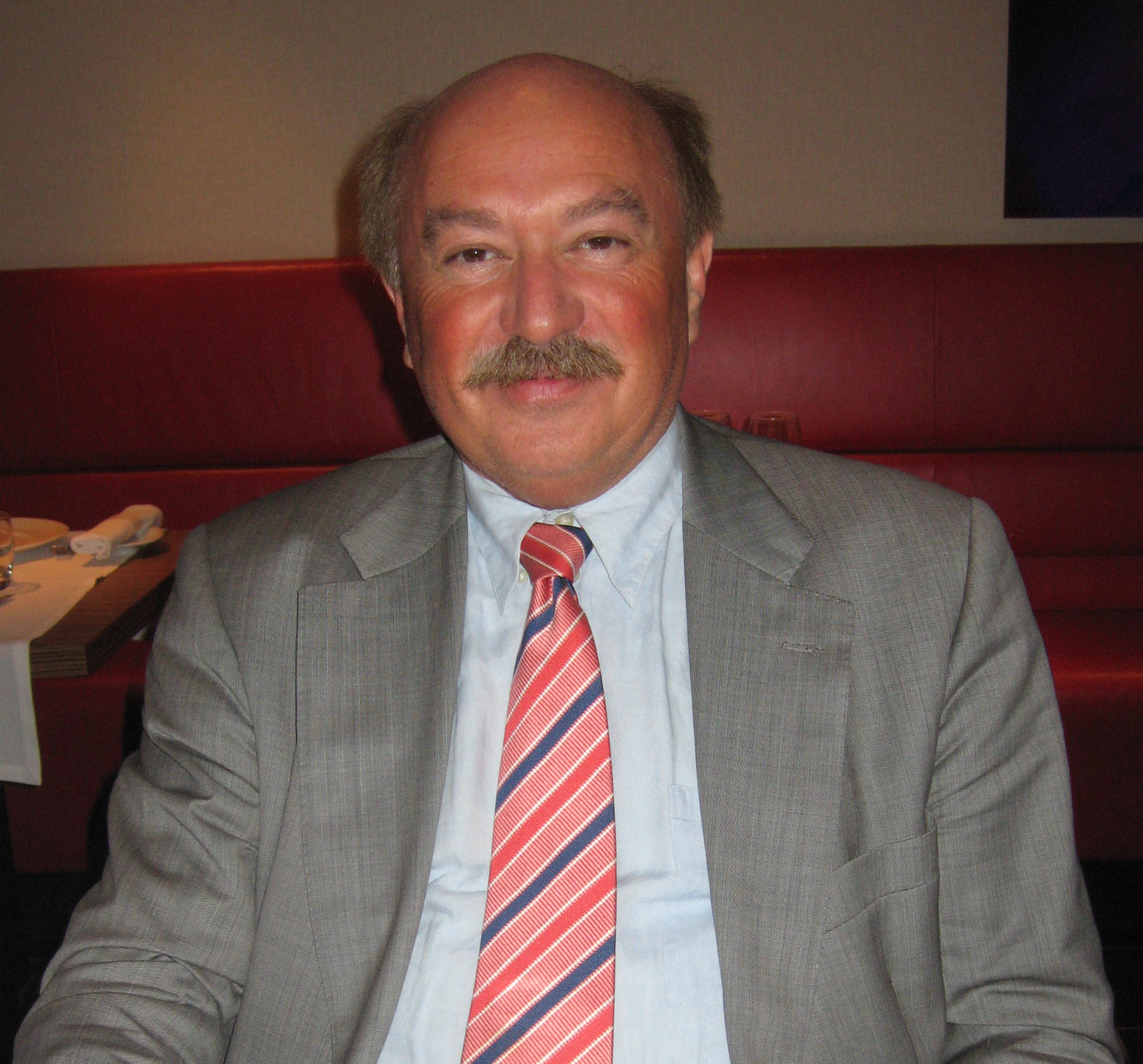
Hermann J. Huber (1954–2009)

- Huber, Herta (1926–2018), deutsche Autorin
- Huber, Hubert (1924–2012), österreichischer Politiker (ÖVP), Landtagsabgeordneter, Abgeordneter zum Nationalrat
- Huber, Hubert (* 1956), deutscher zeitgenössischer Künstler
- Huber, Hugo (1919–2014), Schweizer Theologe und Ethnologe

###### Huber, I
- Huber, Ilse (1949–2024), österreichische Juristin und Richterin
- Huber, Irmgard (1901–1974), verurteilte Oberschwester der Tötungsanstalt HadamarIrmgard Huber (1901–1974)

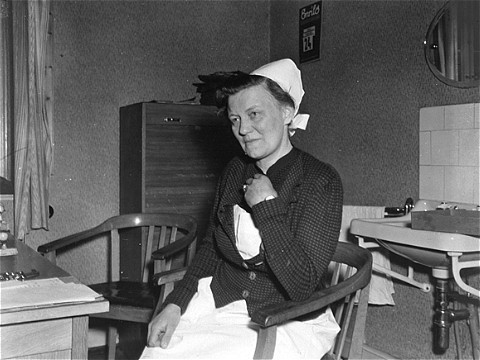
Irmgard Huber (1901–1974)

- Huber, Isabell (* 1987), deutsche Politikerin (CDU), MdL
- Huber, Isabelle (* 1981), deutsche Skirennläuferin

###### Huber, J
- Huber, Jakob (1883–1953), Schweizer Berufsoffizier
- Huber, Jakob Wilhelm (1787–1871), Schweizer Landschaftsmaler, Zeichner und Radierer
- Huber, Jan (1938–2021), deutscher Maler, Autor und Professor
- Huber, Jan (* 2000), deutscher Volleyballspieler
- Huber, Jasmin (* 1995), deutsche Grasskiläuferin
- Huber, Jean (1721–1786), Schweizer Silhouettenschneider, Zeichner, Kupferstecher und Maler
- Huber, Joan (* 1925), US-amerikanische Soziologin
- Huber, Johann (1812–1879), Schweizer Geistlicher, Domherr, Stiftspropst und Historiker
- Huber, Johann (1830–1879), deutscher Publizist und Philosoph
- Huber, Johann (1852–1936), österreichischer Land- und Gastwirt und Politiker, Landtagsabgeordneter
- Huber, Johann (1873–1929), österreichischer Politiker (CSP), Abgeordneter zum Nationalrat
- Huber, Johann (* 1948), österreichischer Feuerwehrfunktionär
- Huber, Johann Baptist (1892–1942), deutscher katholischer Geistlicher und Widerstandskämpfer
- Huber, Johann Caspar (1752–1827), Schweizer Marine- und Landschaftsmaler sowie Radierer
- Huber, Johann Friedrich (1766–1832), Schweizer Graveur, Siegelstecher, Steinscheider, Medailleur, Architekt und Kunsthändler
- Huber, Johann Jacob (1707–1778), deutscher Mediziner, Botaniker und Hochschullehrer
- Huber, Johann Jakob (1733–1798), Schweizer Astronom
- Huber, Johann Josef (1817–1897), Schweizer Lehrer und Politiker
- Huber, Johann Joseph Anton (1737–1815), deutscher Barockmaler
- Huber, Johann Ludwig (1723–1800), deutscher Politiker, Jurist, Lyriker, Theologe und Philosoph
- Huber, Johann Rudolf († 1748), Schweizer Maler
- Huber, Johann Samuel (1778–1858), deutscher evangelischer Theologe und Generalsuperintendent
- Huber, Johanna (1869–1935), deutsche Lehrerin, Kindergärtnerin, Fach- und Kinderliteraturschriftstellerin
- Huber, Johannes († 1571), Schweizer Mediziner und Hochschullehrer
- Huber, Johannes (1877–1947), österreichisch-ungarischer Journalist, Politiker und Geistlicher
- Huber, Johannes (1879–1948), Schweizer Politiker (SP)
- Huber, Johannes (* 1946), österreichischer Mediziner, Universitätsprofessor für Endokrinologie und Vorsitzender der österreichischen Bioethik-KommissionJohannes Huber (* 1946)

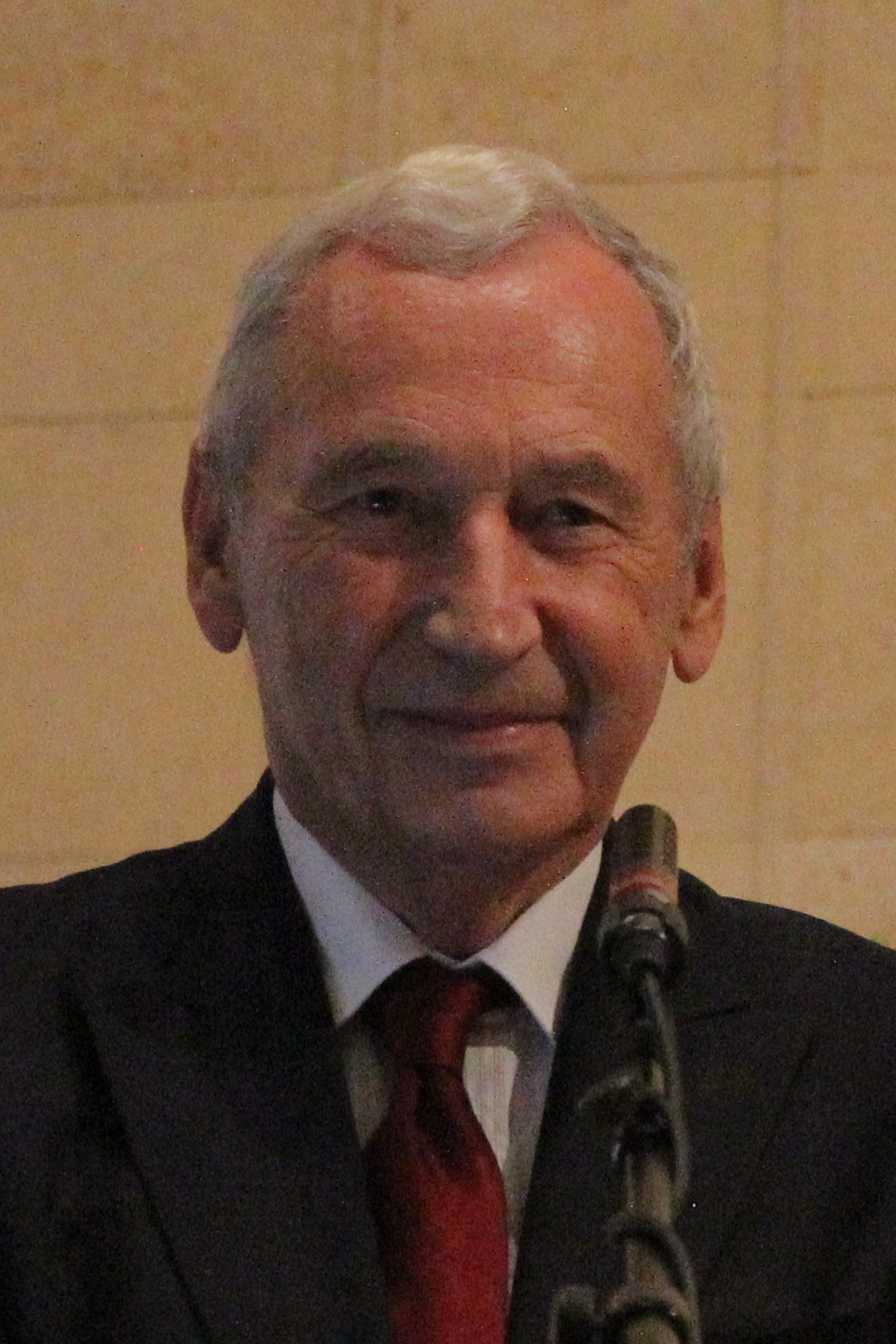
Johannes Huber (* 1946)

- Huber, Johannes (* 1964), österreichischer Motorsportler und Unternehmer
- Huber, Johannes (* 1987), deutscher Politiker (parteilos, AfD), MdB
- Huber, JoKarl (1902–1996), deutscher Maler
- Huber, Jörg, Bildhauer und -schnitzer der Spätgotik
- Huber, Josef (1852–1921), österreichischer Landwirt und Politiker, Landtagsabgeordneter
- Huber, Josef (1858–1932), österreichischer Maler, tätig in München und Düsseldorf
- Huber, Josef (1860–1940), deutscher Politiker (SPD), MdR
- Huber, Josef (1902–1965), österreichischer Politiker (ÖVP), Mitglied des Bundesrates
- Huber, Josef (* 1920), österreichischer Musiker und Rundfunkredakteur
- Huber, Josef (1928–2016), österreichischer Journalist und Autor
- Huber, Josef (* 1935), deutscher Fußballspieler
- Huber, Josef (1935–2018), deutscher Geistlicher und Kirchenrechtler
- Huber, Josef (* 1956), österreichischer Fußballspieler und -trainer
- Huber, Josef Anton (1899–1974), deutscher Botaniker
- Huber, Josef Franz Karl (1925–2000), österreichischer Chemiker
- Huber, Joseph (1837–1886), deutscher Geiger und Komponist
- Huber, Joseph (1884–1960), österreichischer Romanist und Sprachwissenschaftler
- Huber, Joseph (* 1948), deutscher Soziologe
- Huber, Joseph Carl (1871–1948), deutscher Verleger
- Huber, Joseph Karl (1726–1760), österreichischer Schauspieler und Bühnenschriftsteller
- Huber, Joseph W. (1951–2002), deutscher Künstler
- Huber, Joshua (* 2007), deutscher Volleyballspieler
- Huber, Judith (* 1964), Schweizer Performancekünstlerin und Kuratorin
- Huber, Julia (* 1998), österreichische Skispringerin

###### Huber, K
- Huber, Karl (1828–1885), rumäniendeutscher Komponist, Geiger, Dirigent und Musikpädagoge
- Huber, Karl (1904–1965), deutscher Sozialdemokrat, Kommunist und Widerstandskämpfer gegen den Nationalsozialismus
- Huber, Karl (1915–2002), Schweizer Jurist und Politiker (CVP), Bundeskanzler
- Huber, Karl (1928–2009), deutscher Maler und Bildhauer
- Huber, Karl (* 1948), bayerischer Richter
- Huber, Karl (* 1952), deutscher Eishockeytorwart
- Huber, Karl Adolf (1811–1889), Schweizer Politiker
- Huber, Karl Honorat von (1772–1857), deutscher Verwaltungsjurist
- Huber, Katharina (* 1985), deutsche Filmregisseurin
- Huber, Katharina (* 1995), österreichische Skirennläuferin
- Huber, Katja (* 1971), deutsche Schriftstellerin
- Huber, Katrin (* 1965), österreichische Szenenbildnerin
- Huber, Kevin (* 1985), US-amerikanischer American-Football-Spieler
- Huber, Klaus (1924–2017), Schweizer Komponist
- Huber, Klaus (* 1938), deutscher Eisenbahningenieur
- Huber, Klaus (* 1949), österreichischer Redakteur, Moderator, Mundartdichter und Heimatforscher
- Huber, Klaus (* 1968), österreichischer Skispringer und Skisprungtrainer
- Huber, Konrad (1752–1830), deutscher Maler
- Huber, Konrad (1892–1960), finnlandschwedischer Sportschütze
- Huber, Konrad (1916–1994), Schweizer Romanist
- Huber, Konrad (1920–2015), deutscher Maler
- Huber, Konrad (* 1965), österreichischer römisch-katholischer Theologe und Neutestamentler
- Huber, Konrad (* 1967), italienisch-österreichischer Opernsänger (Bariton)
- Huber, Korinna (* 1960), deutsche Tierphysiologin
- Hüber, Kurt (1890–1915), deutscher Fußballspieler
- Huber, Kurt (1893–1943), deutscher Volksliedforscher, Professor an der Ludwig-Maximilians-Universität München, Volksliedforscher, Mitglied der Weißen RoseKurt Huber (1893–1943)

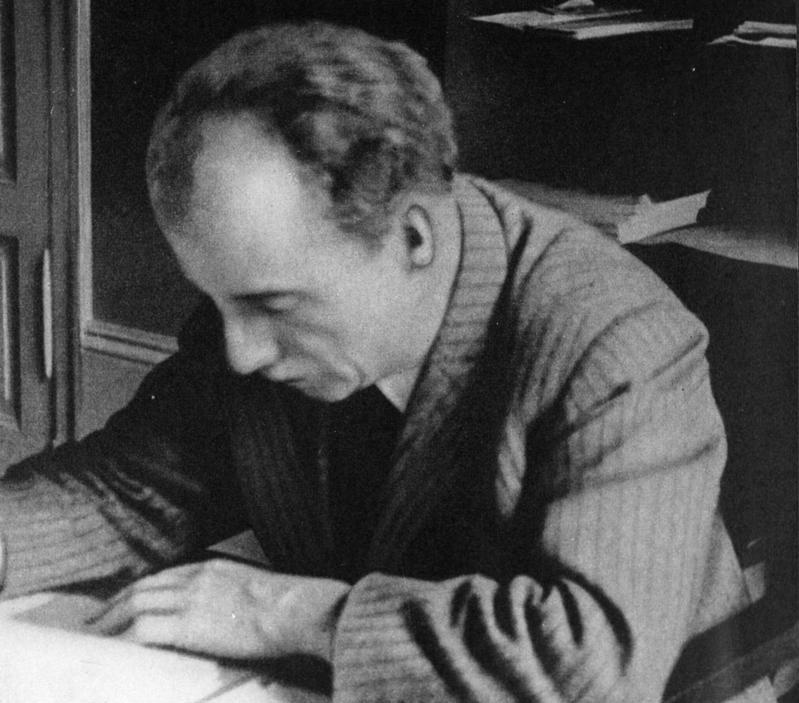
Kurt Huber (1893–1943)

- Huber, Kurt Augustinus (1912–2005), deutscher katholischer Theologe

###### Huber, L
- Huber, Lara (* 1973), deutsche Philosophin
- Huber, Léon (1936–2015), Schweizer Nachrichtensprecher
- Huber, Leopold (* 1955), österreichischer Autor, Regisseur und Schauspieler
- Huber, Liezel (* 1976), US-amerikanische Tennisspielerin
- Huber, Lisa (* 1959), österreichische bildende Künstlerin
- Huber, Lorenz (1862–1910), katholischer Priester
- Huber, Lorenz (1906–1989), deutscher Fußballspieler
- Huber, Lorenz (* 1938), deutscher Offizier, Brigadegeneral der Bundeswehr
- Huber, Lorraine (* 1980), österreichisch-australische Freeride-Sportlerin
- Huber, Lothar (* 1952), deutscher Fußballspieler
- Huber, Lotti (1912–1998), deutsche Schauspielerin, Sängerin, Tänzerin und avantgardistische KünstlerinLotti Huber (1912–1998)

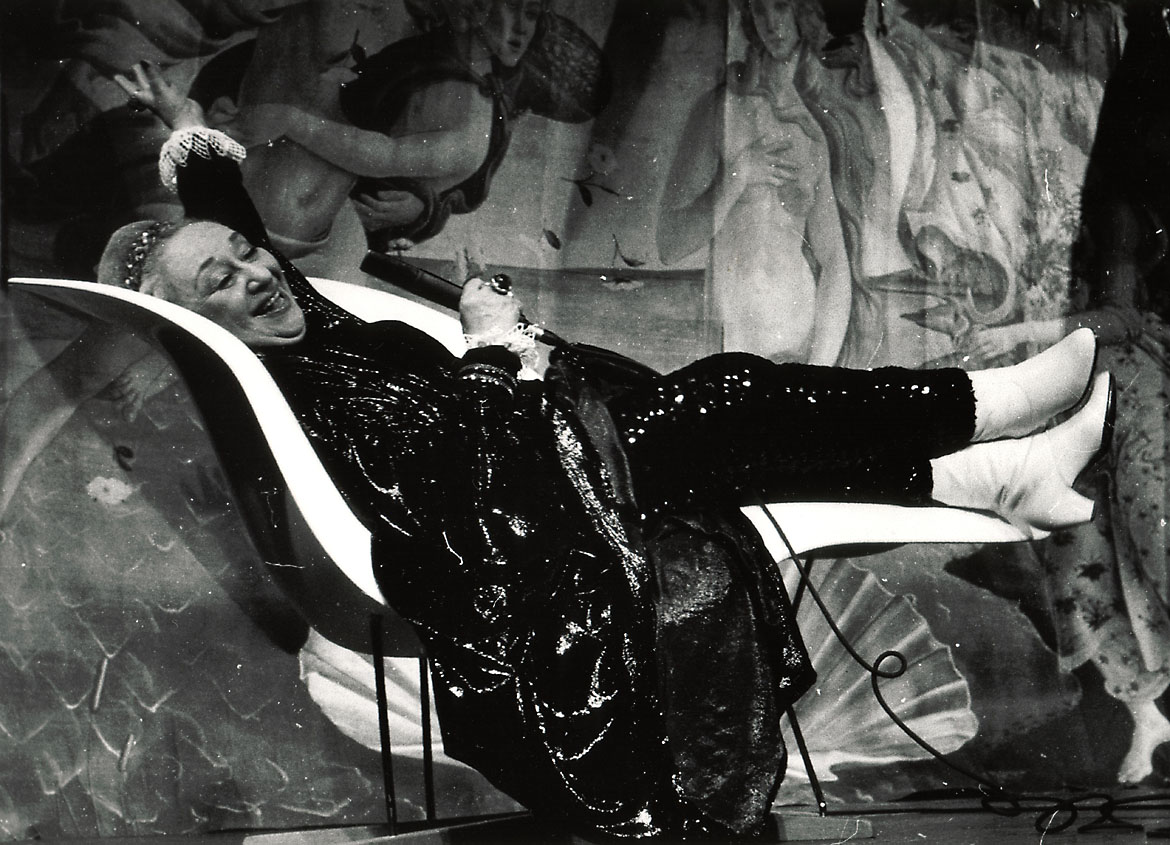
Lotti Huber (1912–1998)

- Huber, Ludwig (1814–1887), deutscher Imker
- Huber, Ludwig (1868–1931), deutscher Jurist, Verwaltungsbeamter und Politiker
- Huber, Ludwig (1889–1946), deutscher Landwirt, Politiker (NSDAP), MdR
- Huber, Ludwig (1928–2003), deutscher Politiker (CSU), MdL
- Huber, Ludwig (1937–2019), deutscher Pädagoge
- Huber, Ludwig (* 1964), österreichischer Verhaltensbiologe und Kognitionsforscher
- Huber, Ludwig Ferdinand (1764–1804), deutscher Schriftsteller, Übersetzer und Journalist
- Huber, Luisa Marie (* 1995), deutsche Tennisspielerin
- Huber, Lukas (* 1961), österreichischer Arzt und Zellbiologe
- Huber, Lukas (* 1978), Schweizer Jurist und Politiker (GLP)
- Huber, Lukas (* 1987), österreichischer Kegelsportler
- Huber, Lukas (* 1999), Schweizer Politiker
- Huber, Lydia (* 1943), deutsche Sängerin volkstümlichen Schlagers und Radiomoderatorin

###### Huber, M
- Huber, Magdalena (* 1989), deutsche Volleyballspielerin
- Huber, Maksymilian Tytus (1872–1950), polnischer Bauingenieur
- Huber, Marc (* 1984), Schweizer Unihockeyspieler
- Huber, Marcel (* 1927), Schweizer Radrennfahrer
- Huber, Marcel (* 1958), deutscher Politiker (CSU), MdLMarcel Huber (* 1958)

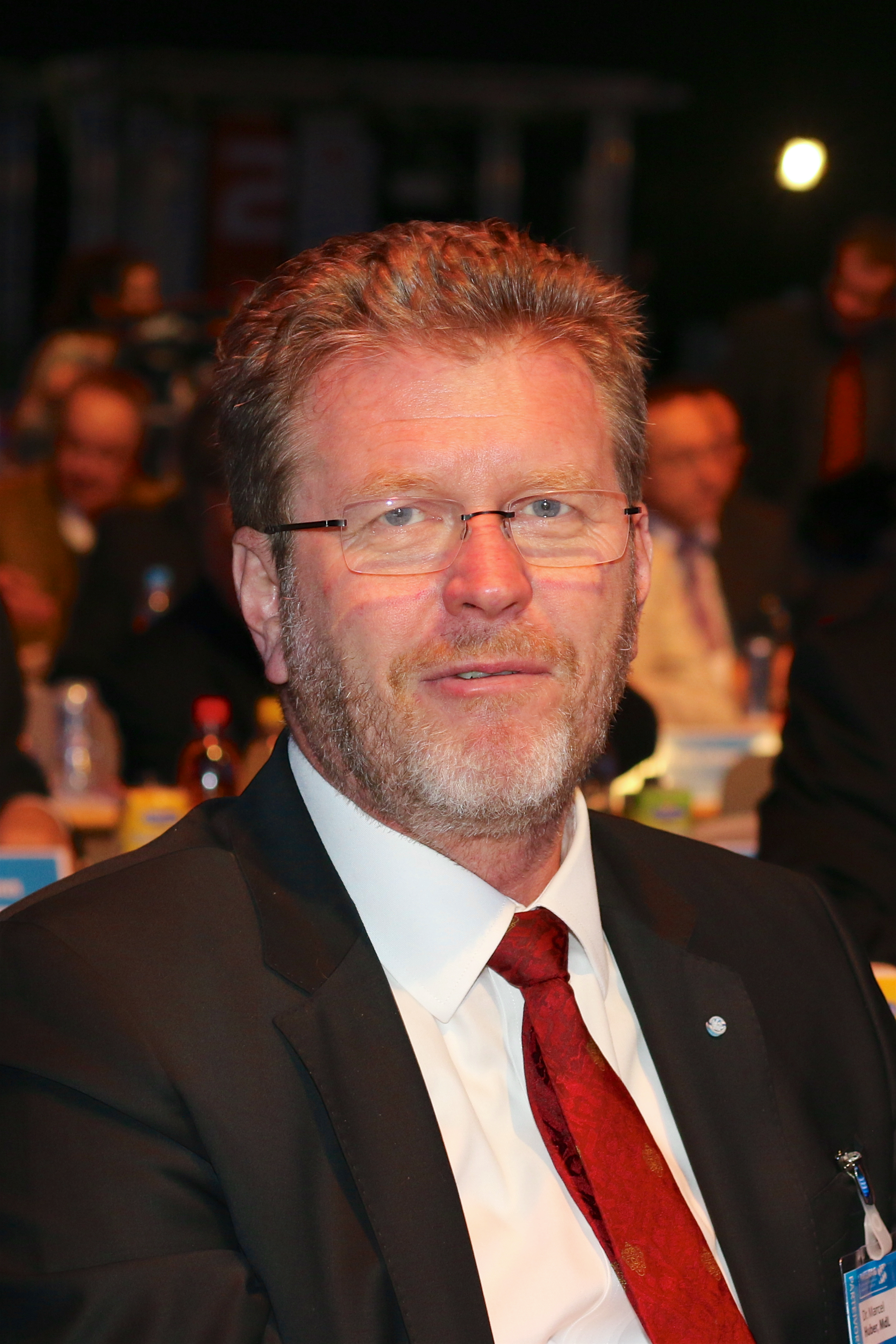
Marcel Huber (* 1958)

- Huber, Margarete, deutsche Sängerin, Komponistin, Konzert- und Opernsängerin (Sopran)
- Huber, Maria (* 1979), österreichische Politikerin (Grüne), Mitglied des Bundesrates
- Huber, Maria Lisa (* 1993), Schweizer Schauspielerin und Regisseurin
- Huber, Marie (1695–1753), Schweizer Übersetzerin, Herausgeberin und Verfasserin theologischer Werke
- Huber, Mario, Schweizer Unihockey-Torhüter
- Huber, Mario (* 1996), österreichischer Eishockeyspieler
- Huber, Marion (* 1930), chilenische Hürdenläuferin und Sprinterin
- Huber, Marion Rønning (* 1991), norwegische Biathletin
- Huber, Markus (1943–2014), Schweizer Biologe, Lehrer, Kurator und Naturschützer
- Huber, Markus (* 1968), deutscher Dirigent
- Huber, Markus Anton (* 1961), österreichischer Künstler
- Huber, Martin (* 1960), deutscher Politiker (AfD), MdL Bayern
- Huber, Martin (* 1960), österreichischer Manager
- Huber, Martin (* 1962), deutscher Literaturwissenschaftler
- Huber, Martin (* 1966), österreichischer Verwaltungsjurist, Landespolizeidirektor für das Burgenland
- Huber, Martin (* 1970), österreichischer Politiker (FPÖ), Landtagsabgeordneter
- Huber, Martin (* 1977), deutscher Politiker (CSU), Landtagsabgeordneter in BayernMartin Huber (* 1977)

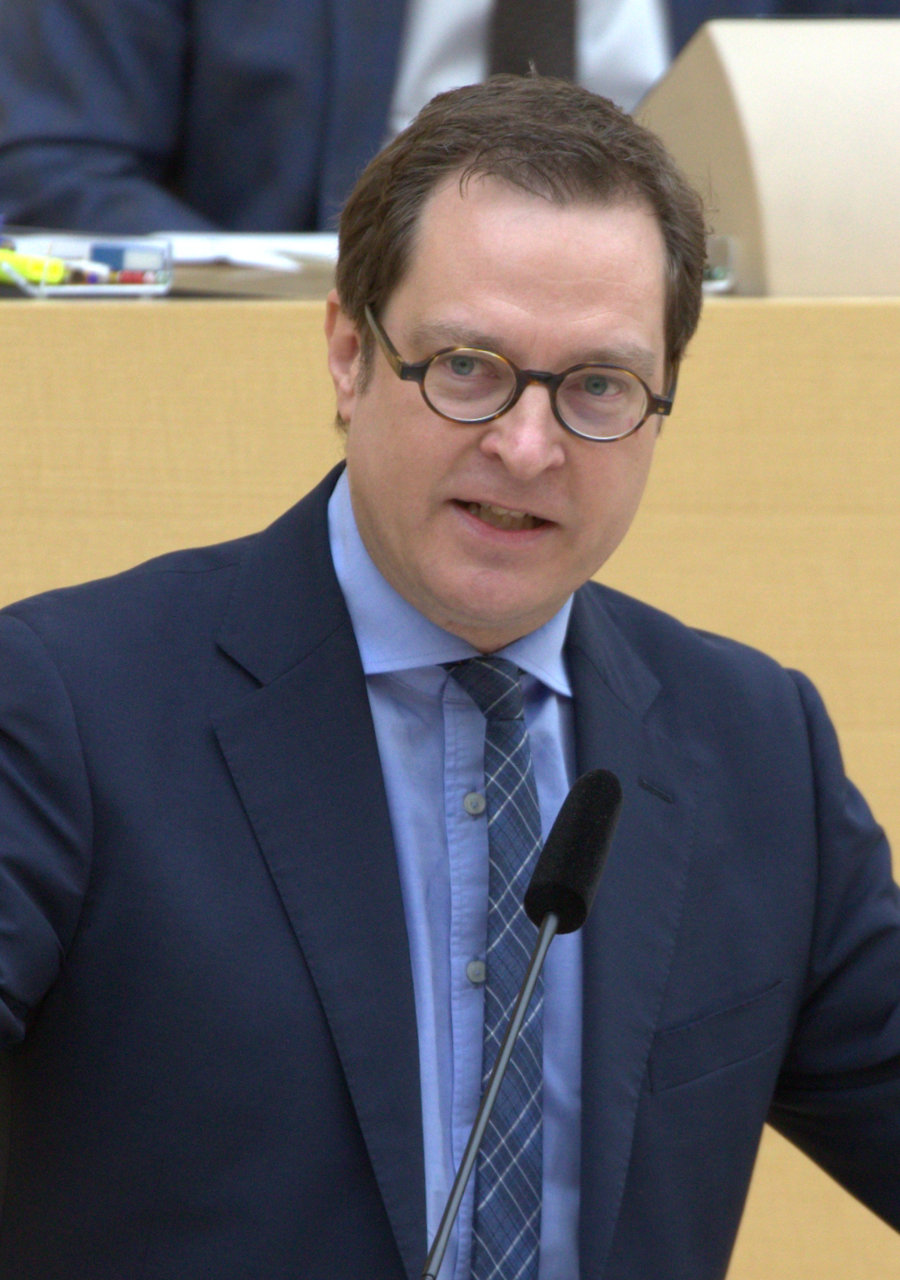
Martin Huber (* 1977)

- Huber, Martin (* 1992), österreichischer Biathlet
- Huber, Mathilde (1876–1927), Malerin und Kunstgewerblerin
- Huber, Matthias (* 1977), deutscher Ju-Jutsu-Sportler
- Huber, Max (1874–1960), Schweizer Jurist, Präsident des Internationalen Komitees vom Roten Kreuz
- Huber, Max (1919–1992), schweizerischer Grafiker und Grafikdesigner
- Huber, Max (1929–2020), deutscher katholischer Prälat, Domkapitular und Autor
- Huber, Max Georg (1937–2017), deutscher Physiker, Hochschullehrer und Rektor der Universität Bonn
- Huber, Maximilian (1833–1919), österreichischer katholischer Theologe, Schriftsteller und Jesuit
- Huber, Michael (1727–1804), deutscher Literaturhistoriker und Schriftsteller
- Huber, Michael (1841–1911), deutscher Geistlicher und Politiker (Zentrum), MdR
- Huber, Michael (1866–1949), österreichischer Geistlicher und Politiker, Landtagsabgeordneter, Abgeordneter zum Nationalrat
- Huber, Michael (* 1949), deutscher Rechtswissenschaftler
- Huber, Michael (* 1964), deutscher Ordenspriester und Generalvikar
- Huber, Michael (* 1972), deutscher Mathematiker und Informatiker
- Huber, Michael (* 1990), österreichischer Fußballspieler
- Huber, Michael F. P. (* 1971), österreichischer Komponist
- Huber, Michaela (* 1952), deutsche Psychologin
- Huber, Michl (1842–1881), deutscher Volkssänger
- Huber, Mida (1880–1974), österreichische Schriftstellerin und Lyrikerin
- Huber, Mira (* 1991), deutsche SchauspielerinMira Huber (* 1991)

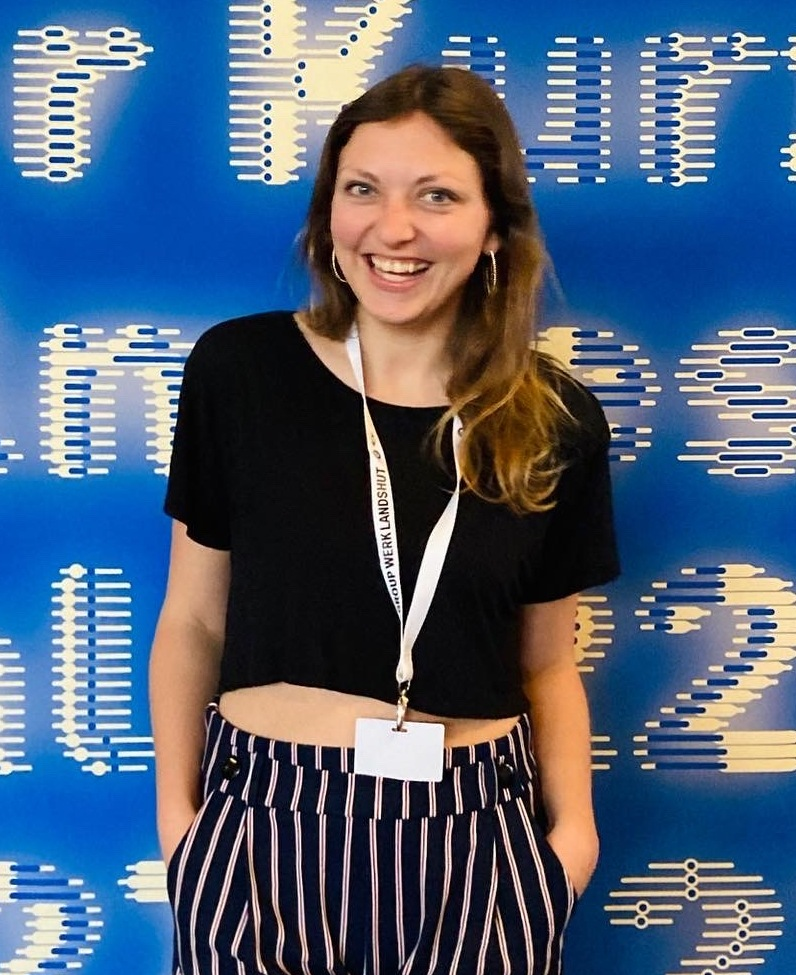
Mira Huber (* 1991)

- Huber, Monika (* 1959), deutsche Künstlerin mit Schwerpunkt Malerei, Fotografie und Video

###### Huber, N
- Huber, Nicolas (* 1995), Schweizer Snowboarder
- Huber, Nicolaus A. (* 1939), deutscher Komponist
- Huber, Nicole (* 1993), Schweizer Unihockeyspielerin
- Huber, Norbert, österreichischer Offizier
- Huber, Norbert (* 1964), italienischer Rennrodler
- Huber, Norbert (1965–1985), österreichischer Radrennfahrer

###### Huber, O
- Huber, Oskar (* 1867), deutscher Garten- und Obstbautechniker
- Huber, Ossi (1954–2025), österreichischer Singer-Songwriter, Musiker und AutorOssi Huber (1954–2025)

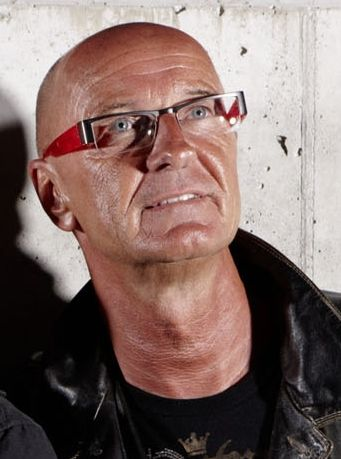
Ossi Huber (1954–2025)

- Huber, Oswald (1926–1995), deutscher Eishockeyspieler
- Huber, Oswald (* 1942), österreichischer Psychologe und Cartoonist
- Huber, Othmar, Schweizer Radrennfahrer
- Huber, Othmar (1892–1979), Schweizer Ophthalmologe und Kunstsammler
- Huber, Otmar (1927–2021), deutscher Kommunalpolitiker
- Huber, Otto (1871–1954), deutscher Priester, Pater und Comboni Missionar, Missionspionier in Afrika

###### Huber, P
- Huber, Patrick (* 1959), deutscher Künstler und Kurator
- Huber, Patrick (* 1968), deutscher Physiker
- Huber, Patrik (* 2002), österreichischer Eiskunstläufer
- Huber, Patriz (1878–1902), Mitglied der Darmstädter Künstlerkolonie
- Huber, Paul (1918–2001), Schweizer Komponist
- Huber, Peter (* 1954), Schweizer Historiker
- Huber, Peter (* 1966), deutscher Jurist
- Huber, Peter (* 1967), österreichischer DiplomatPeter Huber (* 1967)

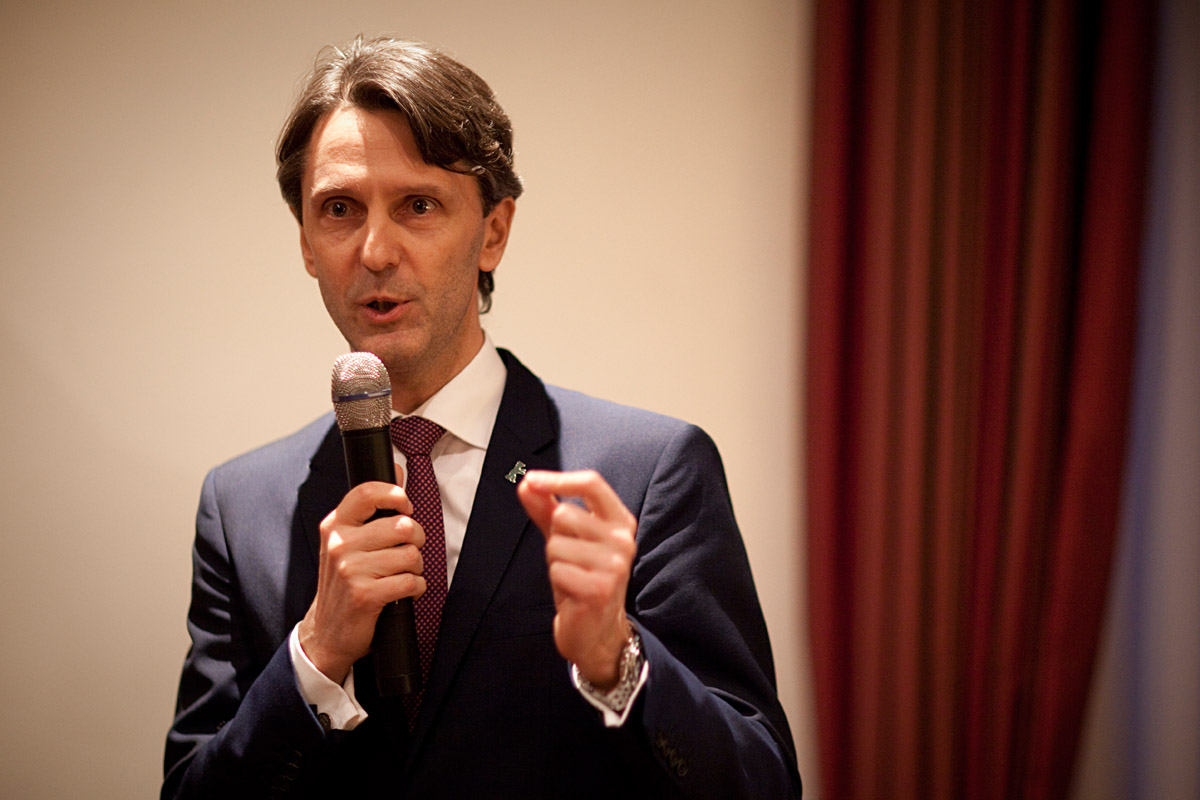
Peter Huber (* 1967)

- Huber, Peter J. (* 1934), Schweizer Mathematiker und Statistiker
- Huber, Peter M. (* 1959), deutscher Rechtswissenschaftler und Politiker (CSU/CDU), Richter des Bundesverfassungsgerichts
- Huber, Petra (* 1966), österreichische Tennisspielerin
- Huber, Phil (* 1969), kanadischer Eishockeyspieler
- Huber, Philipp (1878–1941), deutscher Architekt und Direktor der Baugewerkschule Köln
- Huber, Philipp (* 1974), Schweizer Leichtathlet
- Huber, Pierre François Antoine (1775–1832), französischer Offizier
- Huber, Pirmin (* 1987), Schweizer Musiker (Kontrabass, E-Bass, auch Büchel, Komposition)

###### Huber, R
- Huber, Rainer (* 1948), Schweizer Politiker
- Huber, Raphael, österreichischer Jazzmusiker (Tenor- und Sopransaxophon, auch Klarinette, Flöte, Komposition)
- Huber, Reiner K. (* 1935), deutscher Systemforscher
- Huber, Reinhold (1904–1984), österreichischer Landwirt, Politiker (FPÖ) und MdL Kärnten
- Huber, Resi (1920–2000), deutsche Friedensaktivistin, Antifaschistin und Zeitzeugin des NS-Regimes
- Huber, Richard (1902–1982), deutscher Maler
- Huber, Richard (* 1959), deutscher Regisseur
- Huber, Richard (* 1970), österreichischer Fußballtrainer
- Huber, Robert (1878–1946), finnischer Sportschütze
- Huber, Robert (* 1906), deutscher Ruderer, Studienrat und Offizier der Wehrmacht
- Huber, Robert (1933–2016), Schweizer Politiker
- Huber, Robert (* 1937), deutscher ChemikerRobert Huber (* 1937)

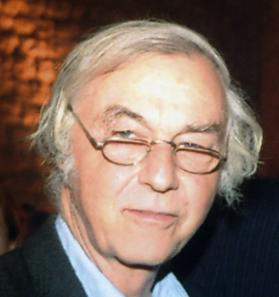
Robert Huber (* 1937)

- Huber, Robert (* 1955), deutscher Künstler
- Huber, Robert (* 1969), deutscher Kommunalpolitiker (CDU) und Footballfunktionär
- Huber, Robert (* 1973), deutscher Physiker
- Huber, Robert (* 1975), Schweizer Fussballspieler und Agrarwissenschaftler
- Huber, Robert J. (1922–2001), US-amerikanischer Politiker
- Huber, Roland, deutscher Mathematiker
- Huber, Rolf (* 1967), Schweizer Politiker (FDP)
- Huber, Rudolf (1924–1997), österreichischer Politiker (SPÖ) und Bezirksvorsteher
- Huber, Rudolf (* 1963), österreichischer Skirennläufer
- Huber, Rupert (1896–1945), deutscher Widerstandskämpfer gegen den Nationalsozialismus
- Huber, Rupert (* 1953), österreichischer Chorleiter, Dirigent, Komponist und Performancekünstler
- Huber, Rupert (* 1967), österreichischer Komponist und Pianist
- Huber, Rupert (* 1973), deutscher Physiker und Hochschullehrer
- Huber, Ruth (* 1966), Schweizer Diplomatin und Botschafterin

###### Huber, S
- Huber, Samuel (1547–1624), lutherischer Theologe
- Huber, Sascha (* 1992), österreichischer Webvideoproduzent
- Huber, Sebastian (1860–1919), deutscher römisch-katholischer Theologe, Hochschullehrer und Generalvikar
- Huber, Sebastian (1901–1985), deutscher Bobfahrer
- Huber, Sebastian (1903–1973), deutscher Politiker (CSU), MdL
- Huber, Sebastian (* 1964), deutscher Dramaturg
- Huber, Sebastian (* 1964), österreichischer Politiker (NEOS), Landtagsabgeordneter
- Huber, Sebastian (* 2000), österreichischer American-Football-Spieler
- Huber, Siegmund (* 1924), österreichischer Radrennfahrer
- Huber, Simon Alois (* 1986), österreichischer Theater- und Filmschauspieler
- Huber, Sofie (* 1754), deutsche Theaterschauspielerin
- Huber, Sonja (* 1980), österreichische Komponistin und Pianistin
- Huber, Sonja (* 1982), Schweizer Jazzmusikerin (Vibraphon, Marimbaphon, Komposition)
- Huber, Sophie (* 1985), französische Schwimmerin
- Huber, Stefan (* 1960), Schweizer Religionswissenschaftler
- Huber, Stefan (1960–2023), Schweizer Regisseur und Schauspieler
- Huber, Stefan (* 1966), Schweizer FussballspielerStefan Huber (* 1966)

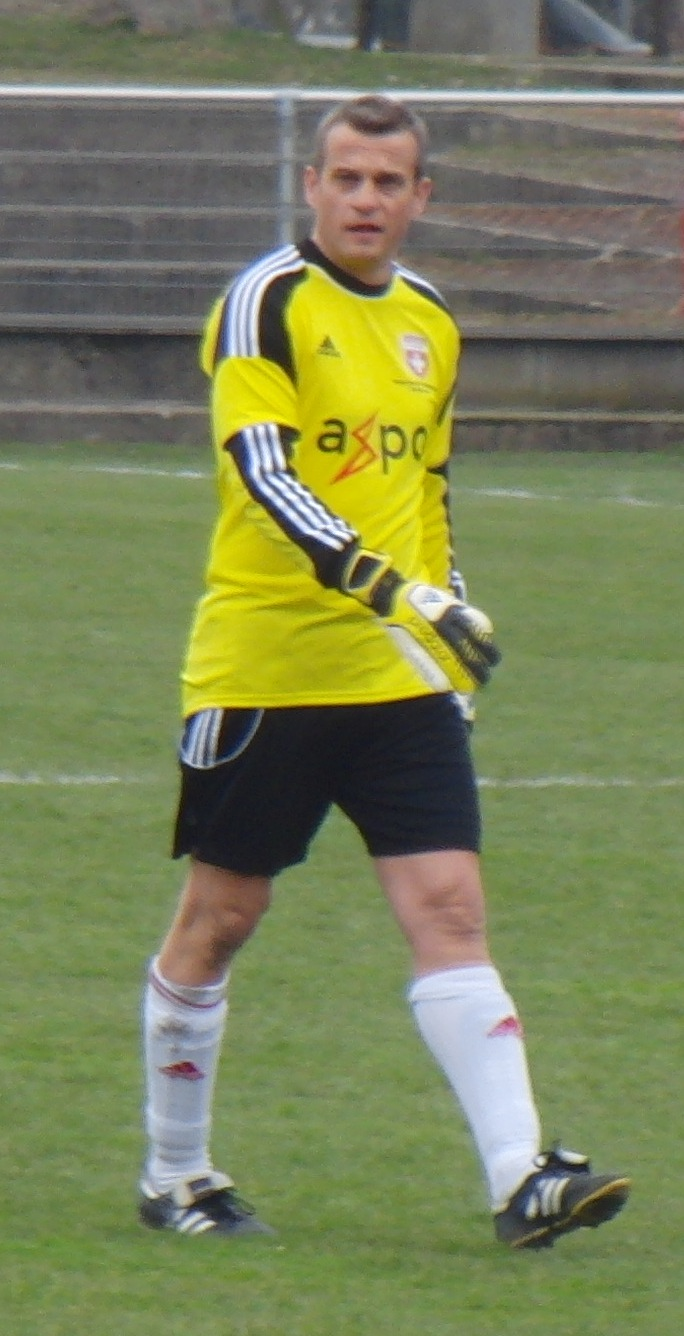
Stefan Huber (* 1966)

- Huber, Stefan (* 1975), deutscher Rechtswissenschaftler
- Huber, Stefan (* 1986), Schweizer Pokerspieler
- Huber, Stefan (* 1994), österreichischer Skispringer
- Huber, Stephan (* 1952), deutscher Bildhauer und Objektkünstler
- Huber, Susanne (* 1958), Schweizer Schauspielerin
- Hüber, Sven (* 1964), deutscher Vorsitzender des Hauptpersonalrates der Bundespolizei und Politoffizier
- Huber, Svenja (* 1985), deutsche Handballspielerin

###### Huber, T
- Huber, Thaddäus (1742–1798), österreichischer Komponist
- Huber, Theodor (1758–1816), Obervogt des Obervogteiamts Triberg
- Huber, Therese (1764–1829), deutsche Schriftstellerin
- Huber, Thomas (1700–1779), deutscher Maler
- Huber, Thomas (* 1955), Schweizer Künstler
- Huber, Thomas (* 1963), deutscher Schauspieler und Übersetzer
- Huber, Thomas (* 1963), deutscher Wasserballspieler
- Huber, Thomas (* 1966), deutscher BergsteigerThomas Huber (* 1966)

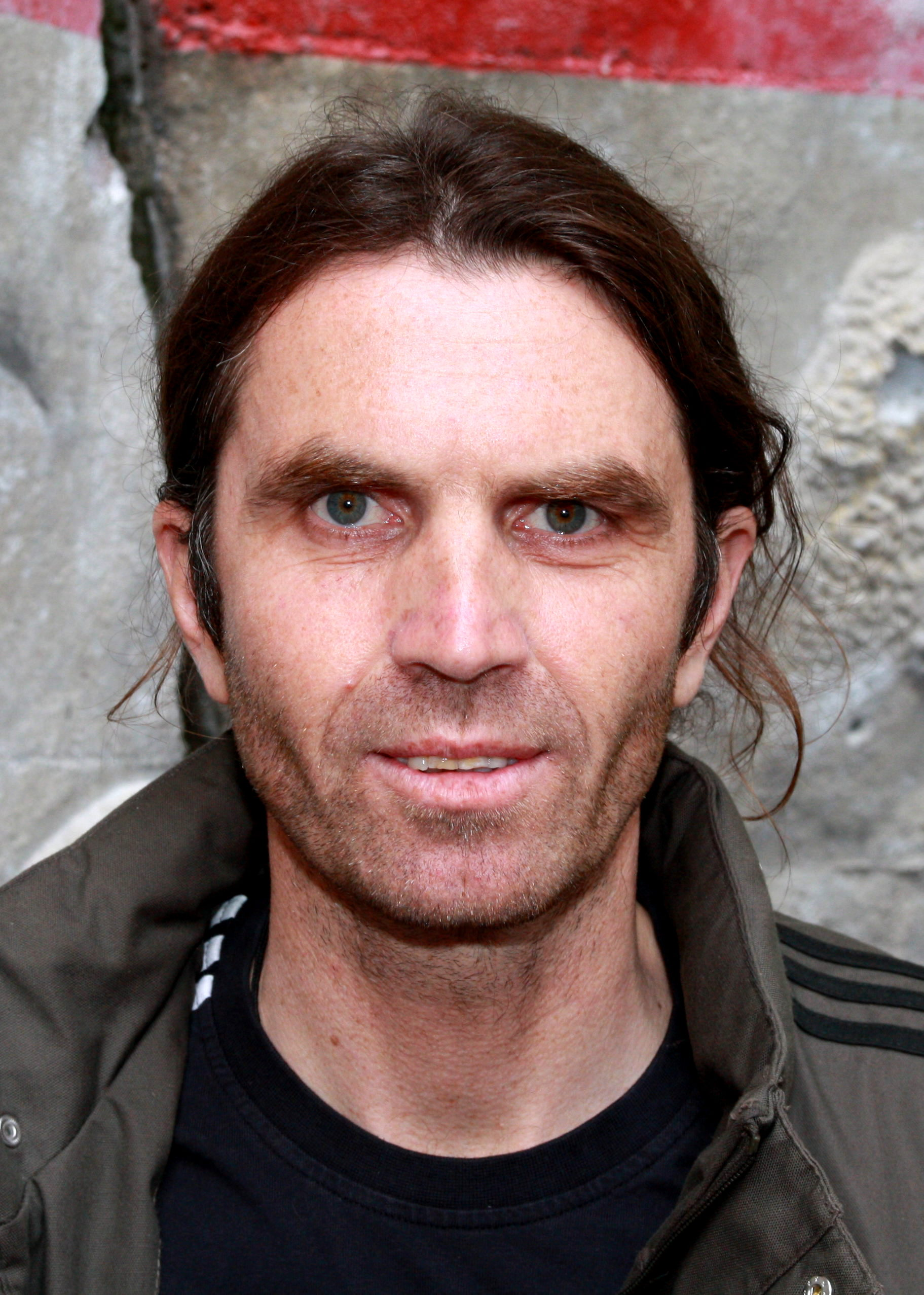
Thomas Huber (* 1966)

- Huber, Thomas (* 1972), deutscher Politiker (CSU), MdL
- Huber, Tobias (* 1971), deutscher Nephrologe
- Huber, Tobias M. (* 1988), deutscher Film- und Werbeproduzent
- Huber, Tomáš (* 1985), tschechischer Fußballspieler
- Huber, Toni (* 1954), deutscher Autor
- Huber, Toni (1964–2021), deutscher Kommunalpolitiker

###### Huber, U
- Huber, Udo (* 1953), österreichischer RadiomoderatorUdo Huber (* 1953)

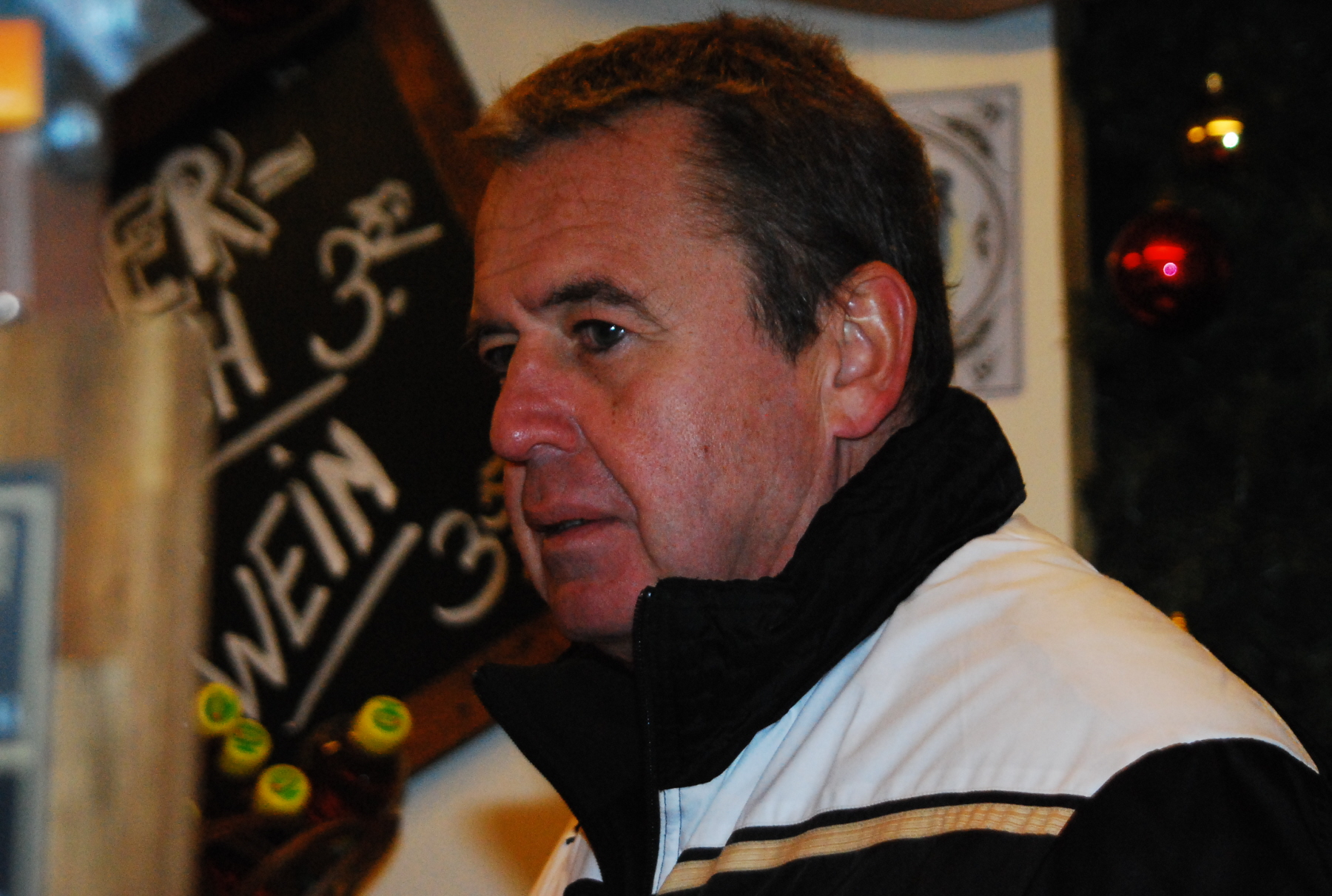
Udo Huber (* 1953)

- Huber, Ulrich (1636–1694), friesischer Jurist, Professor für Geschichte, Rhetorik und Recht
- Huber, Ulrich (1936–2023), deutscher Rechtswissenschaftler
- Huber, Urs (* 1985), Schweizer Mountainbiker

###### Huber, V
- Huber, Valerie (* 1996), österreichische Schauspielerin und Model
- Huber, Verena (* 1938), Schweizer Innenarchitektin, Publizistin und Kunstlehrerin
- Huber, Vernon (1899–1967), US-amerikanischer Marineoffizier
- Huber, Victor Aimé (1800–1869), deutscher Sozialreformer, Reiseschriftsteller und Literaturhistoriker
- Huber, Vinzenz (1821–1877), Schweizer Politiker
- Huber, Volker (1941–2022), deutscher Galerist, Verleger, Autor und Historiker
- Huber, Vroni (* 1988), deutsche Fußballspielerin

###### Huber, W
- Huber, Walter B. (1903–1982), US-amerikanischer Politiker
- Huber, Werner (* 1934), deutscher Fußballspieler
- Huber, Werner (* 1947), österreichischer Politiker (ÖVP), Landtagsabgeordneter
- Huber, Werner (* 1949), deutscher Fußballspieler
- Huber, Wernhard (1753–1818), Schweizer Apotheker, Politiker und Dichter
- Huber, Wilfried (1925–1986), deutscher Hochschul- und Bildungspolitiker, Erziehungswissenschaftler und Historiker
- Huber, Wilfried (* 1970), italienischer Rennrodler
- Huber, Wilhelm (1806–1859), deutscher Mediziner und Politiker
- Huber, Wilhelm (* 1954), deutscher Architekt
- Huber, Willi (1879–1957), deutscher Wirtschaftsjurist und Manager in der Montanindustrie
- Huber, Willie (1958–2010), kanadischer Eishockeyverteidiger
- Huber, Willy (1913–1998), Schweizer Fussballtorhüter
- Huber, Wolf († 1553), österreichisch-deutscher Maler, Zeichner und Baumeister der Renaissance
- Huber, Wolfgang (* 1935), deutscher Mediziner
- Huber, Wolfgang (* 1939), deutscher Germanist
- Huber, Wolfgang (* 1940), deutscher Facharzt für Innere Medizin, Nephrologe und Umweltmediziner
- Huber, Wolfgang (* 1942), deutscher evangelischer Theologe und AltbischofWolfgang Huber (* 1942)

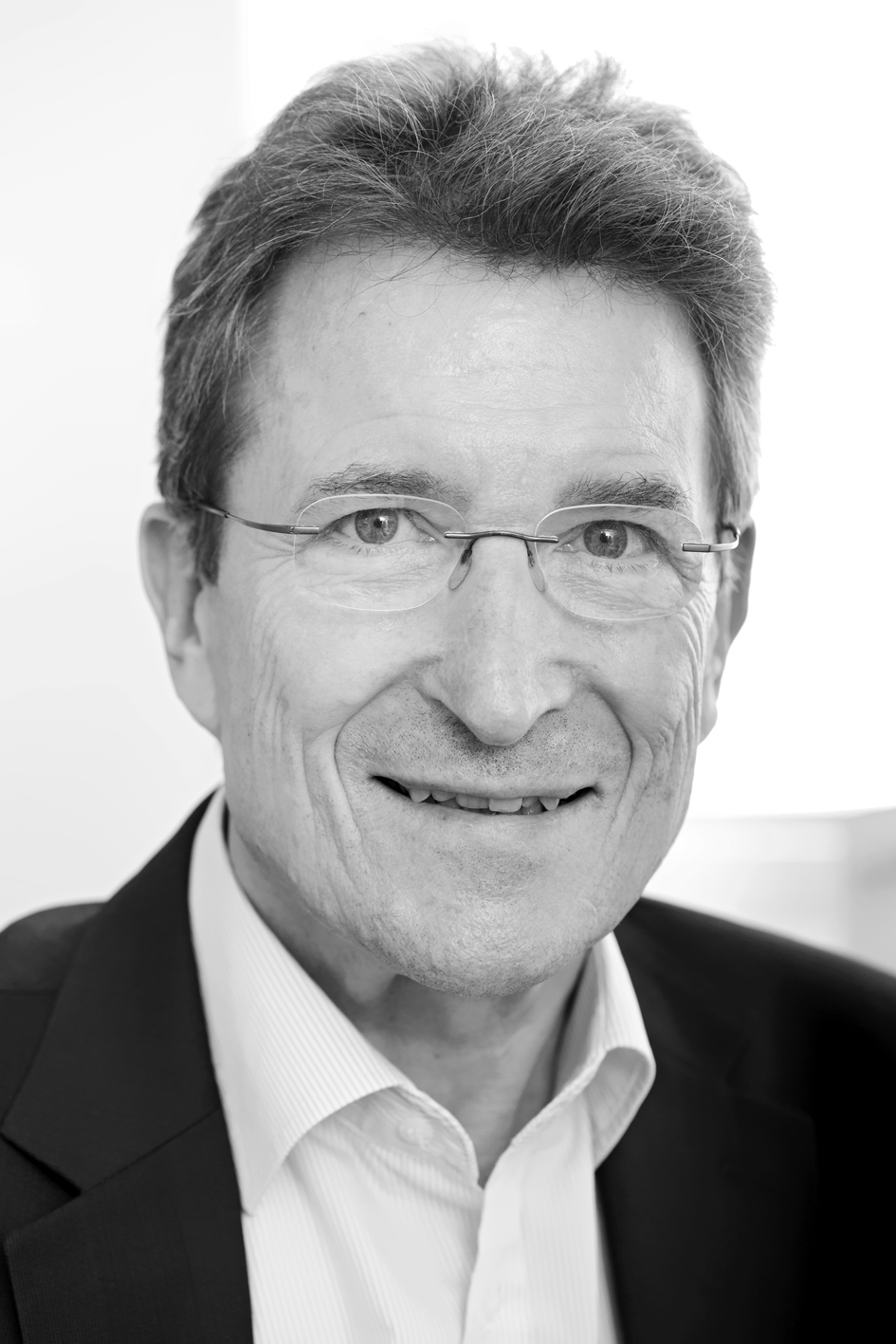
Wolfgang Huber (* 1942)

##### Huber-

###### Huber-A
- Huber-Abrahamowicz, Elfriede (1922–2001), österreichisch-schweizerische Schriftstellerin

###### Huber-D
- Huber-Dyson, Verena (1923–2016), Schweizer Mathematikerin

###### Huber-H
- Huber-Hotz, Annemarie (1948–2019), Schweizer Beamtin und BundeskanzlerinAnnemarie Huber-Hotz (1948–2019)

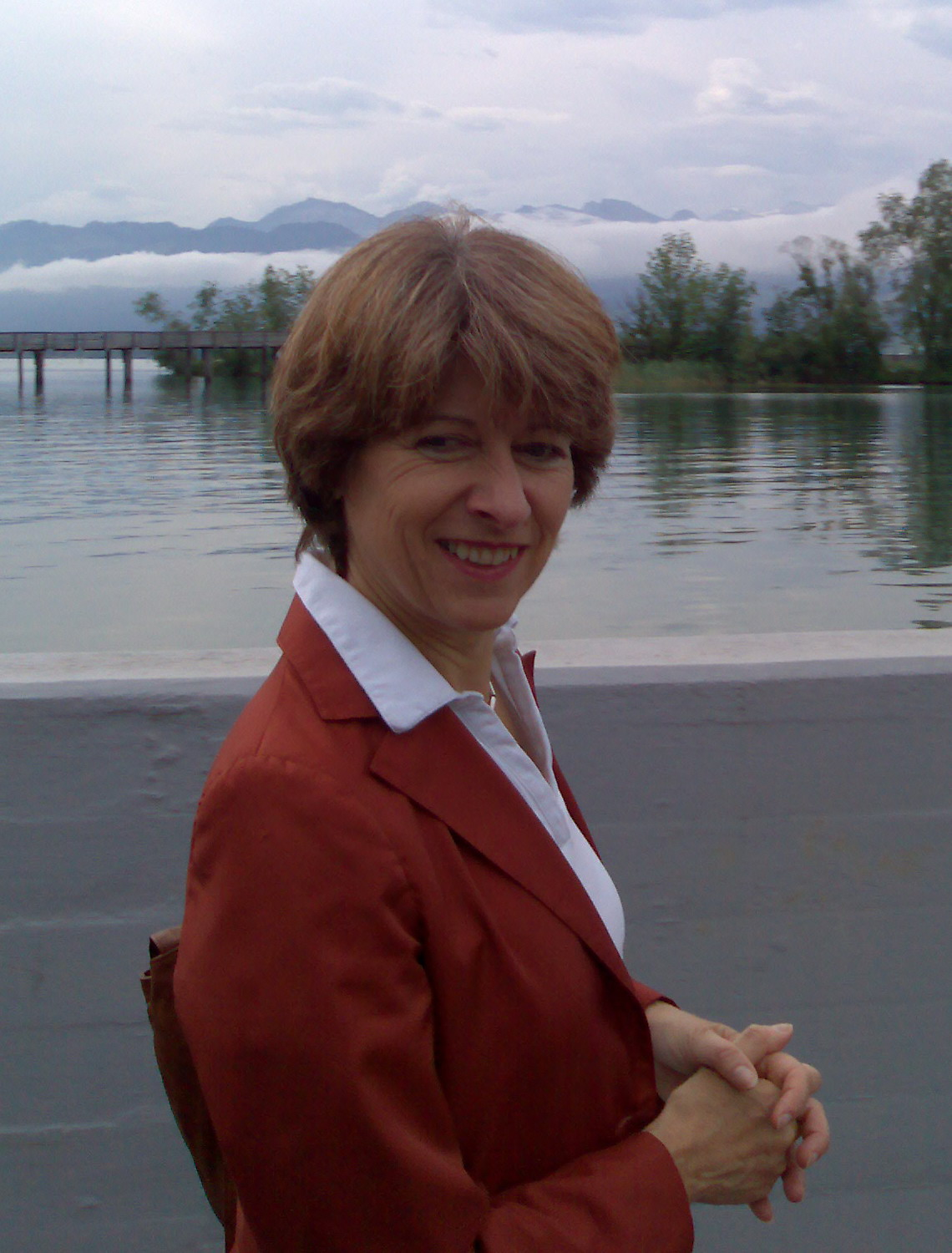
Annemarie Huber-Hotz (1948–2019)

###### Huber-K
- Huber-Klawitter, Annette (* 1967), deutsche Mathematikerin
- Huber-Kudlich, Jacques (1851–1918), Schweizer Seidenindustrieller

###### Huber-P
- Huber-Pestalozzi, Gottfried (1877–1966), Schweizer Arzt und Naturforscher

###### Huber-R
- Huber-Rebenich, Gerlinde (* 1959), deutsche Altphilologin und Mittellateinische Philologin

###### Huber-S
- Huber-Saffer, Paula (* 2005), deutsche Basketballspielerin
- Huber-Saffer, Peter (* 1980), deutscher Basketballspieler
- Huber-Stockar, Emil (1865–1939), Schweizer Unternehmer und Eisenbahnpionier
- Huber-Sulzemoos, Hans (1873–1951), deutscher Kinderbilder-, Blumen--, Madonnen- und Landschaftsmaler

###### Huber-V
- Huber-Villiger, Martha (1926–2017), Schweizer Innenarchitektin und Designerin
- Huber-von Gersdorff, Edelgard (1905–2018), deutsche Supercentenarian

###### Huber-W
- Huber-Werdmüller, Peter Emil (1836–1915), Schweizer Industrieller
- Huber-Wilkoff, Rudolf (* 1936), deutscher Maler und Grafiker, Grafikdesigner, Kurator und Verleger

##### Huberd
- Huberdeau, Jonathan (* 1993), kanadischer Eishockeyspieler
- Huberdeau, Sébastien (* 1979), kanadischer Schauspieler

##### Huberi
- Huberich, Charles H. (1877–1945), Rechtsanwalt, Dozent und Fachbuchautor
- Huberinus, Caspar (1500–1553), deutscher lutherischer Theologe

##### Huberl
- Huberland, Morris (1909–2003), polnisch-amerikanischer Fotograf
- Hüberli, Mirjam H. (* 1975), Schweizer Autorin
- Hüberli, Tanja (* 1992), Schweizer Volleyball- und Beachvolleyballspielerin

##### Huberm
- Huberman, Amy (* 1979), irische Schauspielerin und Schriftstellerin
- Huberman, Andrew, amerikanischer NeurowissenschaftlerAndrew Huberman

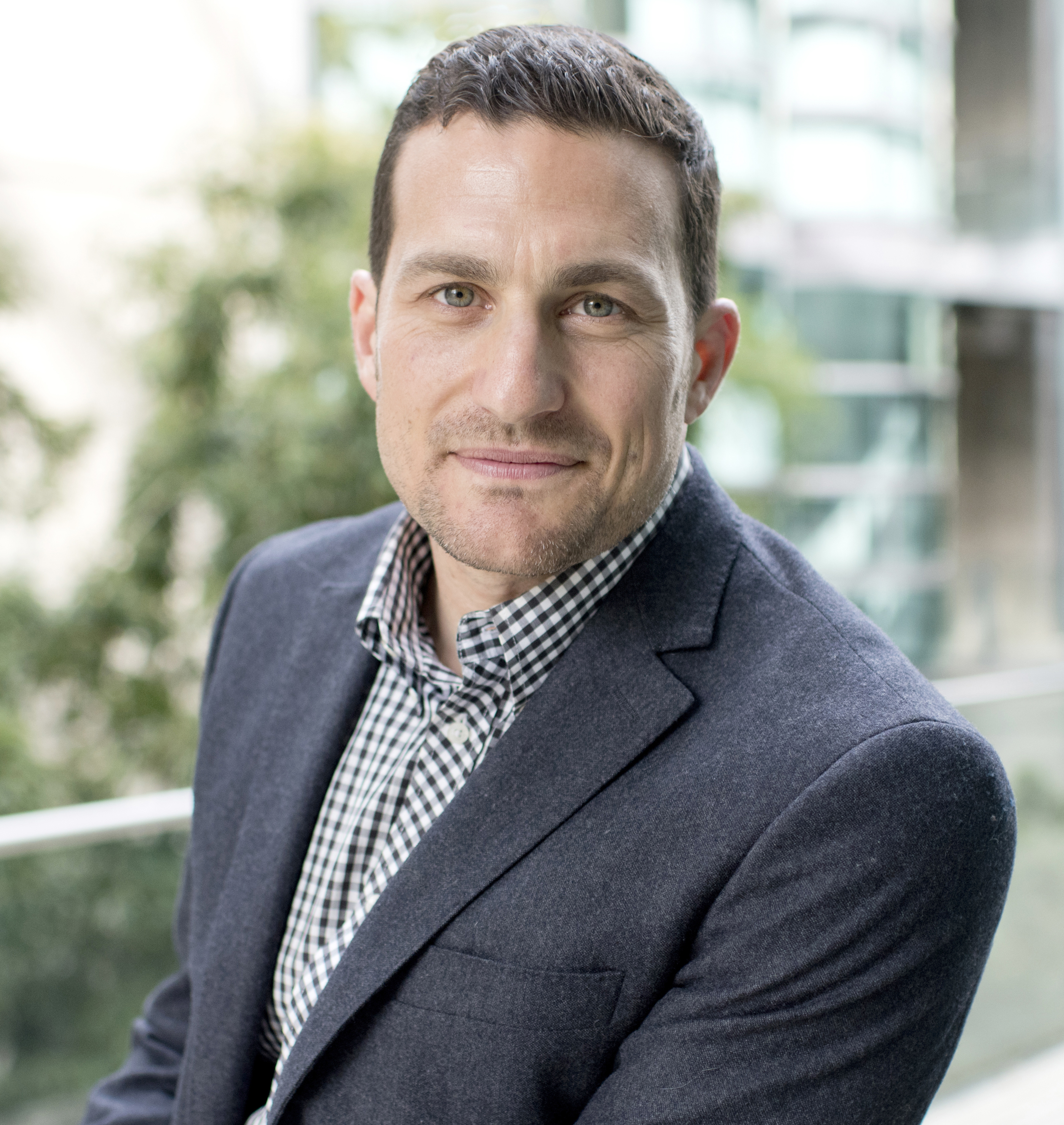
Andrew Huberman

- Huberman, Bronisław (1882–1947), polnischer Violinist
- Huberman, Leo (1903–1968), US-amerikanischer Journalist

##### Hubers
- Hubers, Hayd Hayden (* 2002), US-amerikanischer Musiker, Sänger und Songwriter
- Hübers, Richard (* 1993), deutscher Fechter
- Hübers, Timo (* 1996), deutscher Fußballspieler
- Huberskyj, Leonid (* 1941), ukrainischer Philosoph und Universitätsrektor

##### Hubert
- Hubert, Ali (1878–1940), österreichischer Maler und Kostümbildner
- Hubert, André († 1700), französischer Komödiant
- Hubert, Andreas (* 1990), deutscher Fußballtorhüter
- Hubert, Anthoine (1996–2019), französischer AutomobilrennfahrerAnthoine Hubert (1996–2019)

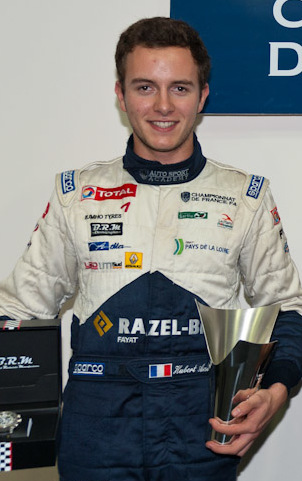
Anthoine Hubert (1996–2019)

- Hubert, Bernd (* 1952), deutscher Fußballspieler
- Hubert, Christian Gottlob (1714–1793), deutscher Tasteninstrumentenbauer
- Hubert, Claude (1914–1977), französischer Geher
- Hubert, Dumitru (1899–1934), rumänischer Pilot und Bobfahrer
- Hubert, Elinor (1900–1973), deutsche Politikerin (SPD), MdB
- Hübert, Elisabeth (* 1987), deutsche Musicaldarstellerin
- Hubert, Emil (1887–1945), deutscher Chemiker
- Hubert, Ernest (1899–1988), Schweizer Maler
- Hubert, Erwin (1883–1963), österreichischer Maler
- Hubert, Erwin (* 1951), deutscher Jurist, Richter am Bundesgerichtshof
- Hubert, Eva (* 1950), deutsche Kulturpolitikerin (GAL, Bündnis 90/Die Grünen), MdHB
- Hubert, Fred (* 1930), deutscher Science-Fiction-Autor in der DDR
- Hubert, Guy (* 1979), madagassischer Fußballspieler
- Hubert, Hans W. (* 1960), deutscher Kunsthistoriker und Hochschullehrer
- Hubert, Helmut (* 1937), deutscher Unternehmer
- Hubert, Henri (1872–1927), französischer Archäologe und Soziologe
- Hubert, Hubert (1882–1914), französischer Turner
- Hubert, Janet (* 1956), US-amerikanische Schauspielerin
- Hubert, Jean-Pierre (1941–2006), französischer Schriftsteller
- Hubert, Konrad (1507–1577), evangelischer Theologe, Kirchenlieddichter und Reformator
- Hubert, Laetitia (* 1974), französische Eiskunstläuferin
- Hubert, Mario (* 1980), deutscher Basketballspieler
- Hubert, Mathias (1892–1964), rumänischer Architekt
- Hubert, Mayo (* 1977), französischer Jazzmusiker
- Hubert, Nikolaus (1927–2015), deutscher Politiker (CDU), Bürgermeister und MdL Saarland
- Hubert, René (1895–1976), Schweizer Kostümbildner
- Hubert, Robert (1908–1978), französischer Filmarchitekt
- Hubert, Roger (1903–1964), französischer Kameramann
- Hubert, Samuel († 2024), französischer Jazzmusiker (Bass)
- Hubert, Werner (1896–1947), deutscher Eisenbahnfotograf
- Hubert, Yvonne (1895–1988), kanadische Pianistin und Musikpädagogin
- Huberti, Franz (1715–1789), deutscher Jesuit, Hochschulprofessor, Mathematiker und Astronom
- Huberts, Christian (* 1982), deutscher Autor
- Huberts, Wilhelm (1938–2022), österreichischer Fußballspieler
- Hubertus von Lüttich († 727), Bischof von Maastricht und Lüttich
- Hubertus, Jan (1920–1995), Schweizer Maler
- Hubertus, Johann von (1752–1828), deutsch-österreichischer Arzt
- Huberty, Ernst (1927–2023), luxemburgisch-deutscher Sportjournalist und Fernsehmoderator
- Huberty, James (1942–1984), US-amerikanischer Amokläufer
- Hubertz, Verena (* 1987), deutsche Politikerin (SPD), MdB, BundesministerinVerena Hubertz (* 1987)

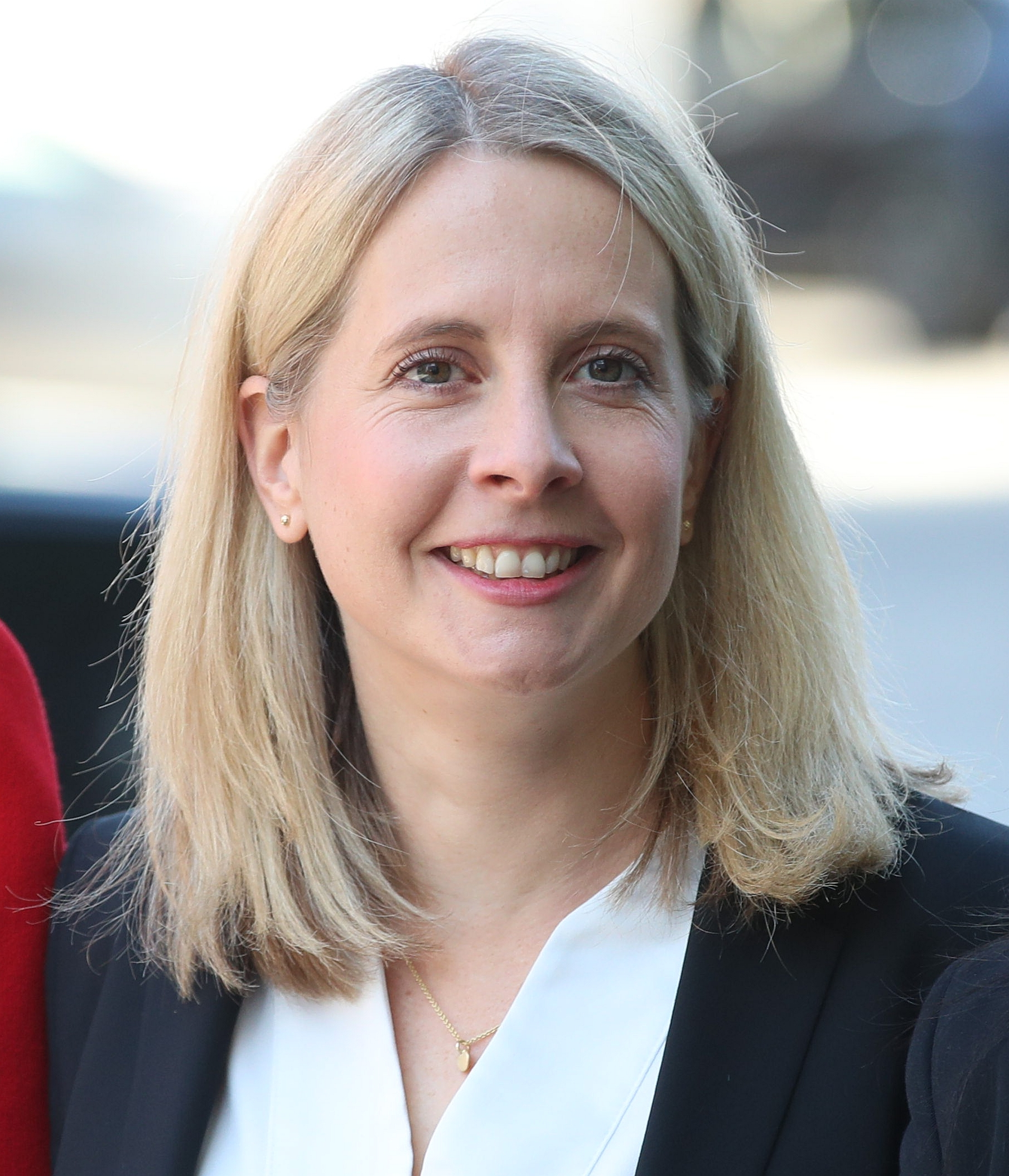
Verena Hubertz (* 1987)

#### Hubes
- Hubeş, Rozet (* 1959), türkische Schauspielerin

### Hubi
- Hubiak, Alica (* 1988), deutsche Schauspielerin
- Hubicki, Alfred von (1887–1971), österreichischer General
- Hubig, Christoph (* 1952), deutscher Philosoph
- Hubig, Hermann (1912–1999), deutscher SS-Mann und Nachrichtendienstmitarbeiter
- Hubig, Renate (* 1945), deutsche Fernsehansagerin und -moderatorin
- Hubig, Stefanie (* 1968), deutsche Politikerin (SPD)Stefanie Hubig (* 1968)

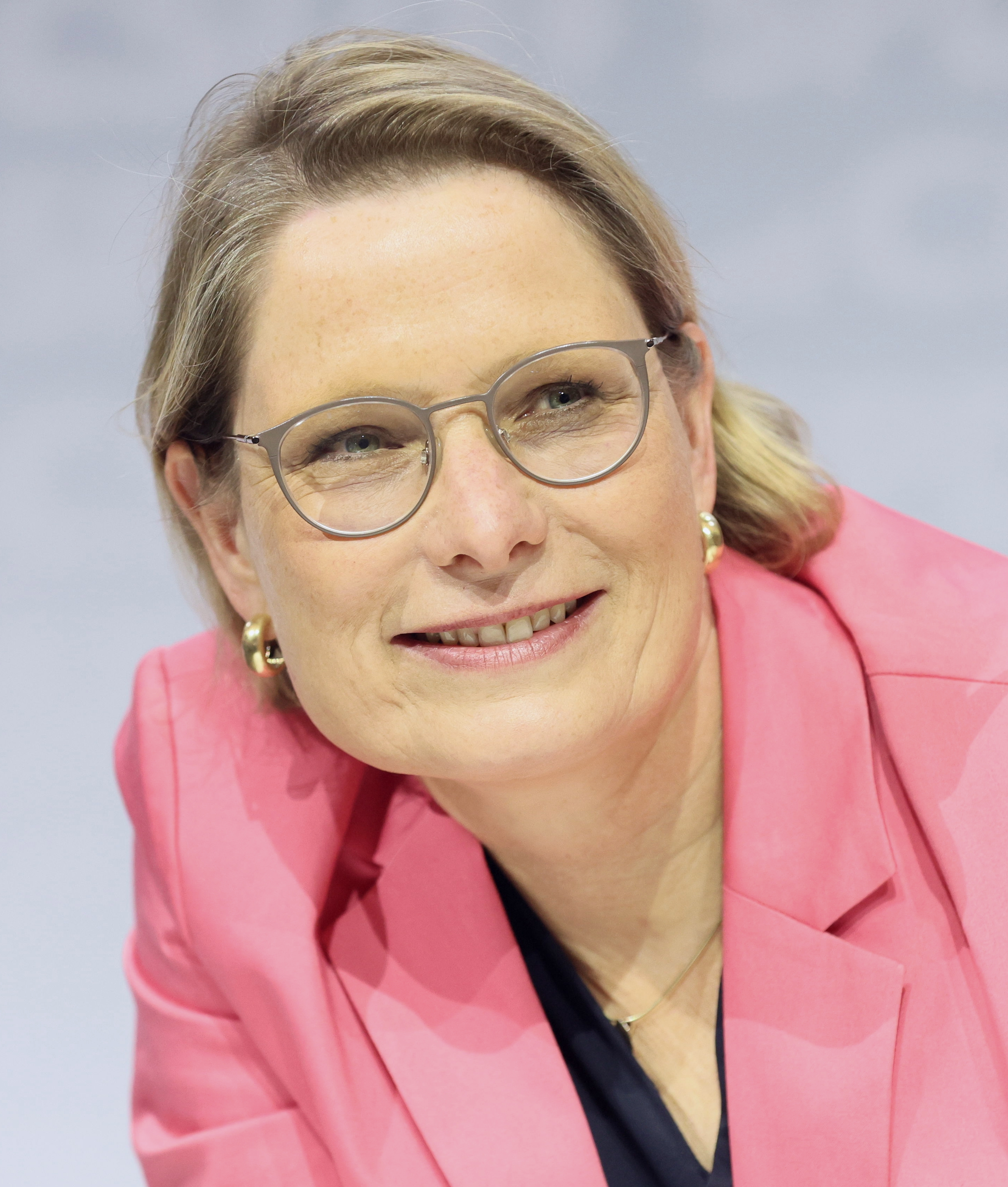
Stefanie Hubig (* 1968)

- Hubin, Georges (1863–1947), belgischer Politiker (Sozialist)
- Hubinek, Marga (1926–2016), österreichische Politikerin (ÖVP), Landtagsabgeordnete
- Hübinger, Anette (* 1955), deutsche Politikerin (CDU), MdB
- Hubinger, Anne (* 1993), deutsche Handballspielerin
- Hubinger, Eva (* 1993), österreichische Nordische Kombiniererin
- Hübinger, Gangolf (* 1950), deutscher Historiker
- Hübinger, Jutta (1912–1991), deutsche Schriftstellerin
- Hubinger, Karl (1911–1990), österreichischer Politiker (ÖVP), Landtagsabgeordneter
- Hübinger, Paul Egon (1911–1987), deutscher Historiker
- Hubinger, Sandra (* 1974), österreichische Lyrikerin
- Hubinon, Victor (1924–1979), belgischer Comiczeichner
- Hubinská, Jana (* 1964), slowakische Schauspielerin

### Hubk
- Hubka, Diane (* 1957), amerikanische Jazzmusikerin (Gesang, Gitarre)
- Hubkina, Ljudmila (* 1973), belarussische Hammerwerferin

### Hubl
- Hübl, Albert (1867–1931), österreichischer Benediktiner und Historiker
- Hübl, Arthur von (1853–1932), österreichischer Feldmarschallleutnant, Kartograf und Chemiker
- Hubl, Bruno (* 1947), österreichischer Geistlicher, Prälat und 67. Abt des Benediktinerstiftes Admont
- Hübl, Hanns (1898–1967), österreichischer Maler und Zeichner
- Hübl, Jaroslav (* 1982), tschechischer Eishockeytorwart
- Hübl, Johannes (* 1960), österreichischer Forstingenieur und Hochschullehrer
- Hübl, Leo (1913–2001), deutscher Verwaltungsjurist
- Hübl, Lothar (* 1941), deutscher Wirtschaftswissenschaftler und Rektor der Leibniz Universität Hannover (1973–1974)
- Hübl, Philipp (* 1975), deutscher Philosoph und AutorPhilipp Hübl (* 1975)

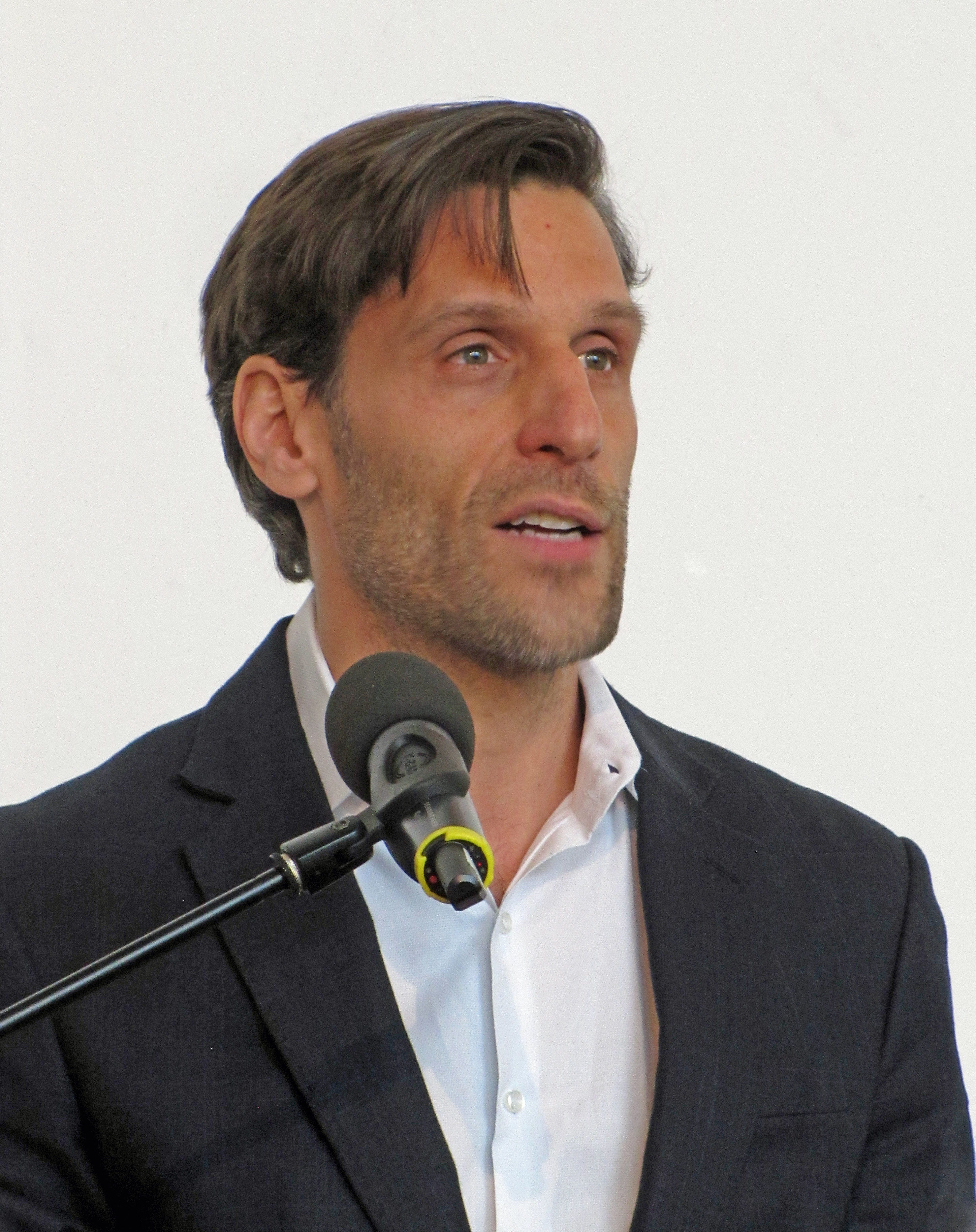
Philipp Hübl (* 1975)

- Hubl, Raymund († 1801), Abt von Stift Tepl
- Hübler, Alfred (1957–2018), deutscher Physiker
- Hübler, Anna (1876–1923), deutsche Sozialdemokratin und Abgeordnete der Weimarer Nationalversammlung
- Hübler, Anna (1885–1976), deutsche Eiskunstläufer
- Hübler, Balthasar (1788–1866), deutscher Politiker, Bürgermeister von Dresden und Mitglied des Sächsischen Landtags
- Hübler, Carl Heinrich (1822–1893), deutscher Hornist und Komponist
- Hübler, Gerhard (1919–1999), deutscher Fußballspieler
- Hübler, Jens (* 1961), deutscher Sprinter
- Hubler, Johannes (1816–1858), Schweizer Politiker
- Hübler, Karl-Hermann (1933–2025), deutscher Raumplaner
- Hübler, Karlheinz (* 1971), österreichischer Fußballspieler und Trainer
- Hübler, Michael (* 1962), deutscher Herzchirurg
- Hübler, Olaf (* 1944), deutscher Wirtschaftswissenschaftler
- Hübler, Rolf (1956–2013), deutscher Endurosportler
- Hübler, Rudolf (1886–1965), österreichischer Politiker (GDVP)
- Hübler-Kahla, Johann Alexander (1902–1965), deutsch-österreichischer Filmregisseur, Drehbuchautor und Filmproduzent
- Hubley, Edward Burd (1792–1856), US-amerikanischer Politiker
- Hubley, Faith (1924–2001), US-amerikanische Regisseurin, Produzentin und Drehbuchautorin von Trickfilmen
- Hubley, John (1914–1977), US-amerikanischer Zeichentrickfilmer, Regisseur und Zeichner
- Hubley, Season (* 1951), US-amerikanische Schauspielerin
- Hublin, Jean-Jacques (* 1953), französischer Anthropologe
- Hublitz, Sofia (* 1999), US-amerikanische Schauspielerin
- Hublitz, Werner (1926–2004), deutscher Politiker (CDU)

### Hubm
- Hubmaier, Balthasar († 1528), Täuferpersönlichkeit der ReformationszeitBalthasar Hubmaier († 1528)

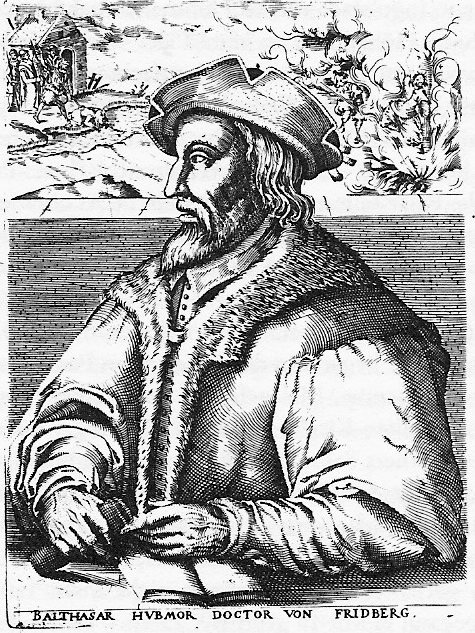
Balthasar Hubmaier († 1528)

- Hubmann, Bernhard (* 1961), österreichischer Paläontologe
- Hubmann, Clemens (* 2001), österreichischer Fußballspieler
- Hubmann, Daniel (* 1983), Schweizer Orientierungsläufer
- Hubmann, Franz (1914–2007), österreichischer Fotograf und Fotojournalist
- Hubmann, Georg (1881–1964), österreichischer Politiker (SdP), Abgeordneter zum Nationalrat, Mitglied des Bundesrates
- Hubmann, Gottfried (* 1969), österreichischer Musiker, Musikpädagoge, Verleger, Komponist und Arrangeur
- Hubmann, Hanns (1910–1996), deutscher Fotograf und Fotojournalist
- Hubmann, Heinrich (1915–1989), deutscher Jurist und Hochschullehrer
- Hubmann, Johann Georg (1804–1867), deutscher Pädagoge, Philologe und Chronist
- Hubmann, Klaus (* 1959), österreichischer Musikwissenschaftler und Fagottist
- Hubmann, Vreni (* 1944), Schweizer Politikerin (SP)
- Hubmann, Walter (1928–2015), deutscher Apotheker
- Hubmann, Walter (1958–2020), österreichischer Skitrainer
- Hubmer, Georg (1755–1833), österreichischer Forstwirt und Holzhändler
- Hubmer-Mogg, Maria (* 1982), österreichische Medizinerin, Kräuterpädagogin und Polit-AktivistinMaria Hubmer-Mogg (* 1982)

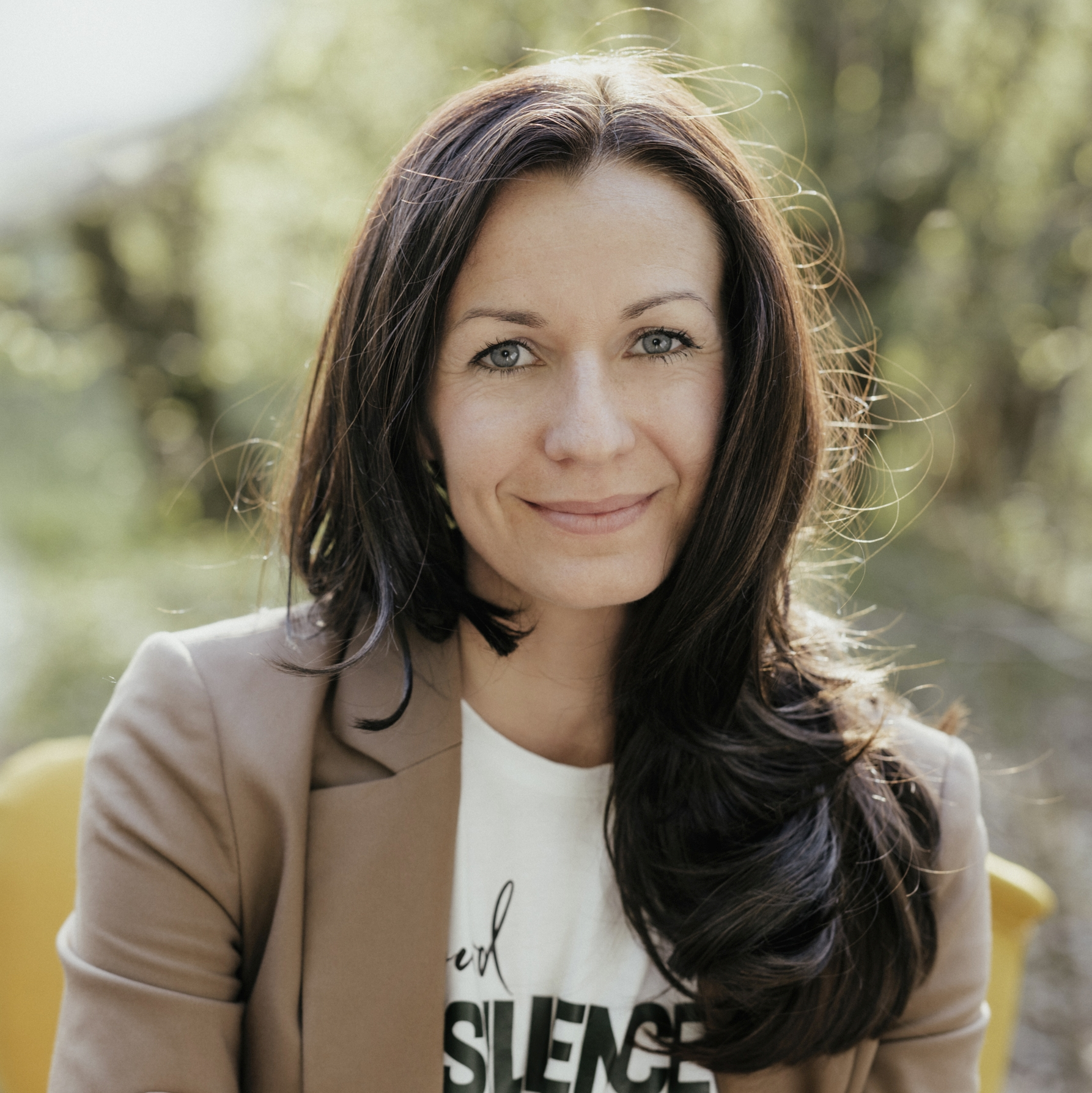
Maria Hubmer-Mogg (* 1982)

### Hubn
- Hübner Bezanilla, Jorge (1892–1964), chilenischer Dichter und Diplomat
- Hübner von Holst, Johan (1881–1945), schwedischer Sportschütze
- Hübner, Abbi (1933–2021), deutscher Jazzmusiker und Autor
- Hübner, Achim (1929–2014), deutscher Schauspieler und Regisseur
- Hübner, Alexander von (1811–1892), österreichischer Diplomat
- Hübner, Alfred (1899–1952), deutscher Germanist und Philologe
- Hübner, Andrea (* 1957), deutsche Schwimmerin
- Hübner, Angela (* 1961), deutsche Pädiaterin, Endokrinologin und Hochschullehrerin
- Hübner, Anneliese (* 1946), deutsche Autorin
- Hübner, Annemarie (1908–1996), deutsche Germanistin und Niederlandistin
- Hübner, Anton (1793–1869), deutscher Verwaltungsbeamter und Politiker
- Hübner, Arno (1893–1973), deutscher Verwaltungsjurist
- Hübner, Arthur (1878–1934), deutscher Psychiater
- Hübner, Arthur (1885–1937), deutscher Germanist und Hochschullehrer
- Hübner, August (1801–1871), preußischer Obertribunalrat
- Hübner, Barbara (* 1942), deutsche Politikerin (SPD), MdL
- Hübner, Beate (* 1955), deutsche Politikerin (CDU), MdA
- Hübner, Benedikt (* 1979), deutscher Kontrabassspieler
- Hübner, Benjamin (* 1989), deutscher Fußballspieler
- Hübner, Bernd (* 1947), deutscher Leichtathlet, Marathonläufer und Deutscher Vizemeister im Ruderachter
- Hübner, Björn (* 1986), deutscher Säbelfechter
- Hübner, Bruno (1899–1983), deutscher Schauspieler
- Hübner, Bruno (* 1961), deutscher Fußballspieler und -funktionärBruno Hübner (* 1961)

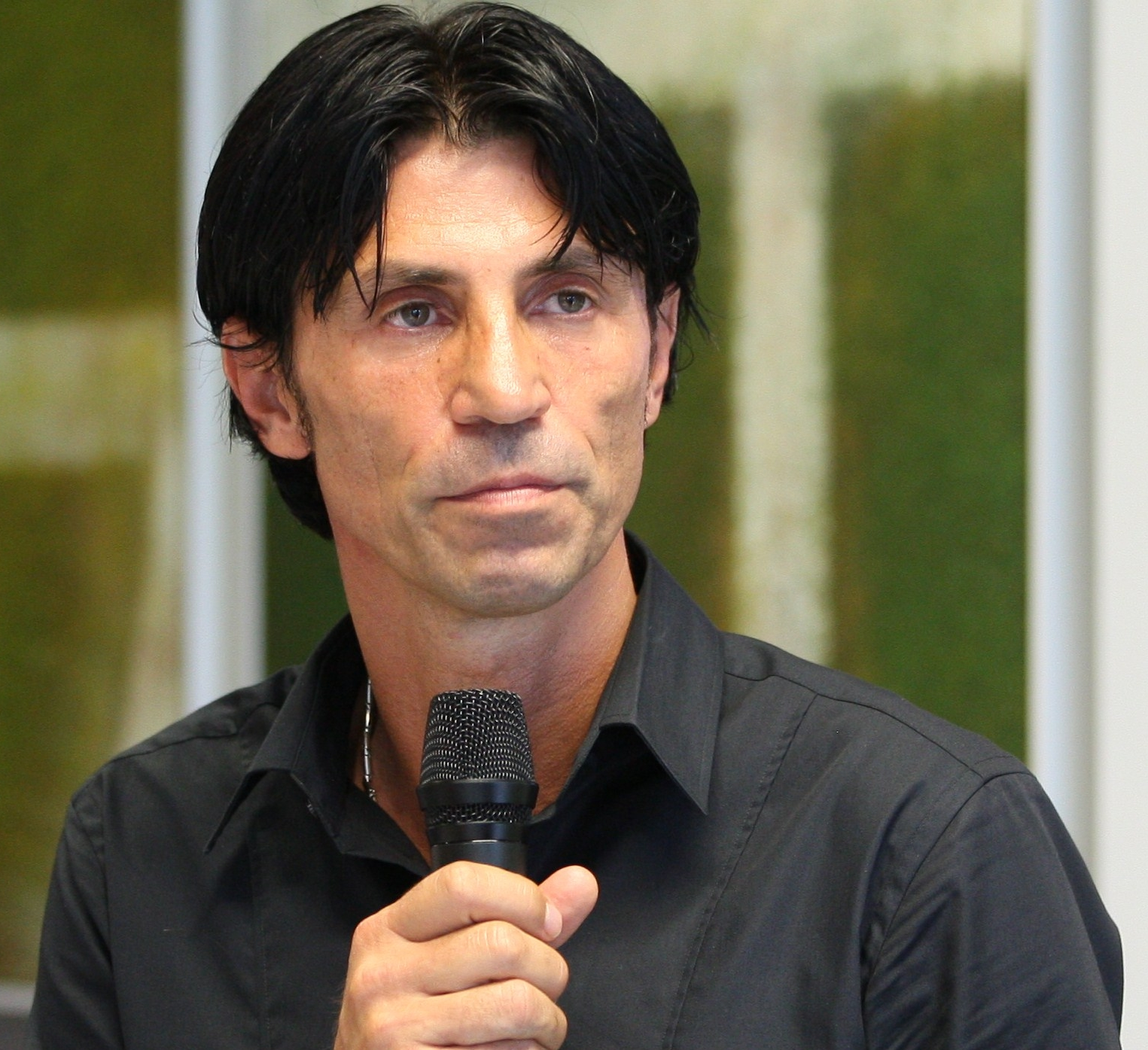
Bruno Hübner (* 1961)

- Hübner, Carl Adolf (1739–1824), deutscher Stadtschreiber und Kanzleidirektor
- Hübner, Carl Wilhelm (1814–1879), deutscher Genre- und Landschaftsmaler der Romantik und des Realismus
- Hübner, Carolin (* 2004), deutsche Handballspielerin
- Hübner, Carsten (* 1969), deutscher Politiker (PDS), MdB
- Hübner, Charly (* 1972), deutscher Theater-, Film- und FernsehschauspielerCharly Hübner (* 1972)

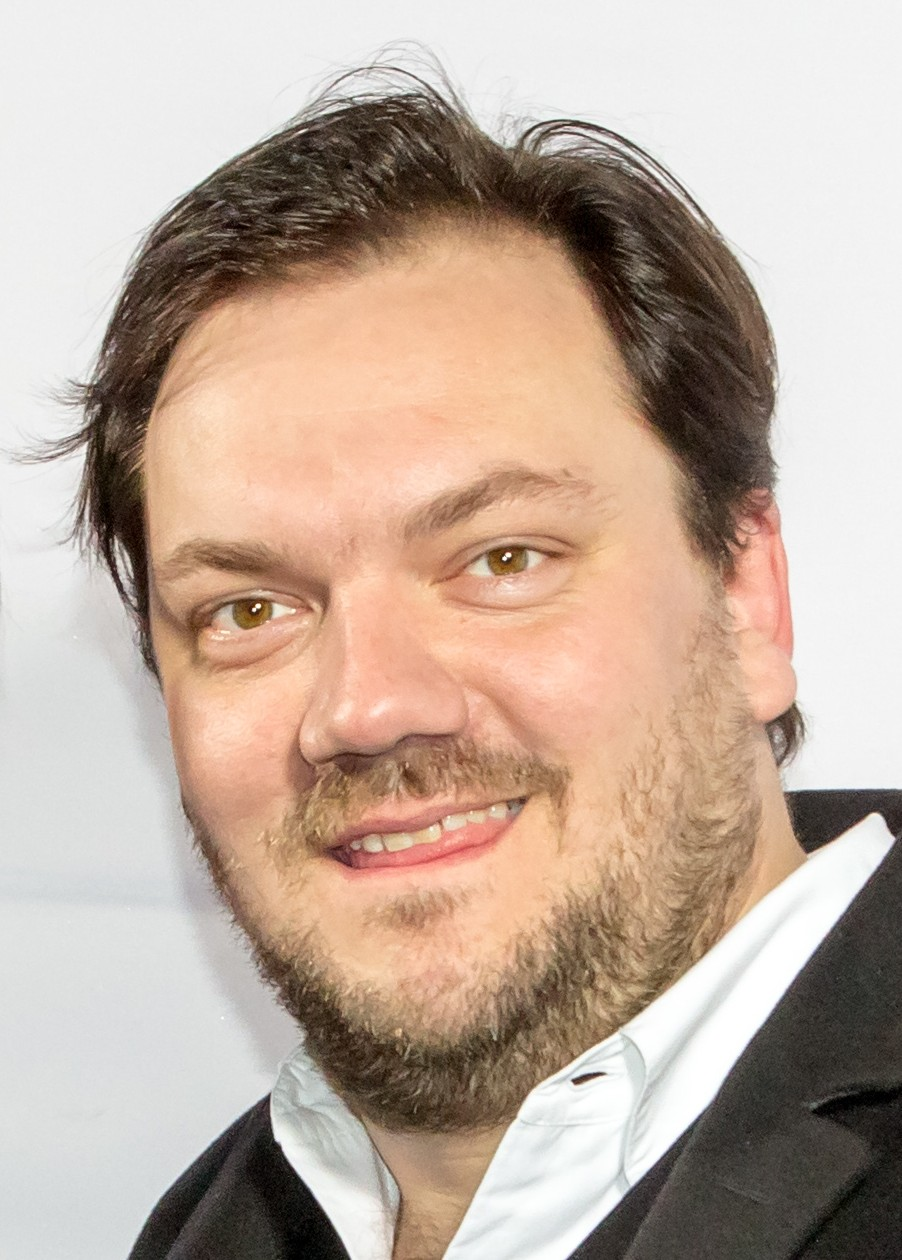
Charly Hübner (* 1972)

- Hübner, Christian (* 1968), deutscher Physiker und Hochschullehrer
- Hübner, Christian (* 1977), deutscher Opernsänger (Bass)
- Hübner, Christian Gotthelf (1772–1808), deutscher Jurist und Hochschullehrer
- Hübner, Christoph (* 1948), deutscher Filmemacher, Autor und Produzent
- Hübner, Christopher (* 1986), deutscher Fußballspieler
- Hübner, Clara (1841–1876), deutsche Kinderdarstellerin und Theaterschauspielerin
- Hübner, Danuta (* 1948), polnische Ökonomin und Politikerin, MdEP, EU-Kommissarin
- Hübner, Dario (* 1967), italienischer Fußballspieler
- Hübner, Detlef (* 1954), deutscher Unternehmer und Autorennfahrer
- Hübner, Dietmar (* 1968), deutscher Philosoph, Autor und Komponist
- Hübner, Dirk (* 1976), deutscher Maschinenbauingenieur und Hochschullehrer
- Hübner, Eberhard (* 1945), deutscher Badmintonspieler
- Hübner, Eberhard Friedrich (1763–1799), deutscher Lyriker und Erzähler
- Hübner, Eckart (* 1960), deutscher Fagottist, Dirigent und Hochschullehrer
- Hübner, Eckhard (* 1953), deutscher Osteuropahistoriker und Bibliothekar
- Hübner, Eduard (1842–1924), deutscher Maler, Bildhauer und Plakatkünstler
- Hübner, Edward (* 1988), deutscher Rennfahrer
- Hübner, Eloain Lovis (* 1993), deutsche Person, die in den Bereichen Komposition Neuer Musik, Musiktheater, Lehre und Kulturpolitik tätig ist
- Hübner, Emil (1834–1901), deutscher klassischer Philologe und Epigraphiker
- Hübner, Emil (1862–1943), deutscher Politiker und Widerstandskämpfer gegen den Nationalsozialismus
- Hübner, Emil (1944–2004), deutscher Politikwissenschaftler und Hochschullehrer
- Hübner, Emma (1904–1985), deutsche Malerin und Illustratorin
- Hübner, Erich (1917–1985), deutscher Kirchenmusiker
- Hübner, Ernst (1840–1905), deutscher Ingenieur und Unternehmer
- Hübner, Florian (* 1991), deutscher Fußballspieler
- Hübner, Frank (* 1950), deutscher Segler
- Hübner, Franz (1840–1914), deutscher Missionar und Bischof der Neuapostolischen Kirche
- Hübner, Friedrich (* 1905), deutscher Landrat
- Hübner, Friedrich (1911–1991), deutscher evangelischer Theologe, Missionar, Pastor und Kirchenfunktionär
- Hübner, Fritz (1933–2000), deutscher Opernsänger (Bass)
- Hübner, Gert (1962–2016), deutscher Germanist
- Hübner, Gregor (* 1967), deutscher Komponist, Violinist und Pianist
- Hübner, Gustav (* 1920), deutscher Bergmann, MdV, Nationalpreisträger
- Hübner, Hans (1837–1884), deutscher Chemiker
- Hübner, Hans (1930–2013), deutscher evangelischer Theologe
- Hübner, Hans (1937–2021), deutscher Kulturwissenschaftler und Autor
- Hübner, Hans (* 1942), deutscher General
- Hübner, Hans Heinrich (* 1968), deutscher Hacker
- Hübner, Hans-Dieter (* 1942), deutscher Sprinter und Militärhistoriker
- Hübner, Hans-Peter (* 1961), deutscher Jurist im Kirchendienst
- Hübner, Heico (* 1968), deutscher Offizier, Brigadegeneral des Heeres der BundeswehrHeico Hübner (* 1968)

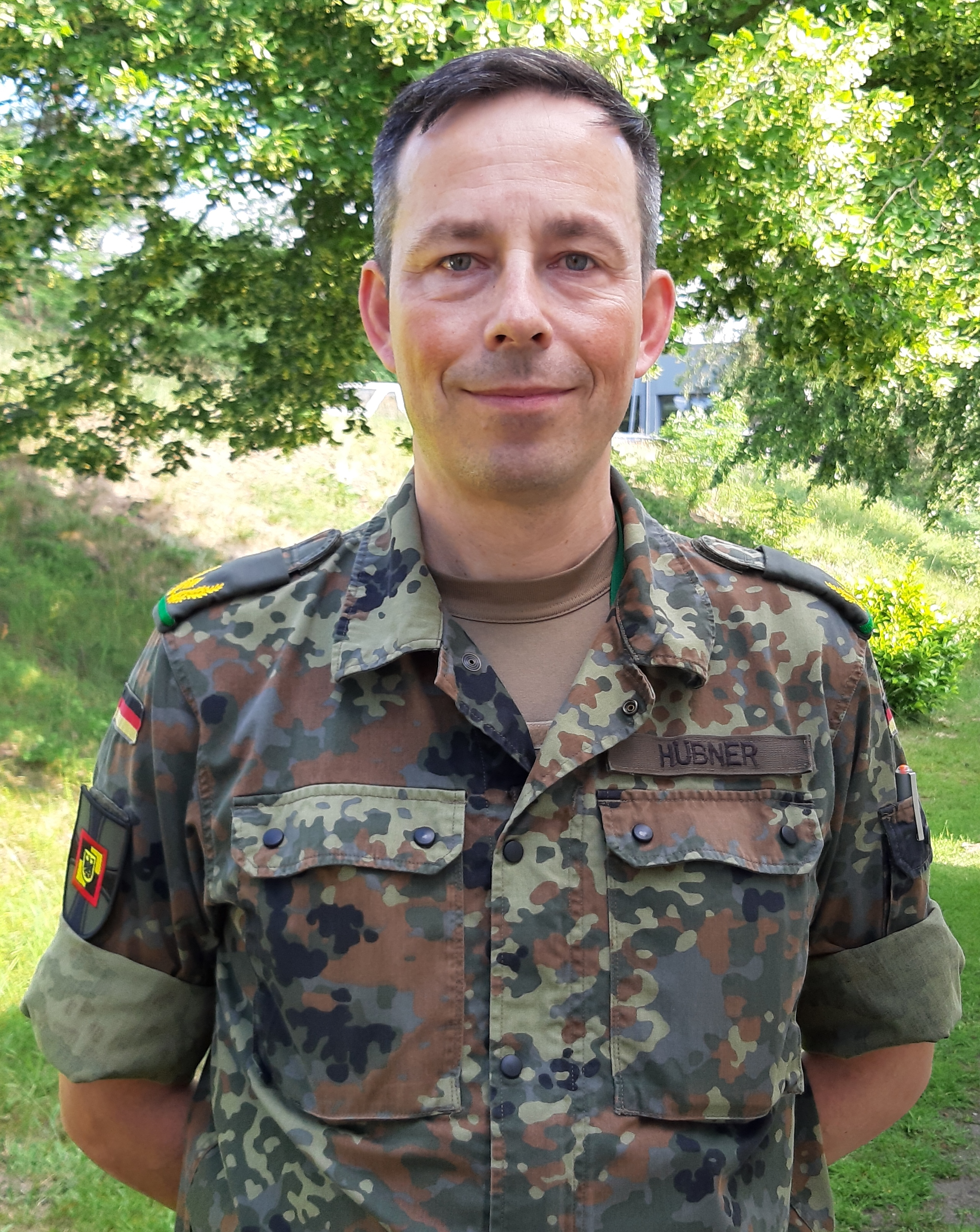
Heico Hübner (* 1968)

- Hübner, Heinrich (1869–1945), deutscher Zeichner, Grafiker und Maler
- Hübner, Heinz (1914–2006), deutscher Rechtswissenschaftler
- Hübner, Heinz (* 1952), deutscher Politiker (FDP), MdB
- Hübner, Heinz Werner (1921–2005), deutscher Journalist
- Hübner, Herbert (1889–1972), deutscher Schauspieler
- Hübner, Herbert (1902–1982), deutscher SS-Führer und verurteilter Kriegsverbrecher
- Hübner, Herbert (1903–1989), deutscher Rundfunkredakteur
- Hübner, Hermann (* 1953), deutscher Kommunalpolitiker (CSU)
- Hübner, Holger (* 1963), deutscher Schauspieler
- Hübner, Horst (1936–2009), deutscher Autor von Heftromanen, Journalist, Übersetzer und Lektor
- Hübner, Horst (* 1952), deutscher Sportsoziologe und Hochschullehrer
- Hübner, Hugo (1882–1938), deutscher Flugpionier
- Hübner, Isabella (* 1966), deutsche SchauspielerinIsabella Hübner (* 1966)

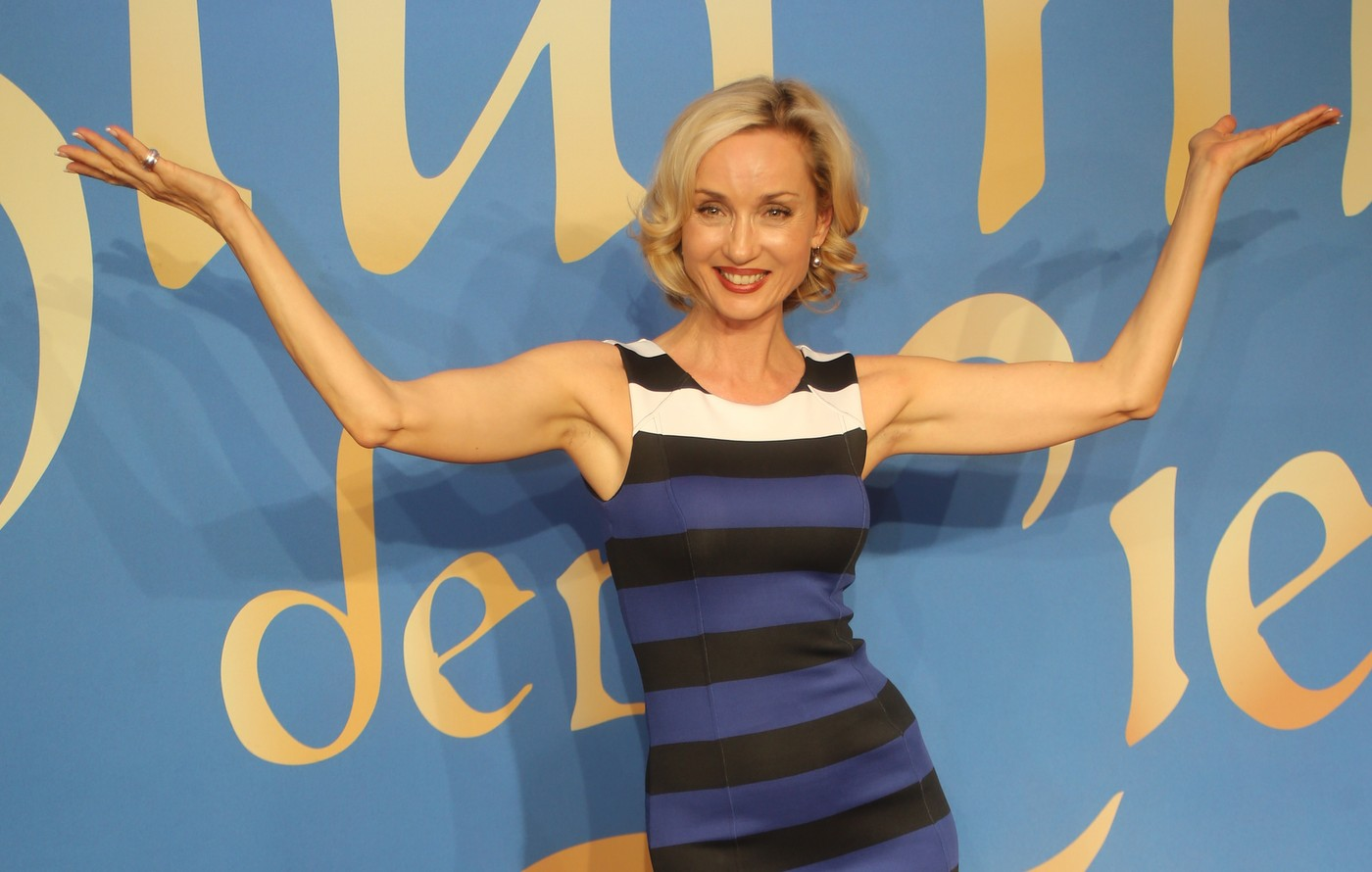
Isabella Hübner (* 1966)

- Hübner, Ivonne (* 1977), deutsche Autorin und Bildende Künstlerin
- Hübner, Jacob (1761–1826), deutscher Entomologe
- Hübner, Jakob (* 1859), deutscher Opernsänger (Tenor)
- Hübner, Jehudith (1921–2023), österreichische Holocaust-Überlebende, israelische Beamtin, Diplomatin und Politikerin
- Hübner, Joachim (1565–1614), brandenburgisch-dänischer Hofrat
- Hübner, Joachim (1945–2014), deutscher Musiker
- Hübner, Johann (1668–1731), deutscher Schulschriftsteller und Lehrer
- Hübner, Johannes (1921–1977), deutscher Schriftsteller und Übersetzer
- Hübner, Johannes (1956–2025), österreichischer Politiker (FPÖ)
- Hübner, Johannes (* 1990), deutscher Basketballtrainer
- Hübner, Jörg (* 1962), deutscher evangelischer Theologe, Pfarrer und Publizist
- Hübner, Julius (1806–1882), deutscher Maler und GaleriedirektorJulius Hübner (1806–1882)

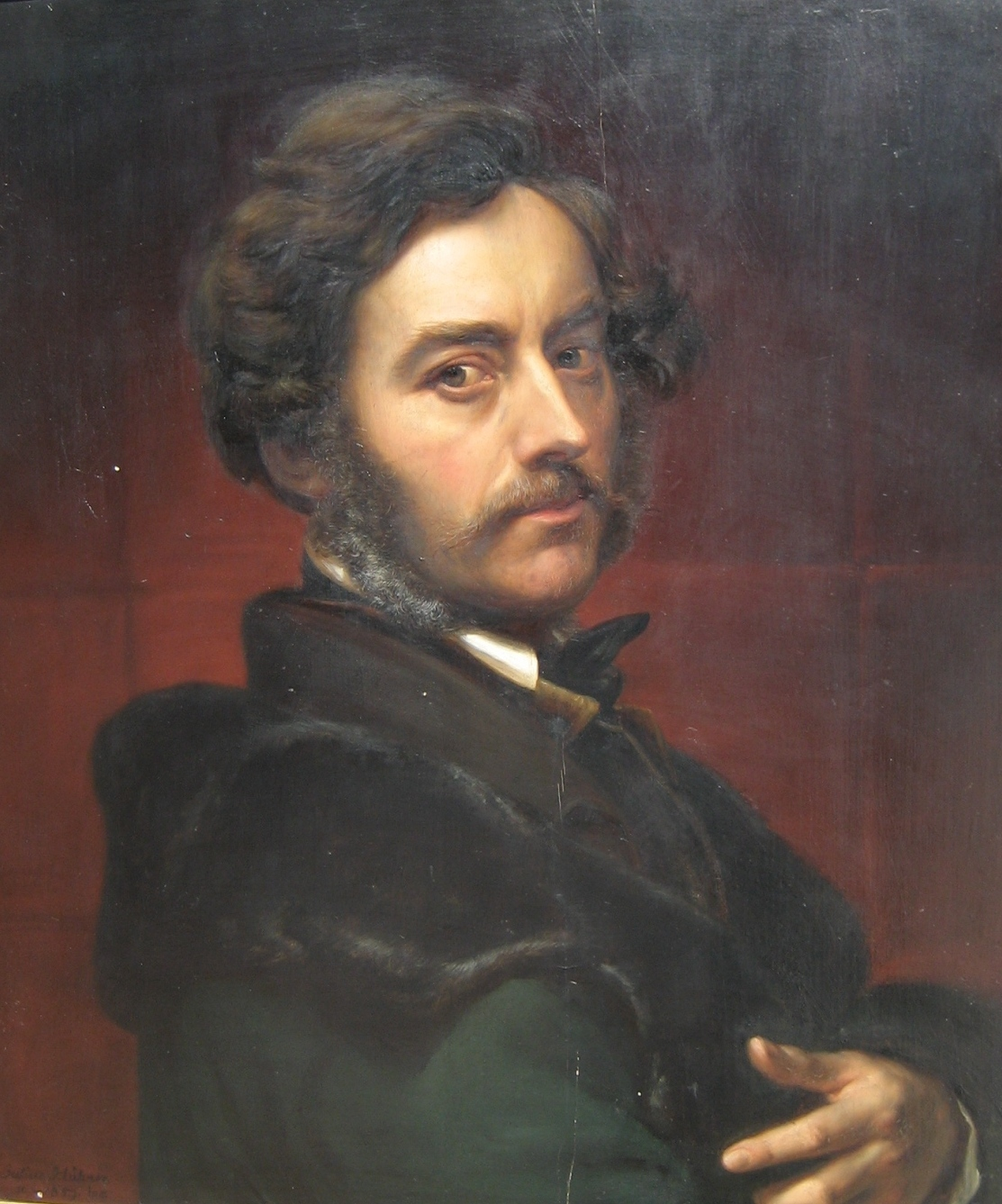
Julius Hübner (1806–1882)

- Hübner, Julius (1839–1878), deutscher Theaterschauspieler
- Hübner, Julius (1841–1874), deutscher Genre- und Porträtmaler der Düsseldorfer Schule
- Hübner, Jutta (* 1962), deutsche Medizinerin und Hochschullehrerin (Integrative Onkologie)
- Hübner, Karin (1936–2006), deutsche Schauspielerin
- Hübner, Karl (1897–1965), deutscher Politiker (FDP, FVP, FDV, CDU)
- Hübner, Karl (1902–1981), rumänischer Maler und Grafiker
- Hübner, Karl Hermann (1911–2005), deutscher Berghauptmann und Leiter des Oberbergamtes des Saarlandes
- Hübner, Klaas (* 1967), deutscher Politiker (SPD), MdB
- Hübner, Klaus (* 1924), deutscher Politiker (SPD), MdB und Polizeibeamter
- Hübner, Klaus (* 1949), deutscher Fußballspieler
- Hübner, Klaus-Dieter (1951–2017), deutscher Politiker (FDP)
- Hübner, Konrad (1884–1975), Präsident des Landgerichts Kassel
- Hübner, Kurt (1916–2007), deutscher Theaterregisseur, Schauspieler und Theaterintendant
- Hübner, Kurt (1921–2013), deutscher PhilosophKurt Hübner (1921–2013)

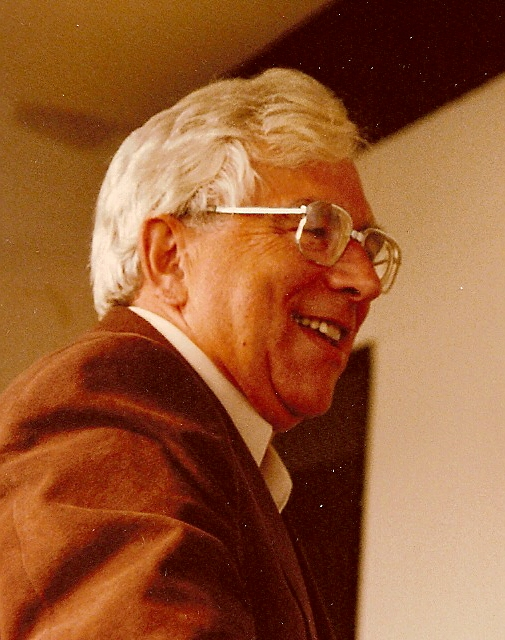
Kurt Hübner (1921–2013)

- Hübner, Kurt (* 1937), österreichischer Physiker
- Hübner, Leo (1919–1990), deutscher Basketballtrainer
- Hübner, Leonhard (* 1982), deutscher Rechtswissenschaftler
- Hübner, Lorenz (1751–1807), Geistlicher Rat, Publizist und Übersetzer
- Hübner, Lothar (* 1950), deutscher Fußballspieler
- Hübner, Lothar (1955–2022), deutscher Politiker (SPD), MdL
- Hübner, Lutz (* 1964), deutscher Dramatiker, Schauspieler und Regisseur
- Hübner, Marie (* 1969), deutsche Illustratorin
- Hübner, Maritta (1930–1989), deutsche Hörspielregisseurin und Sprecherin
- Hübner, Marta (1889–1969), deutsche Volkskomikerin, Schauspielerin und Chanteuse
- Hübner, Max (* 1927), deutscher FDGB-Funktionär, MdV
- Hübner, Michael (* 1953), deutscher Autor
- Hübner, Michael (1959–2024), deutscher RadrennfahrerMichael Hübner (1959–2024)

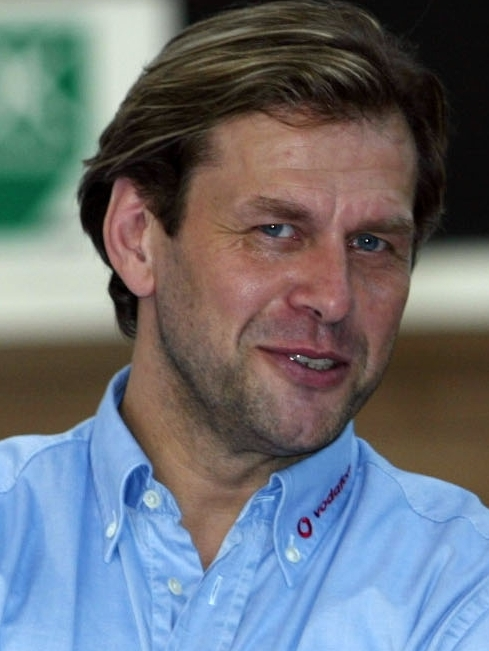
Michael Hübner (1959–2024)

- Hubner, Michael (* 1969), deutscher Fußballspieler und -trainer
- Hübner, Michael (* 1973), deutscher Politiker (SPD), MdL
- Hübner, Monica (* 1990), deutsche Skirennläuferin
- Hübner, Moritz (* 1997), deutscher Basketballspieler
- Hübner, Nico (* 1955), deutscher Wehrdienstverweigerer in der DDR
- Hübner, Niklas (* 2004), deutscher Eishockeyspieler
- Hübner, Oliver (* 1968), deutscher Autor, Blogger, Redakteur und Verleger
- Hübner, Otto (1818–1877), deutscher Statistiker und Volkswirt
- Hübner, Otto (1876–1952), deutscher Zahnarzt und Hochschullehrer
- Hübner, Paul (1915–2003), deutscher Maler, Lyriker und Schriftsteller
- Hübner, Pauline (1809–1895), Schwester und Ehefrau
- Hübner, Peter (1935–2002), deutscher Soziologe und Hochschullehrer
- Hübner, Peter (1938–2020), deutscher Tischtennisspieler
- Hübner, Peter (* 1944), deutscher Historiker
- Hübner, Petrus (1948–2022), österreichischer Geistlicher
- Hübner, Ralf (1933–2009), deutscher Fußballspieler
- Hübner, Ralf (* 1939), deutscher Jazzmusiker
- Hübner, Reinhard (1902–1989), deutscher Historiker und Pfarrer
- Hübner, Reinhard M. (* 1937), deutscher römisch-katholischer Theologe
- Hübner, Reinhold (1898–1965), deutscher Politiker (SPD), Mitglied der Stadtverordnetenversammlung von Groß-Berlin
- Hübner, Robert (1948–2025), deutscher SchachgroßmeisterRobert Hübner (1948–2025)

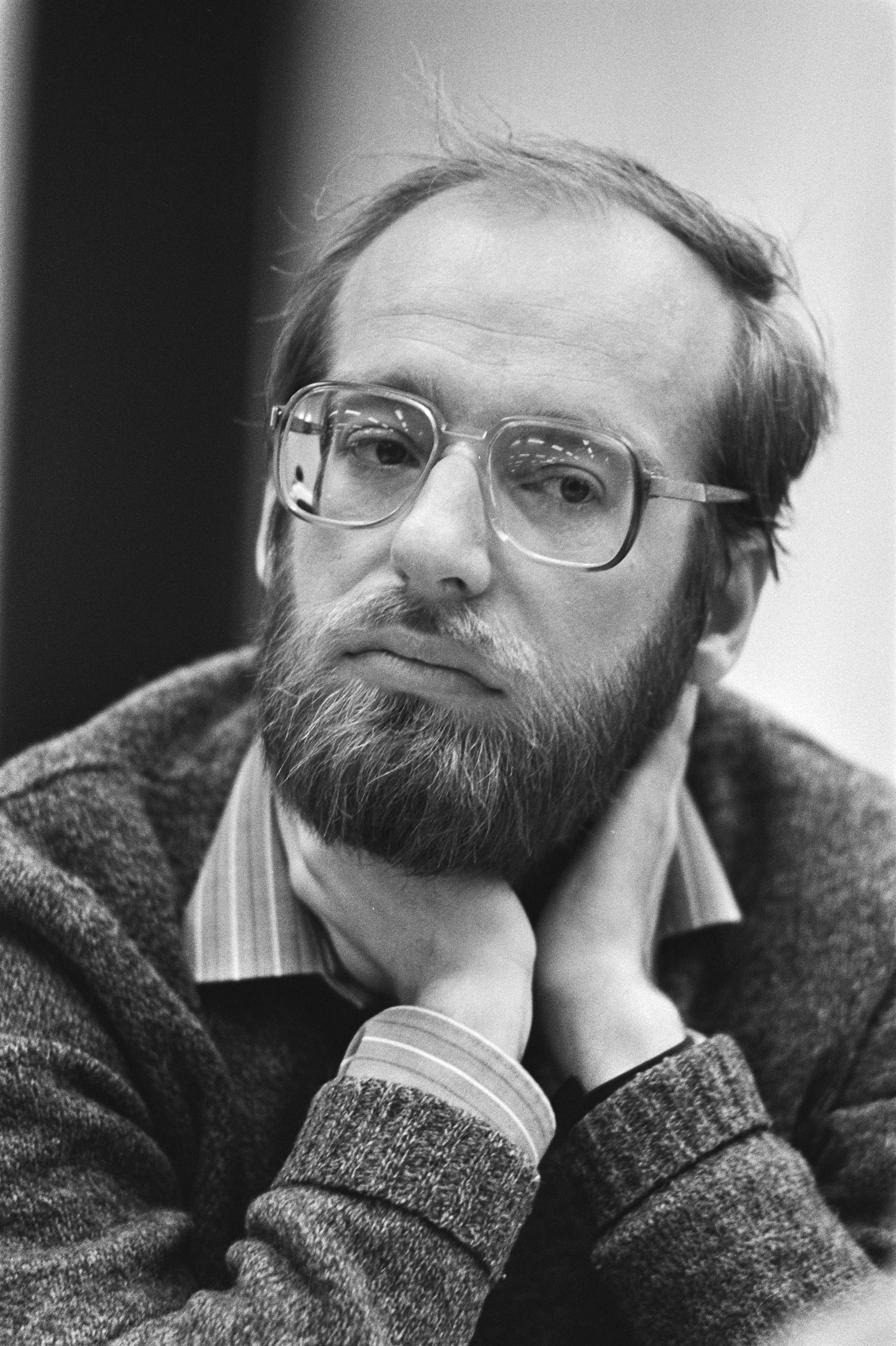
Robert Hübner (1948–2025)

- Hübner, Robert (* 1964), deutscher Moderator
- Hübner, Robert (* 1967), österreichischer Künstler
- Hübner, Roberta (* 1965), deutsche Juristin
- Hübner, Roger (* 1967), deutscher Designer und Schauspieler
- Hübner, Rolf (1908–1978), deutscher Pflanzenbauwissenschaftler
- Hübner, Ronald (* 1955), deutscher Psychologe, Hochschullehrer und Autor
- Hübner, Rudi (* 1986), deutscher Fußballspieler
- Hübner, Rudolf (1837–1904), deutscher Buchhändler
- Hübner, Rudolf (1864–1945), deutscher Rechtswissenschaftler und -historiker
- Hübner, Rudolf (* 1944), tschechoslowakischer Hochspringer
- Hübner, Sabine, deutsche Psychotherapeutin und Zenmeisterin
- Hübner, Sabine (* 1966), österreichische Vortragsrednerin und Sachbuch-Autorin
- Hübner, Sabine (* 1976), deutsche Althistorikerin
- Hübner, Sascha (* 1988), deutscher Bahnradfahrer
- Hübner, Sebastian (* 1964), deutscher Sänger (Tenor), Chorleiter und Hochschullehrer
- Hübner, Siegfried (1923–2017), deutscher römisch-katholischer Geistlicher und Dogmatiker
- Hübner, Siegfried F. (1923–2008), deutscher Schusswaffenexperte und Autor
- Hübner, Stefan (* 1975), deutscher Volleyball-NationalspielerStefan Hübner (* 1975)

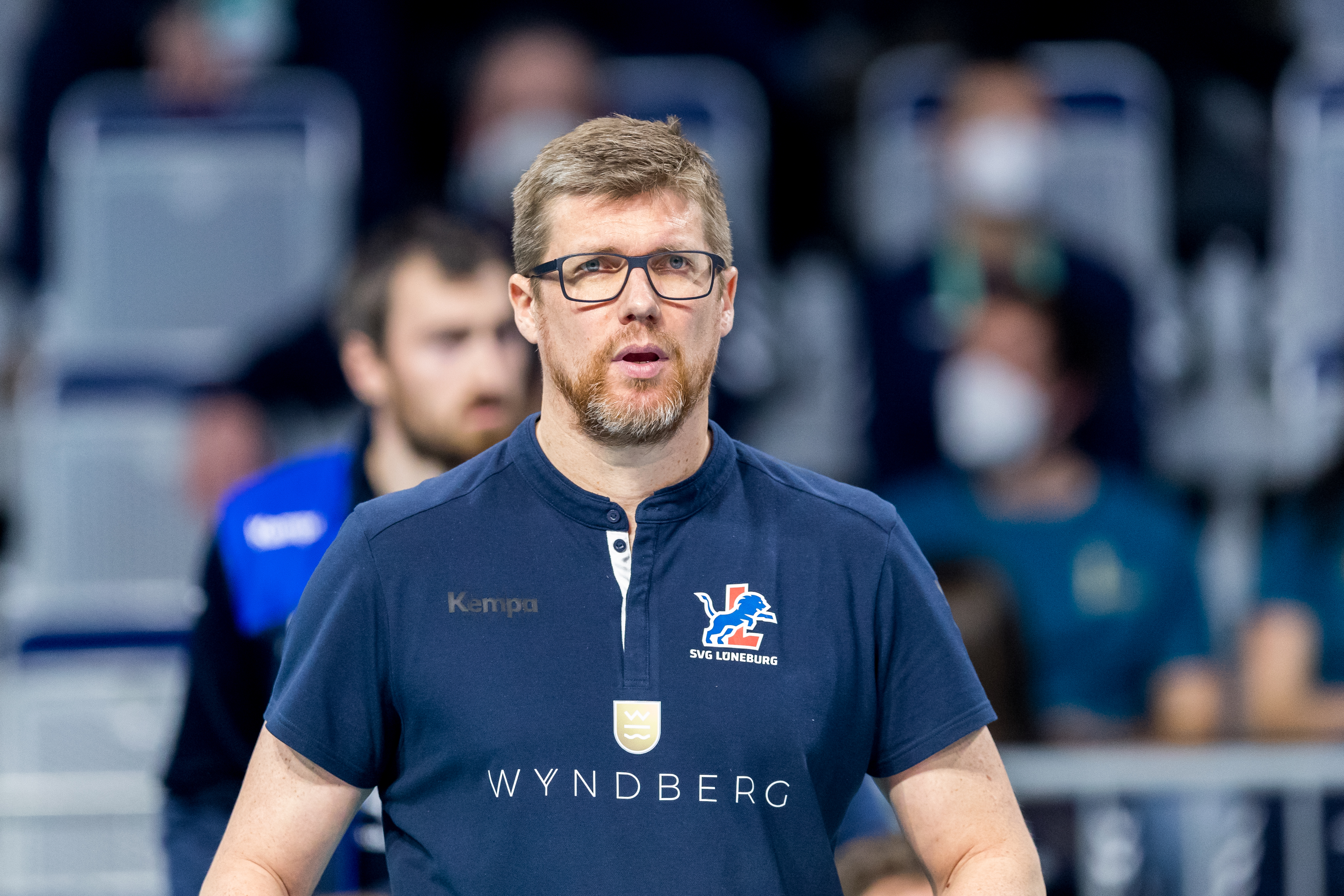
Stefan Hübner (* 1975)

- Hübner, Svenja (* 1996), deutsche Handballspielerin
- Hübner, Tobias (1578–1636), Kammer- und Justizrat des Fürsten Johann Kasimir (Anhalt-Dessau)
- Hübner, Ulrich (1872–1932), deutscher Maler des Impressionismus
- Hübner, Ulrich (1942–2008), deutscher Rechtswissenschaftler
- Hübner, Ulrich (* 1952), deutscher evangelisch-lutherischer Theologe, biblischer Archäologe
- Hübner, Ursula (* 1957), österreichische Künstlerin
- Hübner, Uwe (1951–2024), deutscher Autor
- Hübner, Uwe (* 1961), deutscher Radio- und Fernsehmoderator sowie JournalistUwe Hübner (* 1961)

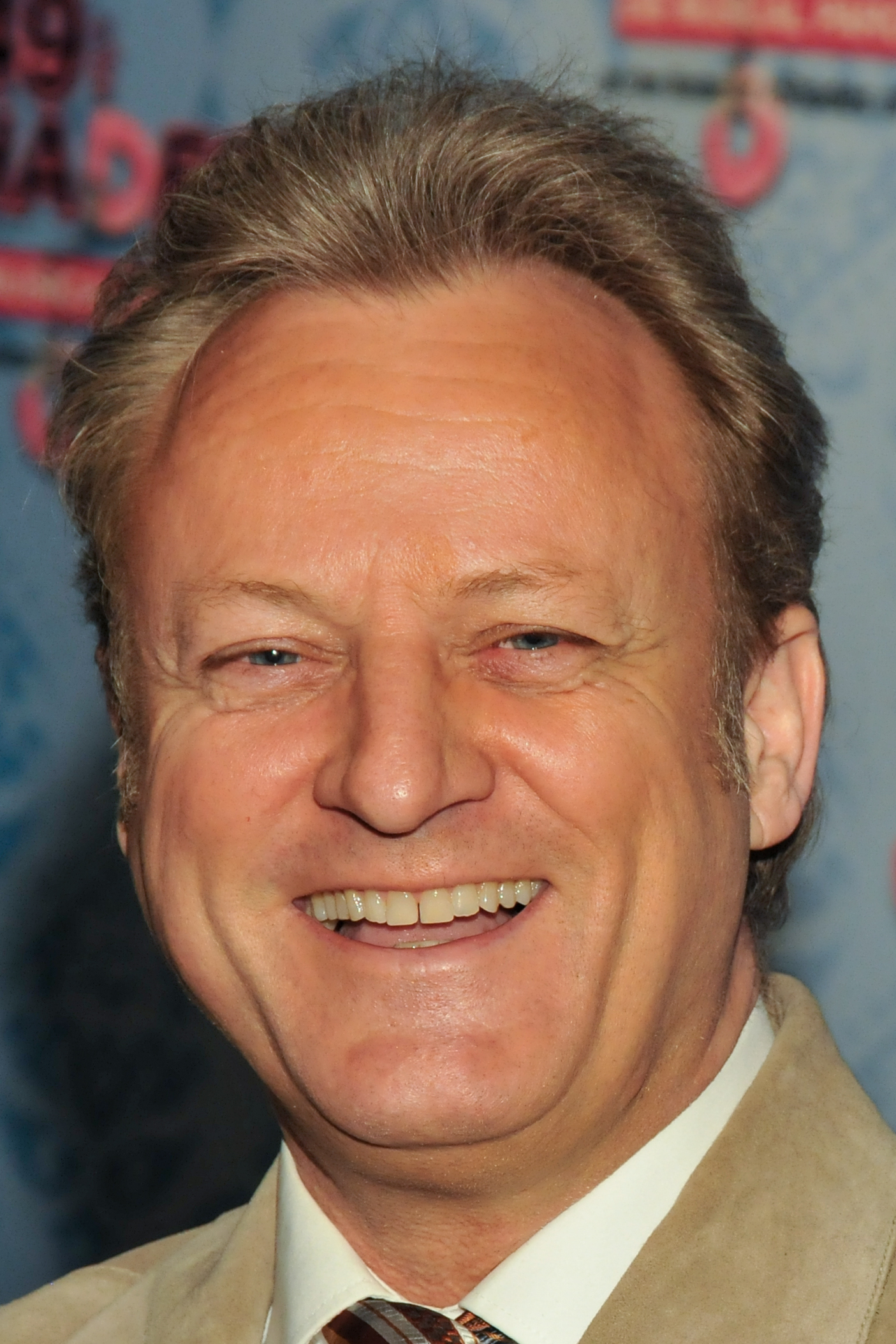
Uwe Hübner (* 1961)

- Hübner, Veit (* 1968), deutscher Kontrabassist
- Hübner, Walter (1884–1970), deutscher Anglist, Didaktiker und Hochschullehrer
- Hübner, Walter (1896–1965), deutscher Verwaltungsjurist, Landrat
- Hübner, Walter (1906–1969), deutscher SA-Führer, zuletzt im Rang eines SA-Oberführers
- Hübner, Werner (* 1931), deutscher Parteifunktionär (SED) und Generalmajor
- Hübner, Wilhelm (1915–2004), deutscher Komponist
- Hübner, Willi (1896–1979), deutscher Politiker (SPD)
- Hübner, Winfried (* 1948), deutscher Schauspieler
- Hübner, Wolfgang (1931–2017), deutscher Regisseur und Schauspieler
- Hübner, Wolfgang (* 1939), deutscher Klassischer Philologe
- Hübner, Wolfgang (* 1959), deutscher Journalist
- Hübner, Zygmunt (1930–1989), polnischer Theaterregisseur und Intendant
- Hübner-Ochodlo, André (* 1963), deutscher Theaterregisseur und Chansonnier
- Hubník, Roman (* 1984), tschechischer Fußballspieler

### Hubo
- Hubočan, Tomáš (* 1985), slowakischer Fußballspieler
- Hubold, Gerd (* 1950), deutscher Meeres- und Fischereibiologe
- Hubor, Christian (* 1990), deutscher Basketballspieler
- Hübotter, Franz (1881–1967), deutscher Arzt, Sinologe und Medizinhistoriker
- Hübotter, Klaus (1930–2022), deutscher Bauunternehmer, Autor und MäzenKlaus Hübotter (1930–2022)

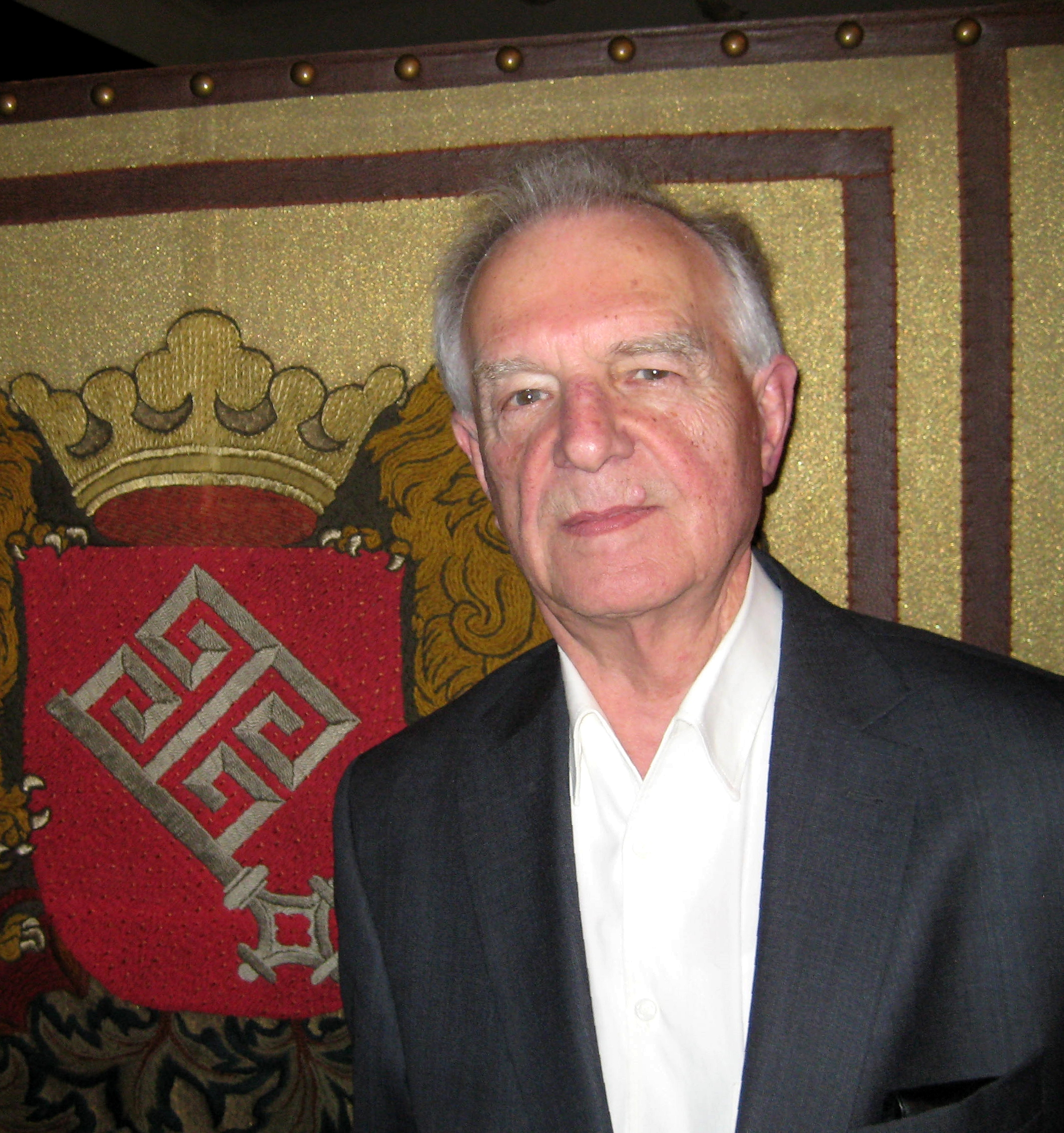
Klaus Hübotter (1930–2022)

- Hübotter, Peter (1928–2002), deutscher Architekt
- Hübotter, Wilhelm (1895–1976), deutscher Garten- und Landschaftsarchitekt

### Hubr
- Hubrecht, Ambrosius (1853–1915), niederländischer Zoologe
- Hubrecht, Bramine (1855–1913), niederländische Malerin
- Hubrich, Alfred (1852–1925), deutscher Landwirt und Politiker (Zentrum), MdR
- Hubrich, Cordula (* 1937), deutsche Schauspielerin
- Hubrich, Eugen (1885–1963), deutscher Heimatdichter und NSDAP-Funktionär
- Hubrich, Friedrich Wilhelm (1867–1925), deutscher Postbeamter und Politiker (FVP), MdR
- Hubrich, Gotthard (1930–1990), deutscher Generalmajor der Deutschen Volkspolizei
- Hubrich, Markus (* 1963), neuseeländischer Skirennläufer
- Hubrich, Matthias (* 1966), neuseeländischer Skirennläufer
- Hubrich, Paul (1869–1948), deutscher Bildhauer
- Hubrich, Shara (* 1997), deutsche Karateka
- Hubrich, Theodor (1919–1992), römisch-katholischer deutscher Bischof und Generalvikar
- Hubrich, Werner (1934–2019), deutscher Politiker (DDR-CDU, CDU); MdL
- Hubrig, Ernst Christian von (1685–1741), schlesischer Ratsherr, Stadtkämmerer, Rats- und Schöffenältester, Kommissar und kaiserlicher Kommerzienrat
- Hubrig, Hans (1924–1982), deutscher Unternehmer und Politiker (CDU), MdL, MdB

### Hubs
- Hübsch, Carl Ludwig (* 1966), deutscher Jazz- und Improvisationsmusiker
- Hübsch, Eduard (1833–1894), österreichisch-ungarischer Geiger, Dirigent und Komponist
- Hübsch, Erner (1858–1925), deutscher Stummfilmschauspieler
- Hübsch, Gerbert (* 1939), deutscher Bundesrichter
- Hübsch, Hadayatullah (1946–2011), deutscher Schriftsteller und Aktivist der 68er-Bewegung
- Hübsch, Hedwig, Opernsängerin (Sopran)
- Hübsch, Heinrich (1795–1863), deutscher Architekt, großherzoglich badischer Baubeamter
- Hübsch, Hermann (1901–1995), deutscher Maler, Grafiker und Bildhauer
- Hübsch, Horst (1952–2001), deutscher Künstler
- Hübsch, Kaspar (1582–1643), Bürgermeister in Bautzen
- Hübsch, Khola Maryam (* 1980), deutsche Journalistin und PublizistinKhola Maryam Hübsch (* 1980)

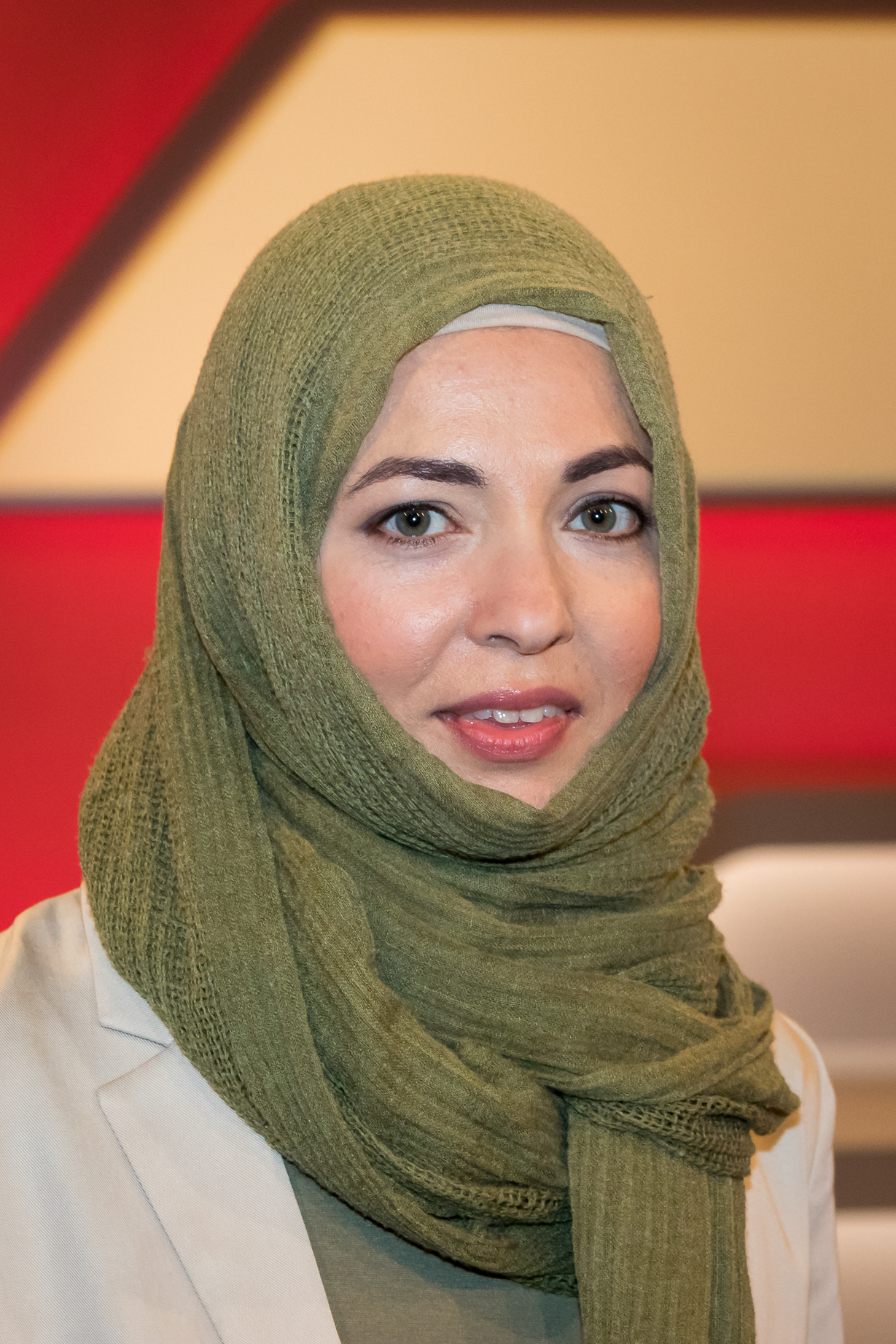
Khola Maryam Hübsch (* 1980)

- Hübsch, Margarethe (1903–1983), österreichische Fachärztin für Psychiatrie neu Neurologie und Euthanasiebeteiligte
- Hübsch, Timo (* 1977), deutscher Schauspieler
- Hübsch, Wilhelm (1804–1866), Jurist und badischer Beamter
- Hübsch, Wilhelm (1848–1928), deutscher Jurist und Politiker
- Hübsch, Wolfgang (* 1939), österreichischer Schauspieler
- Hübschen, Henrik (* 1977), deutscher Journalist
- Hübschen, Jens (* 1972), deutscher Hörfunk- und FernsehmoderatorJens Hübschen (* 1972)
- Hübschen, Jürgen (* 1945), deutscher Oberst

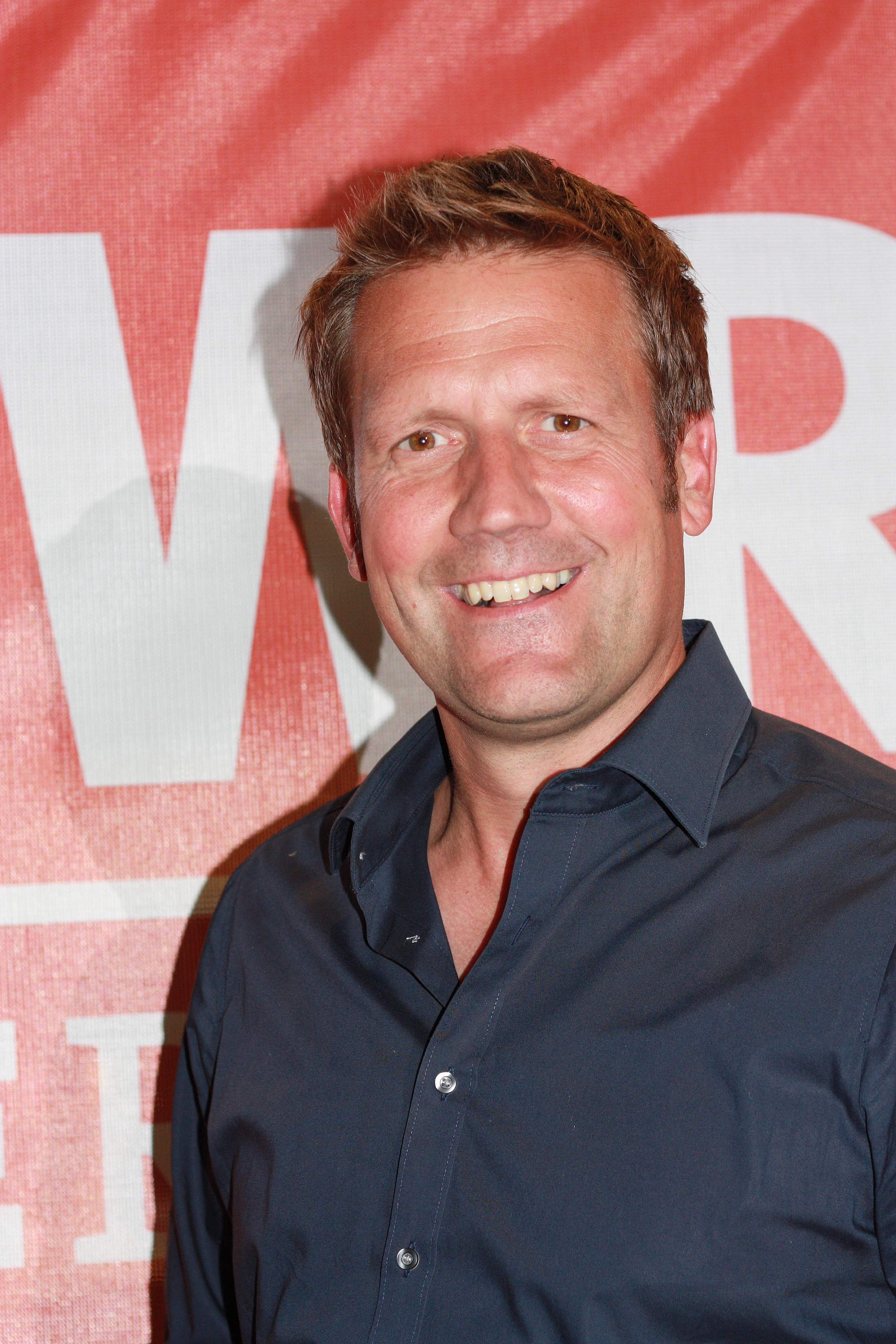
Jens Hübschen (* 1972)

- Hübschen, Otto (1919–1997), deutscher Marineoffizier, U-Boot-Kommandant im Zweiten Weltkrieg
- Hübscher, Arthur (1897–1985), deutscher Philosoph, Kulturwissenschaftler und Philologe
- Hübscher, Carole (* 1967), Schweizer Unternehmerin
- Hübscher, Emil (1912–1958), österreichischer Mittelstreckenläufer
- Hübscher, Evelyn (* 1955), deutsche Handballspielerin
- Hübscher, Johanna (* 1950), deutsche Fachärztin für Sportmedizin, ehemalige Hochschullehrerin und Mitglied des Thüringischen Landesverfassungsgerichtshofs
- Hübscher, Martin (* 1969), Schweizer Politiker (SVP)
- Hübscher, Robin (* 1995), deutscher Handballspieler
- Hübscher, Rudolf (1898–1934), Schweizer Maler und Grafiker
- Hübscher, Sven (* 1979), deutscher Fußballtrainer
- Hübscher, Wolfgang (* 1942), deutscher Fußballspieler
- Hübschle, Michaela (* 1950), namibische Politikerin
- Hübschle, Otto (1945–2008), deutsch-namibischer Fachtierarzt und Virologe
- Hübschle, Tim (* 1978), namibischer Filmregisseur
- Hübschman, Tomáš (* 1981), tschechischer Fußballspieler
- Hübschmann, Claudia (* 1974), deutsche Schauspielerin
- Hübschmann, Ekkehard (* 1957), deutscher Historiker, Genealoge, Ethnologe
- Hübschmann, Franz (1817–1880), deutsch-amerikanischer Arzt und Politiker
- Hübschmann, Heinrich (1848–1908), deutscher Orientalist
- Hübschmann, Jewgeni Jewgenjewitsch (1905–1973), russisch-sowjetischer Verkehrsingenieur, Brückenbau-Ingenieur und Hochschullehrer
- Hübschmann, Johannes (1867–1930), deutscher Jurist und Politiker (DVP), Oberbürgermeister von Chemnitz (1917–1930)
- Hübschmann, Klaus (1932–1991), deutscher Leichtathlet
- Hübschmann, Oskar (1908–1942), deutscher Arbeiter und Opfer der NS-Kriegsjustiz
- Hübschmann, Paul (1878–1960), deutscher Pathologe und Hochschullehrer
- Hübschmann, Ulrike (* 1963), deutsche Schauspielerin und SynchronsprecherinUlrike Hübschmann (* 1963)

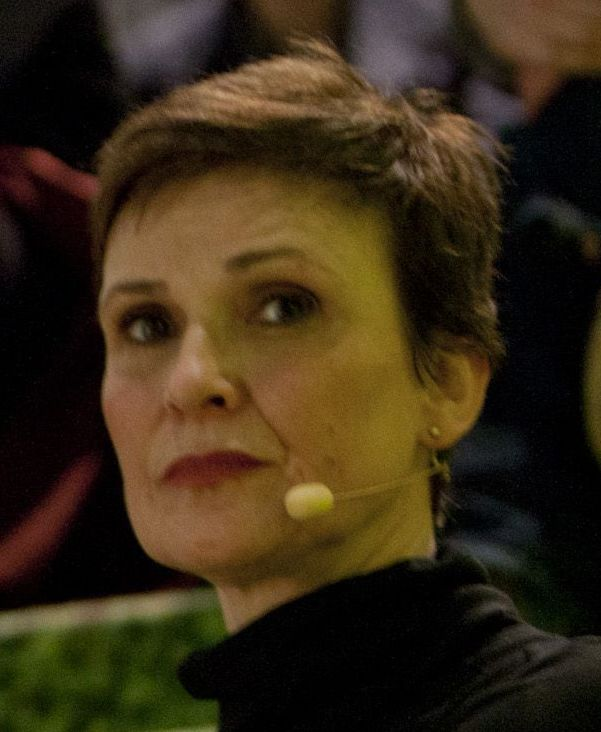
Ulrike Hübschmann (* 1963)

- Hübschmann, Walter (1888–1966), deutscher Jurist und Richter
- Hübschmann, Werner (1901–1969), deutscher Komponist und Dozent
- Hübschmann, Wernfried (* 1958), deutscher Autor und Lyriker
- Hübschmannová, Milena (1933–2005), tschechische Indologin und Romistin
- Hubschmid, Bruno (* 1950), Schweizer Radrennfahrer
- Hubschmid, Edi (* 1947), schweizerischer Filmproduzent
- Hubschmid, Johannes (1916–1995), Schweizer Romanist und Hochschullehrer
- Hubschmid, Maris (* 1988), deutsche Journalistin
- Hubschmid, Paul (1917–2002), Schweizer SchauspielerPaul Hubschmid (1917–2002)

Paul Hubschmid (1917–2002)

- Hubschmied, Johann Ulrich (1881–1966), Schweizer Romanist und Onomastiker
- Hubskyj, Ihor (* 1954), ukrainischer Maler

### Hubw
- Hubweber, Paul (* 1954), deutscher Posaunist

### Huby
- Huby, Alain (* 1944), französischer Radrennfahrer
- Huby, Antoine (* 2001), französischer Radrennfahrer
- Huby, Felix (1938–2022), deutscher Schriftsteller und Drehbuchautor
- Huby, Hélène (* 1978), französische Raumfahrtunternehmerin
- Huby, Pamela Margaret (1922–2019), britische Philosophiehistorikerin und Altphilologin
- Huby, Régis (* 1969), französischer Jazzgeiger, Komponist und Arrangeur
- Hubyar Dede, Mystiker